# Dynasties du Sud et du Nord
Pour un article plus général, voir Six dynasties.
420–589
Entités précédentes :
- Seize Royaumes
- Dynastie des Jin orientaux

Entités suivantes :
- Dynastie Sui

Les dynasties du Sud et du Nord (南北朝 ; pinyin : Nánběicháo), en Chine, ont succédé durant la première moitié du Ve siècle aux Seize Royaumes du Nord (317-439) et à la dynastie Jin du Sud (317-420) pour prendre fin en 589, avec la réunification par la dynastie Sui leur succédant. Durant cette période de quasiment deux siècles, les dynasties du Sud et du Nord sont constituées de neuf dynasties principales, cinq au Nord et quatre au Sud.
Comme l'indique son nom, la période des dynasties du Sud et du Nord est marquée par la division de la Chine entre plusieurs dynasties, formant deux ensembles séparés par une frontière fluctuante, généralement située au Nord du Yangzi. Les dynasties dominant le Nord sont, dans la lignée des Seize Royaumes auxquels elles ont succédé, d'origine non chinoise : les Wei du Nord (386-534), puis leurs successeurs Wei de l'Est (534-550), Wei de l'Ouest (535-556), Qi du Nord (550-577) et Zhou du Nord (557-581). Elles sont dominées par une élite souvent d'origine Xianbei qui s'est cependant largement fondue dans les traditions culturelles chinoises, non sans résistances. Leur font face les dynasties du Sud : Song du Sud (420-479), Qi du Sud (479-502), Liang (502-557) et Chen (557-589). Elles sont dirigées par des Chinois descendant des familles ayant fui le Nord depuis qu'il est passé sous la coupe des peuples non chinois au IVe siècle, et qui se voient comme le conservatoire des traditions chinoises. Sous leur égide, le Sud connaît un développement démographique et économique très marqué.
En dépit de leur opposition politique et culturelle, le Nord et le Sud connaissent des évolutions similaires durant cette période : ouverture accrue vers l'extérieur, adoption du bouddhisme comme religion principale aussi bien chez les élites que dans la population, importance du fait militaire et instabilité dynastique, etc. Au-delà de son image de période troublée et instable, la période des dynasties du Sud et du Nord et plus largement celle des « Six dynasties » (220-581) dans laquelle elle s'insère, formant un « haut Moyen Âge » chinois (d'environ 200 à 600, entre la fin des Han et le début des Sui), est très créatrice dans les domaines politique, militaire, religieux, artistique et littéraire.

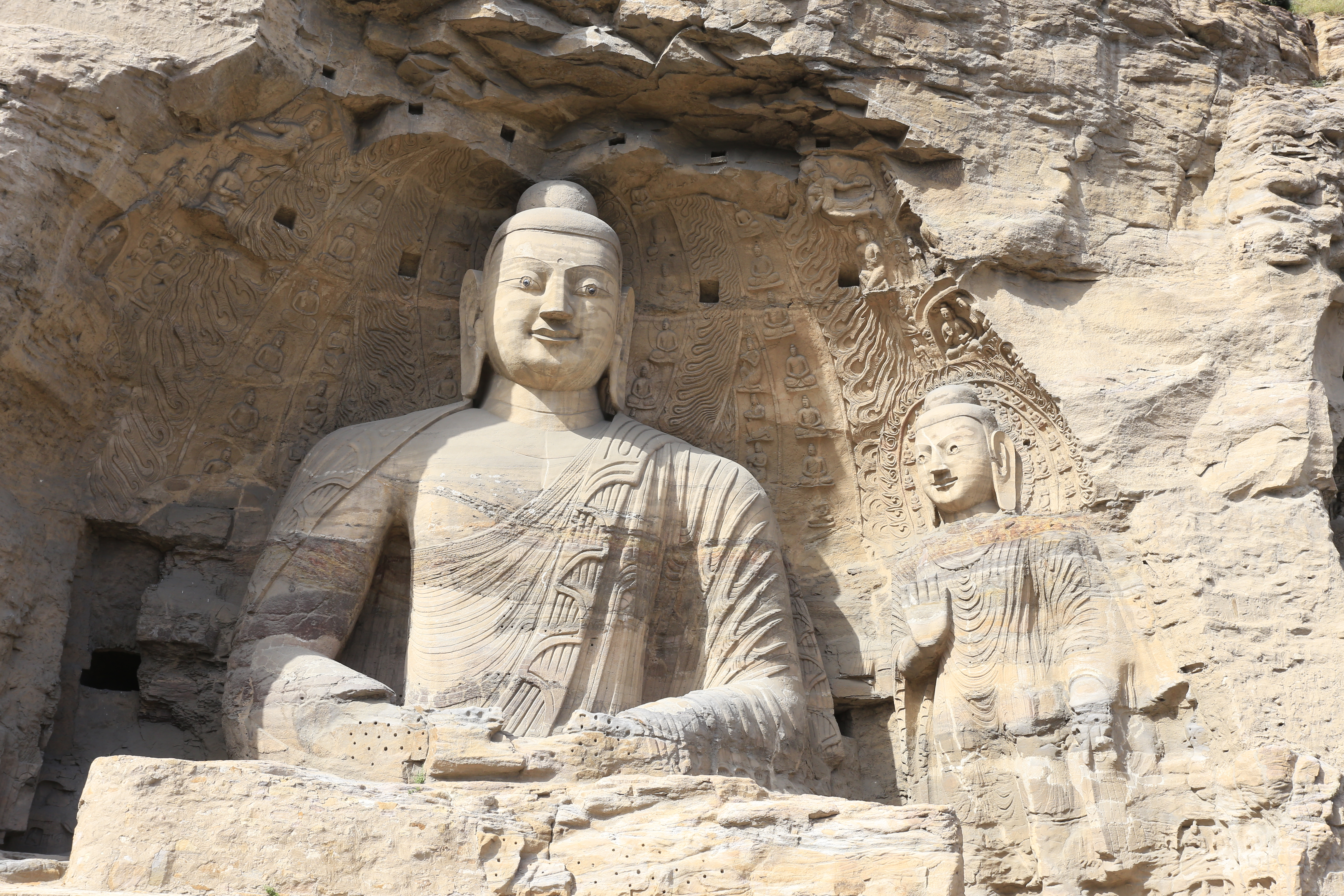
Statues monumentales du Bouddha et d'un bodhisattva, sanctuaire de Yungang (Shanxi), fin du V.

## Histoire politique et militaire
| « Trois Royaumes » 220-280 : 60 ans                            | « Trois Royaumes » 220-280 : 60 ans                 |
| -------------------------------------------------------------- | --------------------------------------------------- |
| Chine du Nord : Wei à Luoyang                                  | Chine du Sud-Ouest: Shu, Chine du Sud-Est : Wu      |
| brève unification : Jin occidentaux à Luoyang 265-316 : 51 ans |                                                     |
| nouvelles fragmentations                                       |                                                     |
| au Nord : « Seize Royaumes » : 304-439 : 135 ans               | au Sud : Jin orientaux 317-420 : 103 ans            |
| « Dynasties du Nord »                                          | « Dynasties du Sud »                                |
| Wei du Nord 386-534 : 148 ans                                  | Song du Sud 420-479 : 59 ans                        |
| Wei de l'Est 534-550 : 16 ans                                  | Qi du Sud 479-502 : 23 ans                          |
| Wei de l'Ouest 535-556 : 21 ans                                | Liang 502-557 : 55 ans                              |
| Qi du Nord 550-577 : 27 ans                                    | Liang postérieurs, ou Liang du Sud 555-587 : 32 ans |
| Zhou du Nord 557-581 : 24 ans                                  | Chen 557-589 : 32 ans                               |

Les dernières décennies du IVe siècle furent marquées par l'affaiblissement des deux plus puissantes dynasties, celle des Qin antérieurs au Nord et celle des Jin orientaux au Sud. Les rois de la première furent incapables d'empêcher l'émergence d'autres royaumes qui rapidement se débarrassèrent d'eux, maintenant le Nord dans une situation de fragmentation politique, jusqu'à l'émergence des Wei du Nord qui parvinrent à unifier le Nord chinois dans la première moitié du Ve siècle. La dynastie Jin, tombée aux mains de ses généraux, sombra face aux rivalités opposant ceux-ci, qui s'achevèrent en 420 par sa destitution et la fondation de la dynastie des Song du Sud. La séparation entre Nord et Sud devait donc perdurer durant la majeure partie des deux siècles suivants, marquée par la succession de plusieurs dynasties instables, chacune renversées par des chefs de guerre. C'est finalement un général du Nord, Yang Jian, qui parvint dans les années 580 à unifier la Chine, fondant la dynastie Sui (581-618), qui posa les bases de la plus durable dynastie Tang (618-907).
L'histoire politique et militaire de cette période est essentiellement connue par les histoires dynastiques rédigées par des historiens de l'époque médiévale, vivant souvent sous la dynastie qui a suivi celle qu'ils décrivent. Le Livre des Wei (du Nord) (Wei Shu) fut ainsi rédigé par le lettré Wei Shou (506-572) vivant sous les Qi du Nord. Souvent incomplètes parce que plusieurs de leurs chapitres ont été perdus durant l'époque médiévale, les manques sont comblés par l'Histoire des dynasties du Nord (Bei Shi) couvrant les multiples dynasties septentrionales de la période et l'Histoire des dynasties du Sud (Nan Shi) consacrée aux dynasties méridionales compilées par l'historien Li Yanshou vivant aux débuts de la dynastie Tang. Le Zizhi Tongjian de Sima Guang (1019-1086) est aussi une source importante. Ces textes sont en général fiables pour la description de l'histoire de la période, mais contiennent souvent des jugements sur les personnages et faits exposés par leurs auteurs, des lettrés qui ont tendance à avoir une piètre opinion des militaires, tandis que leurs propres sources ont pu elles-mêmes contenir des erreurs.

### La chute des Jin orientaux (v. 400-420)

Les royaumes se partageant la Chine du Nord en 409, avant les campagnes de Liu Yu et les conquêtes de Tuoba Gui.

C'est dans un contexte instable que des changements dynastiques et militaires plus importants s'accomplirent dans la première moitié du Ve siècle, marquant le début de la période dite des « dynasties du Sud et du Nord ».
Au Sud, les premières décennies du siècle furent marquées par une plus grande instabilité dans le royaume des Jin orientaux. Les grandes familles, comme les Xie d'où étaient issus les généraux vainqueurs des Qin antérieurs, ou les Huan qui comptaient parmi les partisans acharnés d'une reconquête du Nord, disposaient d'une autorité menaçant la famille impériale, toujours issue du clan Sima. Plusieurs révoltes nobiliaires éclatèrent, ainsi que des rébellions aux origines plus populaires (surtout celle de Sun En sur les côtes du Zhejiang 399-402). En 402, le chef d'un des plus puissants lignages aristocratiques du Sud, Huan Xuan, fils du grand général et ministre Huan Wen (en) qui avait dirigé de facto le royaume quelques décennies auparavant, renversa finalement l'empereur Jin dans l'espoir de fonder sa propre dynastie. Mais il fit face à la résistance des généraux de la frontière septentrionale de l'empire, formés à la lutte contre les royaumes du Nord (et pour beaucoup paradoxalement installés par son père), qui se rangèrent autour du plus capable d'entre eux, Liu Yu, d'extraction basse mais auréolé de nombreuses victoires contre les royaumes barbares. Huan Xuan fut vaincu, et ce qu'il resta de la cour des Jin passa sous la coupe de Liu Yu.
Celui-ci ne prit pas immédiatement le titre impérial malgré son succès, préférant se consacrer à des expéditions militaires, ce qu'il fit avec succès : il conquit le Sichuan, où s'était formé un royaume autonome, puis se tourna vers le Nord où il défit les Qin postérieurs et s'empara des deux anciennes capitales des Han, Luoyang et Chang'an, en 416 et 417. C'est alors qu'il choisit de retourner à Jiankang pour se faire proclamer empereur, fondant en 420 la dynastie des Song méridionaux. Les capitales du Nord étaient alors déjà perdues. Désormais l'aristocratie du Sud était profondément ancrée dans les pays méridionaux, et ne cherchait plus autant qu'auparavant à reconquérir le Nord.

### L'affirmation des Wei du Nord (v. 420-500)

Extension des royaumes des Wei du Nord et des Song du Sud vers 450.

Au Nord, cela laissa la place à l'affirmation d'un groupe issu des populations nomades Xianbei, les Tuoba (forme sinisée du terme turc Tabghatch). Leurs chefs avaient fondé à la suite de la défaite des Qin antérieurs une petite principauté au nord du Shanxi, la « dynastie des Wei du Nord », autour de leur capitale établie à Pingcheng (aujourd'hui Datong). Ils avaient eu de bonnes relations avec les Jin, qui soutenaient leurs offensives contre les royaumes de la plaine du fleuve Jaune qui se trouvaient entre eux deux. C'est sous le règne de Tuoba Tao (423-451), après les grandes campagnes de Liu Yu, qu'ils remportèrent des succès décisifs face à leurs rivaux affaiblis. Dans les années 430, les troupes des Wei du Nord firent tomber les autres grandes royaumes du Nord : les Xia en 431, les Yan septentrionaux en 436 puis les Liang septentrionaux en 439.
Tuoba Tao chercha alors à pousser en direction de la dernière grande puissance qui se dressait face à lui, la dynastie des Song du Sud, qui n'avait guère fait preuve d'esprit conquérant depuis la mort de son fondateur Liu Yu en 422. Le second empereur des Song du Sud, Shaodi, fils de Liu Yu, avait vite été éliminé par une révolte nobiliaire intronisant son frère Wendi, qui s'empressa de se débarrasser de ceux qui l'avaient fait monter sur son trône. La majeure partie de son règne (424-453) se passe dans la paix, créant les conditions d'une prospérité pour les régions du Sud. Cela fut rompu en 450 par l'invasion initiée par Tuoba Tao, qui dévasta la région de la vallée de la Huai, repoussant la frontière entre les deux royaumes plus au sud. Si les Wei du Nord ne furent pas en mesure de conquérir le Sud, leur expédition plongea la dynastie méridionale dans des troubles qui allaient précipiter sa perte : Wendi fut assassiné par son fils en 453, puis les règnes suivants furent ensanglantés par de nombreux meurtres décimant le clan impérial, finalement destitué par le général Xiao Daosheng qui fonda la nouvelle dynastie des Qi (méridionaux) en 479. Comme Liu Yi avant lui, il était originaire de la région de la Huai et issu d'un milieu modeste, ayant conquis le pouvoir grâce à ses succès militaires. La dynastie qu'il installa, les Qi méridionaux (479-502), connut comme celle qu'elle avait supplanté des troubles successoraux, et ceux dès après la mort du second empereur, Wudi. Ce fut un neveu de Xiao Daosheng, Xiao Luan (empereur Mingdi) qui triompha après avoir éliminé une grande partie de son clan. Son fils et successeur Xiao Baojuan fut tout aussi meurtrier, avant d'être à son tour menacé par son frère Xiao Baorong.
Les Wei du Nord connurent leur apogée sous la régence de l'impératrice douairière Feng et le règne personnel de Xiaowendi (471-499), qui menèrent une politique active de réformes et de centralisation. Dans les années 490, l'empereur régnant désormais seul accentua la sinisation des institutions de son royaume, visant à en faire un État pleinement chinois, dégagé de la majeure partie de son héritage xianbei : adoption de noms et de vêtements chinois par les aristocrates xianbei, réforme agraire, etc. Cela culmina en 494 avec le déplacement de sa capitale dans la plaine Centrale à Luoyang, là où plusieurs dynasties chinoises, dont les Han postérieurs, avaient régné par le passé.

### Troubles dynastiques et divisions (v. 500-550)
Les réformes sinisantes de Xiaowendi furent suivies par ses successeurs, qui tentèrent de plus en plus de gommer leur héritage Xianbei. Cela entraîna une fracture de plus en plus importante entre la cour de Luoyang sinisée et les garnisons du Nord, qui protégeaient le royaume face à la menace que représentaient les nomades Ruanruan établis face à eux, et avaient préservé leur mode de vie et leur culture traditionnels. La mésentente aboutit en 523 à la révolte des « Six garnisons », des forts frontaliers situés à la frontière nord du royaume, puis à une série de rébellions ébranlant la dynastie des Wei du Nord. En 528, ce sont les intrigues de la cour qui aggravent la situation : l'empereur Xiaomingdi fut assassiné à l'instigation de l'impératrice douairière Hu, ce qui entraîna le soulèvement des troupes du nord conduites par Erzhu Rong, qui prirent Luoyang et mirent à mort l'impératrice.

La situation politique de la Chine vers 546, après la division du Nord entre les Wei de l'Est et les Wei de l'Ouest.

Les conflits dynastiques dans la famille impériale des Qi du Sud profitèrent à un autre membre du clan impérial des Xiao, le général Xiao Yan (nom posthume Wudi), qui fonda en 502 une nouvelle dynastie, celle des Liang (502-557). Il mena une politique plus agressive envers les Wei du Nord, au moment où ceux-ci commençaient à montrer des signes de faiblesse. Il recueillit un général du Nord, Yuan Hao, et monta une expédition pour le faire introniser chez les Wei. Malgré la prise de plusieurs cités ennemies, cette campagne fut finalement repoussée et le prétendant fut tué par Erzhu Rong.
Les troubles se poursuivirent chez les Wei, même après la mort d'Erzhu Rong en 530, aboutissant finalement à l'affirmation de deux grands seigneurs de guerre qui avaient placé chacun sous leur coupe un membre de la dynastie des Wei du Nord qu'ils considèrent comme un empereur : à Chang'an et à l'Ouest du royaume, Yuwen Tai a réuni sous sa coupe les restes de la cour sinisée des Wei du Nord et pris le contrôle de l'empereur Xiaowudi, qu'il fit assassiner en 535 mettant ainsi fin à la dynastie ; à Luoyang et dans l'Est du royaume, c'est Gao Huan qui dirige l'aristocratie Xianbei traditionaliste. L'empire des Wei du Nord est donc divisé en deux : suivant les dénominations courantes, la partie orientale prend le nom de « Wei oriental » (534-550) ; la partie occidentale celui de « Wei occidental » (535-557). Disposant de l'armée la plus puissante, Gao Huan chercha à envahir son rival occidental, mais il fut vaincu à Shayuan (537).
Ces troubles affectèrent le Sud. Un général des Wei orientaux du nom de Hou Jing fit défection chez les Wei orientaux avant de finalement se réfugier en 547 auprès de Wudi des Liang, qui lui confia à son tour une armée pour prendre le Nord. Il fut défait par les Wei orientaux, qui tentèrent alors de convaincre Wudi de leur livrer. Hou Jing se révolta alors, et réussit à s'emparer de Jiankang, capturant et emprisonnant Wudi qui mourut peu après. Après avoir intronisé deux membres du clan Xiao, Hou Jing ambitionna de fonder sa propre dynastie dans le Sud, mais il ne contrôlait guère qu'une petite portion de l'ancien territoire des Liang. Il fut finalement vaincu en 552 par le général le plus puissant du clan Xiao, Xiao Yi, qui avait auparavant éliminé d'autres rivaux dans son propre lignage. Il assura la continuité de la dynastie Liang (nom impérial Yuandi). Un autre membre de son clan, Xiao Cha, avait trouvé refuge chez les Wei occidentaux, qui lui fournirent une grande armée avec laquelle il s'installa dans la région de Jiangling, entre Nord et Sud, fondant la dynastie des Liang postérieurs (555-587) qui resta vassale des Wei occidentaux puis des Zhou septentrionaux après eux.

### Qi du Nord, Zhou du Nord et Chen (v. 550-580)

La situation politique de la Chine vers 572.

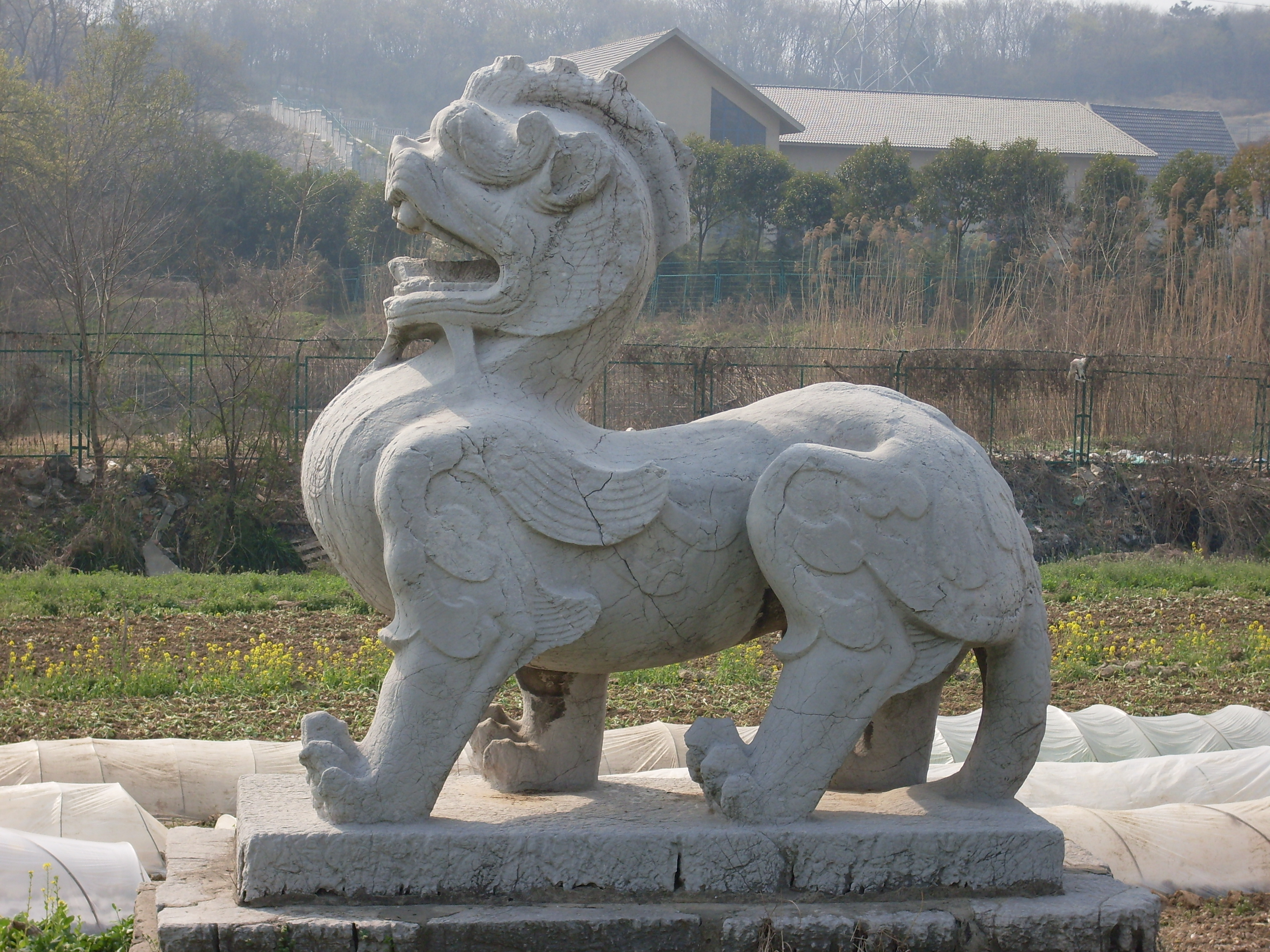
Chimère gardant la tombe de l'empereur Wu des Chen (559-566), dans les faubourgs de Nankin.

Dans les deux royaumes Wei, les empereurs fantoches intronisés par les généraux vainqueurs furent finalement éliminés. En 550, Gao Yang le fils et successeur de Gao Huan fonda sa propre dynastie, les « Qi septentrionaux» en lieu et place des Wei orientaux. En 557, Yuwen Jue le fils de Yuwen Tai destitua l'empereur des Wei occidentaux pour fonder à son tour une nouvelle dynastie, celle des « Zhou septentrionaux ». Le pouvoir appartenait en réalité à Yuwen Hu, le neveu de Yuwen Tai, qui fit et défit plusieurs empereurs. Au moins la situation militaire était favorable : la frange nord du royaume était relativement pacifiée, les Ruanruan ayant été éliminés par les Tujue (ou Köktürks, les « Turcs bleus ») qui étaient alors en paix avec les royaumes chinois, tandis que le Sichuan avait été envahi en 553, ce qui avait permis d'étendre le royaume très loin au sud. Protégés des attaques extérieures à l'Ouest des Passes, ils s'appuyaient sur une élite militaire bien organisée et développèrent une armée puissante.
Le Sud connut aussi un changement dynastique à cette période. À la mort de l'empereur Yuandi des Liang en 554, son fils Xiao Fangzhi fut renversé en 555 à l'instigation d'un général à la solde des Qi septentrionaux, qui intronisa un autre membre du clan Xiao, Xiao Yuanming, marionnette aux mains des Qi. Un des principaux généraux des Liang, Chen Baxian, issu d'un des grands lignages méridionaux, se révolta alors et réussit à replacer Xiao Fangzhi sur le trône, avant de repousser une nouvelle offensive des Qi. Fort de ses succès qui en firent le maître incontesté du Sud, il fonda la dynastie Chen en 557.
L'attitude des Qi à leur égard fit que les Chen devinrent des alliés des Zhou. Les rivalités au sein de l'aristocratie Xianbei chez les Qi entraînèrent plusieurs épisodes sanglants qui déstabilisèrent leur appareil administratif et militaire. Leurs rivaux en profitèrent. Dès 565, les Zhou échouèrent de peu devant Luoyang. En 572, leur empereur Yuwen Yong s'était finalement débarrassé de la tutelle de Yuwen Hu. En 577, il envahit et annexa le royaume Qi désorganisé. Sa mort l'année suivante marqua un coup d'arrêt dans les offensives de son royaume, épargnant temporairement les Chen.

### Les conquêtes Sui (581-589)
Le nouvel empereur des Zhou, Yuwen Yun/Xuandi, ne se préoccupa pas vraiment de conquêtes militaires, mais plutôt d'intrigues de cour qui coûtèrent la vie à plusieurs hauts dignitaires. Ce fut un général du nom de Yang Jian, dont la fille était l'épouse principale de l'empereur, qui tira son épingle dans le jeu politique de la période. Quand le monarque mourut en 580, il élimina ses derniers rivaux à la cour des Zhou, puis destitua finalement l'empereur Yuwen Chan en 581, fondant la nouvelle dynastie Sui sous le nom impérial de Wendi. Les premières années de son règne furent marquées par la fondation d'une nouvelle capitale très vaste près de Chang'an, à Daxingcheng. En 587, il annexa le royaume des Liang postérieurs, ce qui lui offrit une porte d'entrée vers le Sud. Une grande campagne fut préparée pour l'année suivante : le commandement de l'armée fut confié au second fils de l'empereur, Yang Guang, qui s'empara de Jiankang, aboutissant en 589 à la fin de la dynastie Chen. La Chine était réunifiée à nouveau après près de quatre siècles de division.

## Aspects politiques et sociaux

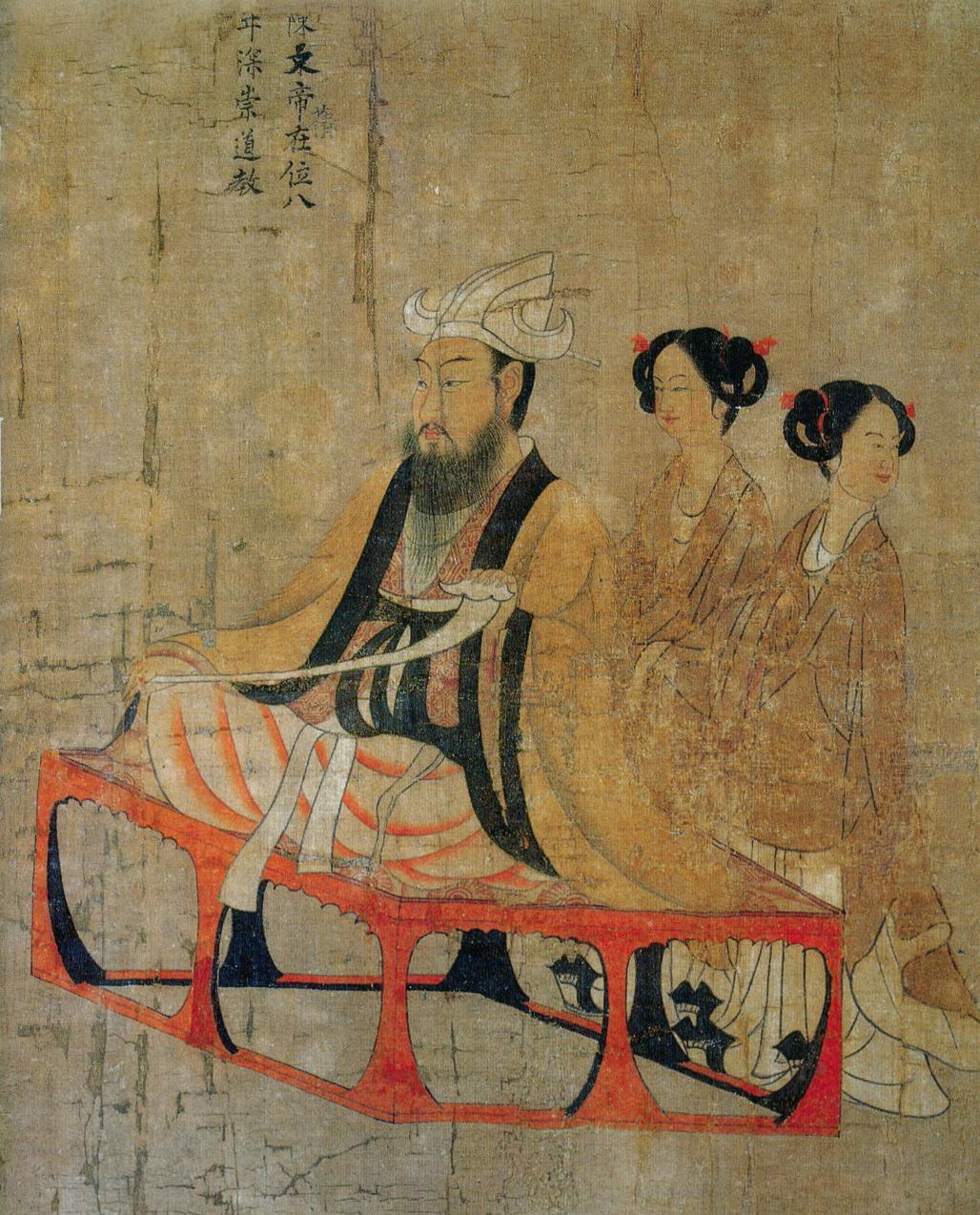
L'empereur Wen des Chen (559–566), peinture de Yan Liben (600-673).

Les évolutions politiques et sociales de la période des dynasties du Sud et du Nord sont encore mal comprises. Les troubles militaires et politiques avaient créé une situation d'instabilité, marquée par des violences et une insécurité endémiques, de nombreux mouvements de populations. Les royaumes parvenaient cependant au fil du temps à élaborer des institutions plus solides, surtout au Nord, qui forme le socle à partir duquel seront construits les empires Sui et Tang. Le Sud connut quant à lui un développement démographique et économique constant, surtout dans le domaine commercial, même si les royaumes y avaient des institutions moins solide. Le manque d'études sur cette époque est cependant un frein majeur à la compréhension des évolutions institutionnelles et sociales, d'autant plus que celles-ci sont assez mal documentées. Il est dont assez difficile de dresser un tableau clair de cette époque.

### Institutions politiques et militaires

#### Des empereurs à la légitimité contestée
Les États des dynasties du Sud et du Nord étaient dirigés par de monarques portant le titre d'« empereur » (huangdi), reprenant le titre des souverains des dynasties Qin et Han. L'usage est cependant de désigner les États de la période des Six dynasties comme des royaumes et non des empires ; la distinction n'existait pas en chinois, le terme général guo, « pays », servant à désigner ces États. Ils font partie de « dynasties » qui ont un nom différent de celui de la famille qui les dirige, par exemple les Song du Sud sont dirigés par la famille Liu (et donc parfois désignés comme « Liu-Song ») ; la seule exception sont les Chen pour qui le nom familial est repris pour désigner la dynastie.
Suivant l'idéologie politique chinoise, à laquelle les peuples venus du Nord avaient fini par adhérer tout en conservant certaines de leurs conceptions traditionnelles sur l'exercice du pouvoir, étaient les détenteurs du « Mandat céleste » : ils occupaient leur position parce que le Ciel l'avait décidé, en raison de leur vertu supérieure à celle de leurs concurrents. La succession se faisait en principe de père en fils, ou du moins au sein de la même famille impériale. Chez les peuples originaires des steppes du Nord tels que les Xiongnu et les Xianbei, traditionnellement le chef était désigné au sein du clan dominant (plutôt un frère ou un cousin de l'ancien souverain), en choisissant celui qui était jugé le plus apte à mener les troupes au combat (ce qu'il prouvait si besoin lors d'un conflit successoral), le principe chinois de primogéniture mâle n'étant adopté que tardivement et difficilement. Parmi les autres originalités liées à l'exercice du pouvoir impérial chez les dynasties du Nord, les plus importantes sont sans doute le rôle plus affirmé des impératrices douairières, qui exercèrent le pouvoir à plusieurs reprises, et l'institution de l'« empereur retiré », qui voyait le monarque régnant abdiquer pour transmettre la fonction impériale à son héritier, tout en continuant d'exercer le pouvoir, sans doute une manière de faciliter la succession dynastique.
La théorie politique traditionnelle n'assurait pas la stabilité dynastique à long terme, puisque le pouvoir impérial pouvait se perdre s'il était estimé que la dynastie n'avait plus la vertu nécessaire pour régner, et elle pouvait alors être renversée par une autre. Le contexte politique et militaire troublé  faisait que la légitimité dynastique était fortement concurrencée par celle des chefs de guerre victorieux, a fortiori dans les dynasties du Nord où l'aspect martial du pouvoir était plus prononcé, mais aussi au Sud où les successions furent tout autant marquées par des conflits militaires et favorisèrent l'ascension de généraux. Suivant un schéma qui se répéta à plusieurs reprises, un général prenait progressivement le contrôle des affaires de l’État en éliminant ses concurrents, puis se faisait concéder des titres prestigieux renforçant son prestige, et la dernière étape était la destitution de l'empereur régnant, qui était effectuée par le chef militaire (cas suivis dans le Sud) ou bien son successeur immédiat (cas des renversements des Wei de l'Ouest et de l'Est), et passait par un rituel d'abdication (shanrang), crucial dans le processus. La légitimation du nouvel empereur devait aussi être appuyée par des rituels s'assurant de l'appui divin au changement dynastique : souvent des éminents taoïstes et bouddhistes invoquaient l'apparition de présages annonçant la fondation de la nouvelle dynastie, et de nombreux rituels servaient à légitimer le nouvel empereur. Mais si la légitimité des détenteurs de l'autorité impériale était régulièrement contestée, celle de l'institution impériale ne l'était pas, et la loyauté envers celle-ci restait une valeur primordiale chez les élites.

#### L'importance de l'armée

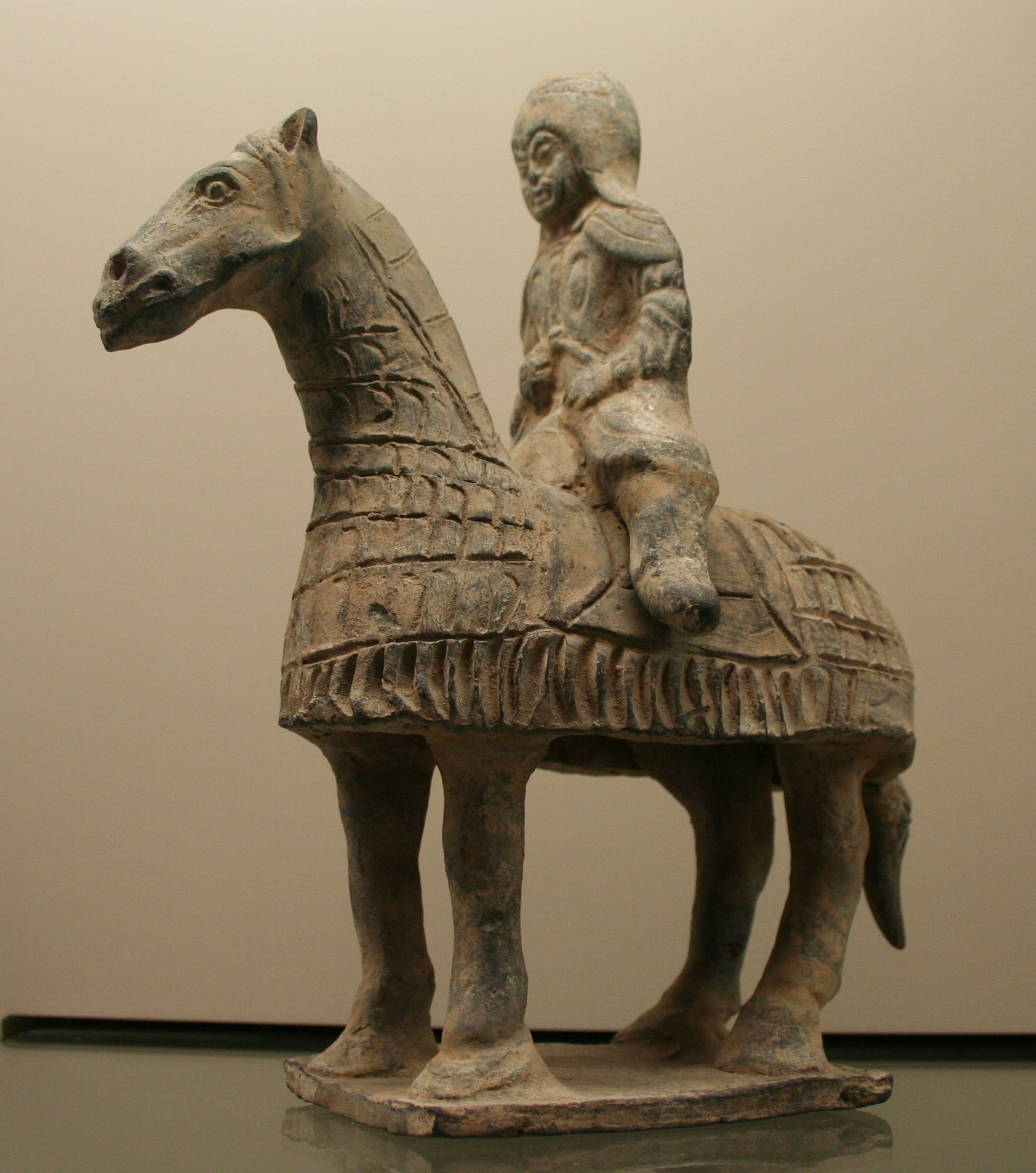
Figurine en terre cuite d'un cavalier xianbei sur un cheval cuirassé, période des Wei du Nord (386–534), musée Cernuschi.

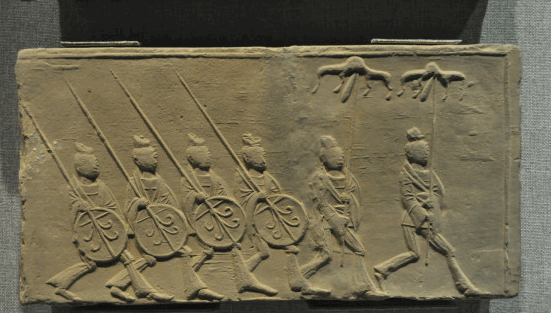
Bas-relief sur brique funéraire représentant des troupes armées de lances précédées de porte-enseignes, Dynasties du Sud (420-589), musée de la province du Henan.

Le maintien de la position dominante de l'empereur dans un État reposait souvent sur le contrôle de la puissance militaire, et l'absence de rival de taille à menacer sa suprématie, ce qui était une menace constante en raison de l'existence d'armées privées aux mains des généraux, notamment de membres de la famille impériale. En ces temps marqués par de nombreux conflits, la guerre restait un facteur essentiel de changement social et dynastique.
Au Nord, les empereurs xianbei des Wei du Nord s'imposèrent en convertissant une armée issue de leur tribu en une armée de nature héréditaire concentrée dans la capitale, à laquelle étaient attribués des domaines visant à assurer leur subsistance suivant le principe des colonies militaires agricoles (tuntian) en vogue depuis l'époque des Trois royaumes. Sous les réformes de Xiaowendi, des soldats d'origine Han furent intégrés aux troupes du royaume, tandis que les soldats xianbei furent envoyés dans les garnisons frontalières du Nord, face aux troupes Ruanruan (les « Six garnisons »), dont plusieurs ont fait l'objet de fouilles. Les Zhou septentrionaux prolongèrent le principe des colonies militaires avec la mise en place du système fubing, qui avait une base de recrutement élargie, comprenant des troupes de soldats conscrits non-Han et Han organisés en garnisons. Cela servit de base à leur expansion militaire et à celle des Sui qui prirent leur suite, puis à l'organisation militaire des débuts des Tang. Au Sud, la tendance générale fut de confier les hautes responsabilités militaires à des membres de la famille impériale ou des hommes nouveaux qui devaient leur promotion sociale au métier des armes, ce qui n'eut pas vraiment pour effet de stabiliser les dynasties puisque les uns comme les autres pouvaient menacer le pouvoir impérial, l'aristocratie étant écartée de ces postes auquel elle n'accordait du reste pas un grand crédit, préférant les activités civiles et intellectuelles,.
Les troupes de choc de cette période étaient constituées de cavaliers combattant suivant les innovations venues de la steppe durant les siècles précédents. L'étrier, introduit en Chine vers le IVe siècle, offrait une meilleure stabilité au cavalier, que l'on pu vêtir d'une armure plus lourde, constituée de plaques de métal cousues entre elles. Ces guerriers combattaient à la lance, à l'épée et de plus en plus au sabre. Les chevaux disposaient eux aussi de cuirasses. Les combattants à pied disposaient quant à eux d'un armement varié : arcs, arbalètes, épées, dagues, lances, hallebardes. La domination des territoires du Sud, comprenant de nombreuses rivières et montagnes, passait par la maîtrise de navires de guerre, souvent vastes, pouvant contenir jusqu'à 2 000 hommes, disposant de tours et de plates-formes permettant à des archers et même des trébuchets de lancer des projectiles sur leurs adversaires. Les premiers types de bateaux à roue à aubes auraient été utilisés par des généraux du Sud au Ve siècle.

#### Institutions et exercice du pouvoir

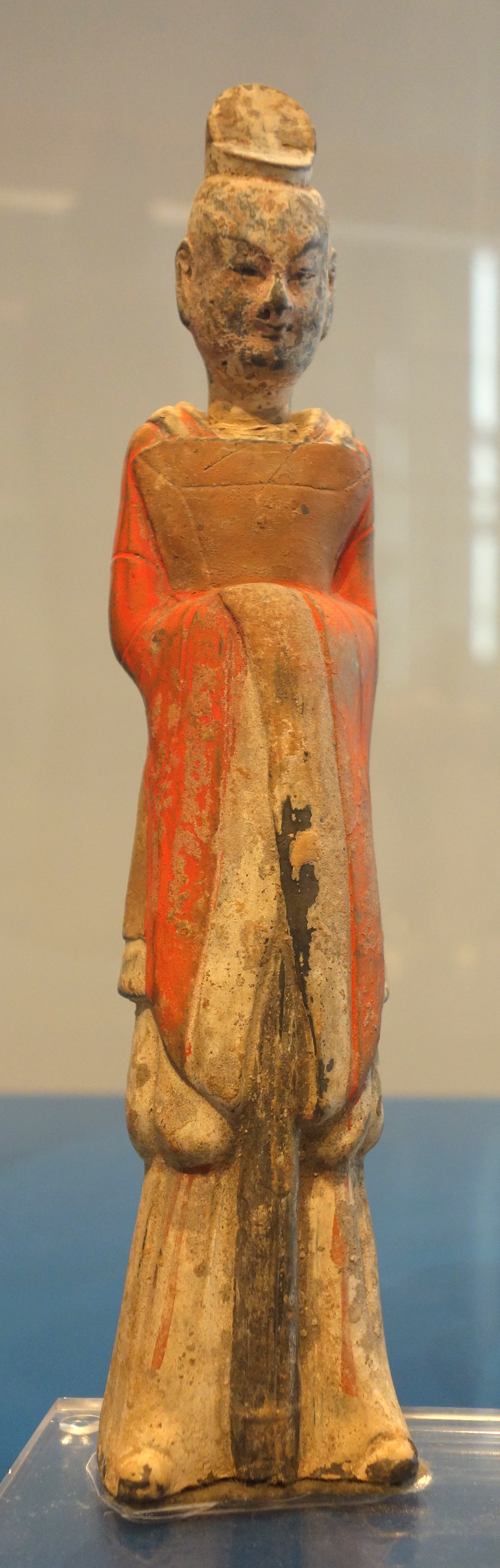
Statuette funéraire représentant un fonctionnaire civil, période des Wei du Nord (début du VI), Musée Royal de l'Ontario.

Le pouvoir politique et militaire appartenait en premier lieu aux membres de l'entourage impérial. La haute administration était généralement constituée de trois organes principaux. Le Secrétariat impérial (zhongshu sheng) et la Chancellerie (menxia sheng) étaient les centres des principales décisions. Le troisième organe de la haute administration était le Département des Affaires d’État (shangshu sheng), constitué en général de six bureaux (cao) ayant chacun une attribution déterminée. Ils variaient suivant les royaumes : on trouvait souvent des bureaux consacrés au personnel, aux revenus, à la guerre, à la justice et aux travaux, d'autres aux rites, au recensement, aux domaines publics, etc. Ils furent repris et uniformisés sous les Zhou septentrionaux puis les Sui et les Tang.
Les attributions réelles des titres de la haute administration sont souvent mal comprises car les textes sont peu explicites. On retiendra surtout que l'entourage impérial disposait en premier lieu du pouvoir de décision (ce qui explique l'influence du Secrétariat impérial), et que de nombreux titres officiels n'étaient qu'honorifiques et ne conféraient pas un pouvoir important. Déterminer le degré d'indépendance et la capacité d'action des élites, et plus largement leurs relations avec les gouvernements, est un vaste chantier pour les spécialistes de la période. Les institutions de cette période sont souvent caractérisées comme « aristocratiques », même si cela doit sans doute être relativisé dans plusieurs cas. Le recrutement des fonctionnaires reposait en principe sur le « système des neuf-rangs » (jiupin zhidu) créé par les Cao-Wei, contrôlé par les aristocrates qui s'en servaient pour promouvoir des membres de leur groupe social, privilégiant l'hérédité et les réseaux sociaux. Mais le système des examens issu des Han (ouvrant sur les nominations de « talent florissant », xiucai, et de « piété filiale et incorruptibilité », xiaolian) subsista, plutôt au départ pour garnir les rangs subalternes, avant de prendre un rôle plus important au VIe siècle, et permettait une approche du recrutement plus « méritocratique »,. Au Nord, les postes-clefs étaient surtout détenus par les membres de l'aristocratie militaire non chinoise,. Dans le Sud, il y eut une volonté du pouvoir impérial, qui avait gardé en mémoire les déboires des Jin orientaux face aux grands lignages, d'écarter progressivement ces derniers des postes à responsabilité, en attribuant à leurs membres des postes prestigieux mais généralement vidés de leur substance, tandis que les postes disposant de l'autorité réelle, dans le Secrétariat, étaient confiés à des fonctionnaires d'extraction moindre, notamment des marchands, dépendant directement du monarque et des princes.
L'administration provinciale était quant à elle organisée suivant trois échelons, qui étaient dans l'ordre décroissant la province (zhou), la commanderie (jun) et le district (xian). À l'échelon local, on trouvait également les quartiers des villes et des districts villageois (ling pour les deux), avec leurs propres administrateurs. Les fonctionnaires provinciaux avaient essentiellement pour rôle le maintien de la police et la levée des impôts (capitations, prélèvements sur les récoltes, les échanges commerciaux).
L'exercice des prérogatives fiscales n'était pas une mince affaire : les États du haut Moyen-Âge chinois étaient de manière chronique incapables de recenser toute leur population taxable, en raison des importants déplacements de population, et des obstrutions des propriétaires de grands domaines qui soustrayaient une bonne partie de leurs dépendants au regard des agents fiscaux. Les gouvernements centraux avaient souvent un contrôle limité sur leurs provinces. Les Wei du Nord s'appuyaient essentiellement sur les garnisons et colonies agricoles militaires pour administrer leur territoire et en tirer des revenus ; néanmoins on peut interpréter leur stabilisation et leur durée plus importante que celle des autres États de la période de désunion comme une conséquence d'une consolidation administrative mieux conduite, héritage repris par les dynasties qui devaient parvenir à l'unification de la Chine. Dans les dynasties du Sud le pouvoir central avait plus de difficultés à recenser leur population et prélever des revenus, et ceux-ci étaient souvent redirigés vers les chefs provinciaux et les princes du lignage impérial qui assuraient le contrôle des provinces, s'en servant parfois de bases pour contester le pouvoir central. Ils disposaient en effet de circonscriptions équivalentes aux provinces (quoi que de tailles variées), les « pays » (guo), en plus des hautes charges militaires et administratives dans les provinces, sans doute là encore afin d'éviter que n'émerge parmi l'aristocratie provinciale des personnages en mesure de menacer la dynastie régnante.
L'encadrement des populations passait également par la rédaction de codes de lois s'inscrivant dans la droite ligne de ceux des dynasties antérieures, les Cao-Wei et les Jin occidentaux qui avaient procédé à d'importants travaux dans ce domaine. Suivant les principes légistes élaborés durant la période des Royaumes combattants, il s'agissait de discipliner le peuple par des mesures pénales et d'encadrer ceux qui étaient chargés d'administrer et de rendre la justice. Chacune des dynasties du Sud et du Nord a fait mettre par écrit son propre code, dont des extraits ont été compilés dans le Livre des Sui, qui reprennent essentiellement les grands traits des lois des Wei et des Jin.

### Groupes et rapports sociaux
La société de la période des dynasties du Sud et du Nord était traversée par de nombreux rapports de force, et une réflexion constante sur le statut des personnes. Plusieurs lignes de partage la traversaient : entre les Chinois et les non-Chinois, les élites et le peuple, ceux qui avaient migré récemment et ceux qui étaient installés depuis longtemps sur leur terre, les hommes et les femmes, etc.

#### Origines et identités

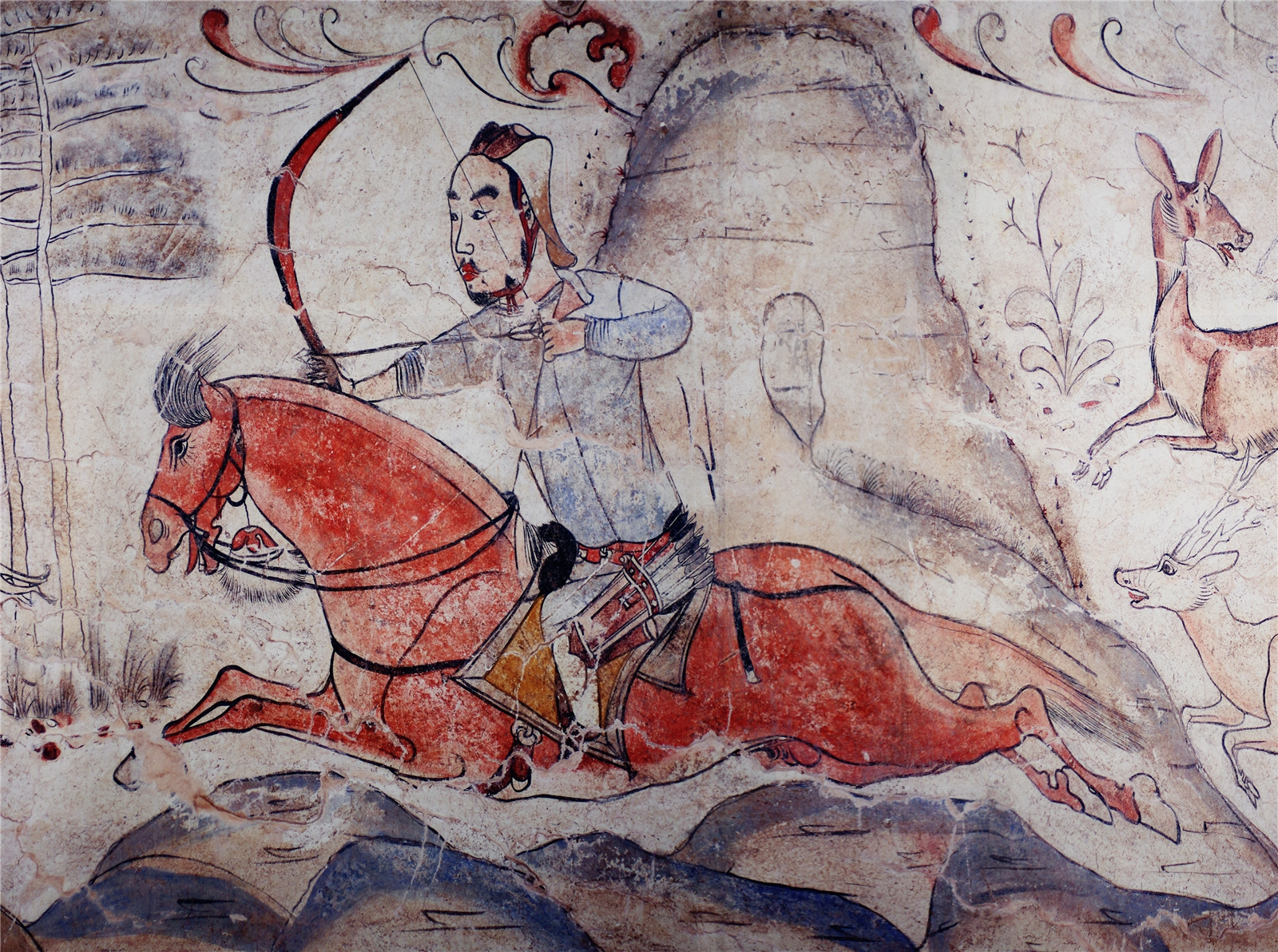
Scène de la vie quotidienne des élites du Nord, marquée par les traditions des peuples de la steppe : archer à cheval en train de chasser du gibier. Peinture murale de la tombe de Jiuyuangang, Xinzhou (Shanxi). Dynastie Qi du Nord (550-577).

Période tourmentée marquée par d'importants mouvements de population, l'époque des dynasties du Sud et du Nord était caractérisée par des sociétés multiethniques, surtout au Nord. Rétrospectivement il est courant d'opposer Han et non-Han (« Barbares »). Les processus d'ethnogenèse et les mélanges de population ayant eu lieu depuis le IVe siècle dans le Nord avaient sans doute rendu la situation peu claire si on suit les critères modernes de classification ethnique, nombreux étant les lignages comptant parmi leurs ancêtres des personnes de diverses origines, et, à la suite de phénomènes d'acculturation, allant aussi bien dans le sens de la « sinisation » que celui de la « barbarisation », aux yeux des historiens modernes l'élite de cette époque est par bien des aspects culturellement hybride. Mais la distinction entre ces groupes était une construction sociale très présente dans les discours et les classifications de l'époque médiévale, notamment parce qu'une identité spécifique d'un individu était, au moins dans le milieu des élites, souvent revendiquée et liée à une trajectoire historique, une position sociale, une fonction et un mode de vie idéalisé. Ces appartenances sont par ailleurs fluides, comme le démontre la pratique (voulue ou forcée) de l'adoption de noms de familles d'un autre groupe ethnique par certaines personnes afin de manifester un changement de groupe, dans une finalité politique.
Au Nord, suivant une distinction qui devait s'imposer, les « Barbares » occupaient les fonctions de commandement et de conseil les plus importantes, dirigeant notamment les armées, les Han se consacrant en général aux tâches administratives et intellectuelles,. La classe militaire des Wei du Nord avait été organisée autour du lignage impérial, les Tuoba, et avait des origines diverses (Xianbei, Xiongnu, également Han) mais adopta un sentiment d'appartenance spécifique,. Par ailleurs, le mode de vie chinois fut celui qui exerça l'attraction la plus importante, notamment pour les gouvernants qui se questionnaient quant à savoir s'il fallait plus associer les Han à l'administration de leur État, et adopter pleinement les institutions traditionnelles des empires chinois ainsi que les traditions qui y étaient attachées. Cette question de la « sinisation » revêtit une grande importance sous les Wei du Nord, quand l'empereur Xiaowendi (471-499) entreprit d'installer la cour dans la plaine Centrale chinoise, à Luoyang, et d'y transporter les élites Xianbei qui durent adopter plusieurs éléments de l'identité chinoises à la suite de réformes promulguées entre 480 et 496 : adoption des coutumes vestimentaires chinoises par l'élite xianbei, de noms chinois, etc. Cela créa un important mouvement de résistances, notamment dans les garnisons du Nord, éloignées de la nouvelle capitale, dont les soldats se posèrent en conservateurs des traditions xianbei,. Après la scission de l’État des Wei du Nord, ce fut ce même groupe qui fonda les deux États successeurs, les Wei de l'Est/Qi du Nord et Wei de l'Ouest/Zhou du Nord, dans lesquels la ligne de partage entre partisans d'une sinisation et les tenants d'une préservation des traditions guerrières du Nord fut affirmée et joua un rôle dans les luttes politiques, en particulier chez les Qi du Nord (dirigés par un lignage Han xianbéisé). C'est de cette période que daterait l'habitude de désigner les personnes de tradition chinoise spécialisées dans les activités civiles par le terme « Han », par opposition aux guerriers, qui se revendiquaient comme non-Han. Chez les Zhou septentrionaux, l'oligarchie militaire xianbéisée, isolée dans une région où elle avait peu d'ancrage, dut en revanche composer avec les autres ethnies (Han et aussi Qiang, Turcs et marchands Sogdiens), pratiquant une politique d'intégration de celles-ci dans l'appareil militaire (notamment par l'octroi de noms de famille xianbei). S'amorça alors la constitution d'une aristocratie aux origines diverses qui s'affirma sous la dynastie Sui puis la dynastie Tang à ses débuts, mais en affirmant cette fois-ci une identité chinoise, position choisie par les familles impériales des Sui et des Tang, issues de l'oligarchie guerrière des Zhou du Nord et qui avaient donc des origines mixtes.
Dans les dynasties du Sud, où il n'y avait pas de groupe non-chinois important, on avait opposé les lignages « émigrés » (qiao), arrivés avec les Jin orientaux (début du IVe siècle) et dont les élites avaient pris une place prééminente, aux lignages implantés à l'époque du royaume de Wu (IIIe siècle ; on les désignait d'ailleurs comme « Wu »), qui avaient été marginalisés, et aussi que les différents peuples Barbares méridionaux. Le statut d'émigré avait été créé à une époque où les gens venus du Nord espéraient reconquérir cette région rapidement et avaient en même temps besoin d'une aide pour survivre au Sud, ce qui explique qu'il ait octroyé des exemptions fiscales. Ses détenteurs s'étant complètement implantés dans le Sud, il avait perdu en signification mais offrait toujours l'exemption. Il fut progressivement supprimé par les gouvernements méridionaux désireux d'élargir leur base imposable. Les groupes de migrants restèrent cependant toujours une réalité majeure de leur société, même si les migrations se faisaient désormais souvent entre régions méridionales. Les lignages originaires du Nord préservèrent leur prééminence politique, même s'ils étaient devenus à proprement parler « Méridionaux », tandis que les lignages autochtones « Wu » ne jouèrent un rôle plus important qu'à la fin des dynasties du Sud. Par ailleurs, les élites méridionales se revendiquèrent progressivement comme les seuls à avoir une identité proprement « chinoise », plus raffinés que les « Barbares » du Nord aux valeurs essentiellement guerrières.

#### L'aristocratie médiévale

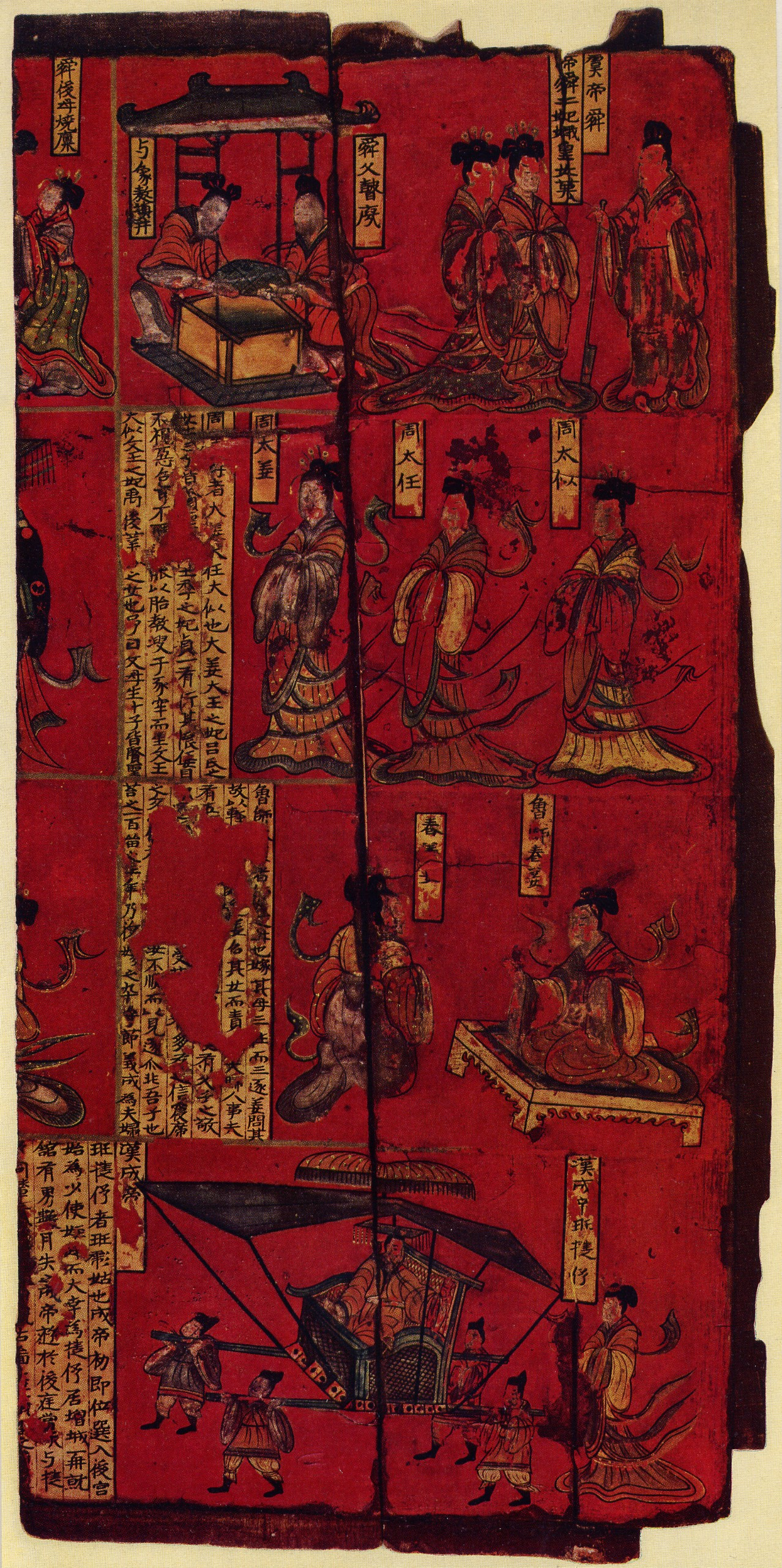
Panneau en laque de Sima Jinlong (ici le devant), représentant sur quatre registres des histoires édifiantes à valeur morale.

Les études historiques sur la première période médiévale chinoise ont accordé une grande attention au milieu des élites « aristocratiques », comprises comme celles de culture chinoise, un ensemble de lignages qui ont joué un grand rôle dans la vie politique, économique et intellectuelle de ces périodes, et qui avaient émergé durant la période finale des Han à partir d'assises locales, dans un contexte de délitement du pouvoir central, dont la puissance ne fut jamais rétablie durant le haut Moyen-Âge chinois. Avec l'exercice de fonctions officielles, la détention d'une autorité supérieure dans les liens sociaux à une échelle locale (voir ci-dessous) et l'ancienneté du lignage étaient des éléments distinctifs de ces grandes familles. Les bases de leur richesse étaient les importants domaines dont elles disposaient dans leur province d'implantation, où elles avaient leur résidence manoriale (bieshu), de nombreux dépendants travaillant leurs exploitations, et qu'elles défendaient jalousement face aux vues des pouvoirs publics, notamment fiscales.
Leur longévité était parfois remarquable : les Cui de Boling comptaient ainsi parmi les ancêtres de leurs branches des dignitaires ayant servi les Han, les Wei et les Jin, et fournirent des ministres aux royaumes xianbei puis plus tard se retrouvèrent dans la haute administration des Sui et des Tang, et au Sud les Wang de Taiyuan pouvaient se prévaloir d'une même longévité. Mais il s'agit de cas exceptionnels, ce milieu étant marqué par des phénomènes d'ascension sociale et de déclin qui contribuaient à modifier régulièrement sa composition. En particulier les troubles affectant les dynasties du Sud durant la dernière partie de la période entraînèrent le déclin de l'aristocratie méridionale.
Pour mieux assurer le prestige de leur lignée, ces grandes familles prenaient souvent la plume pour rédiger des généalogies (parfois fantaisistes) remontant à des ancêtres fondateurs et décrivant les figures les plus illustres du lignage qui avaient occupé des fonctions importantes et permettaient donc à celui-ci de maintenir son rang ; certains de ces écrits, comme les Enseignements familiaux du clan des Yan de Yan Zhitui, ont atteint une grande qualité littéraire et fourmillent d'informations sur la vie des élites de l'époque. L'éducation, les activités intellectuelles et administratives étaient donc primordiales pour que le lignage puisse se maintenir à son rang sur plusieurs générations, ce qui explique l'habitude de ces lignages d'accaparer les postes civils les plus prestigieux en contrôlant le système de sélection des candidats à ceux-ci. Les réseaux et l'ancienneté seuls ne pouvaient cependant suffire, ni l'appui impérial dans des États où les aristocrates n'eurent jamais une influence profonde ou durable sur les monarques. La morale était également une valeur importante dans l'idéal des élites ; cela se retrouve dans les textes de l'époque, et également dans l'art, comme l'illustre un paravent en laque peint du Ve siècle ayant appartenu à Sima Jinlong, descendant de la famille impériale Jin réfugié chez les Wei du Nord, représentant plusieurs histoires de fils pieux et femmes vertueuses. Ces élites se caractérisaient en revanche par un dédain envers les métiers des armes et du commerce, qui étaient une garantie plus sûre d'ascension sociale pour des lignages d'extraction plus basse.
Les mariages étaient un autre aspect primordial des stratégies des élites pour conforter leur position voire l'améliorer (le sésame étant un mariage dans le lignage impérial). Les mariages ont aussi pu permettre de rendre plus cohérent un milieu aristocratique aux origines très diverses. Les unions entre anciennes familles nobles et familles aisées d'extraction récentes étaient souvent condamnées, sans être forcément proscrites, même si cela se produisit au moins après un décret des Wei du Nord daté de 463 ; leur existence démontre en tout cas le fait que le milieu des familles illustres n'était pas fermé.
Ces aristocrates n'ont pourtant pas vraiment dominé la vie politique de l'époque de division. Les grandes familles recherchaient certes des postes prestigieux, mais pas forcément l'exercice de grandes responsabilités qui étaient vecteurs de beaucoup d'incertitudes pour qui souhaitait préserver son assise sociale. En dehors de quelques périodes de domination aristocratique (notamment les Jin de l'Est), la famille impériale dominait le jeu politique et ne s'appuyait pas forcément sur les lignages éminents pour garnir les postes administratifs et militaires importants : au Nord comme évoqué elle gouvernait avec l'élite militaire xianbei (ou xianbéisée) qui était à proprement parler l'élite dirigeante des dynasties du Nord, même si les empereurs intégrèrent également des lignages de la vieille aristocratie à leur réseau d'alliances matrimoniales et leur bureaucratie ; au Sud elle promouvait des lignages provinciaux de gentilshommes de basse extraction (les hanmen, « portes froides », car il s'agissait en principe de familles appauvries), milieu dont sont par ailleurs originaires les familles impériales des dynasties du Sud,.

#### Solidarités sociales

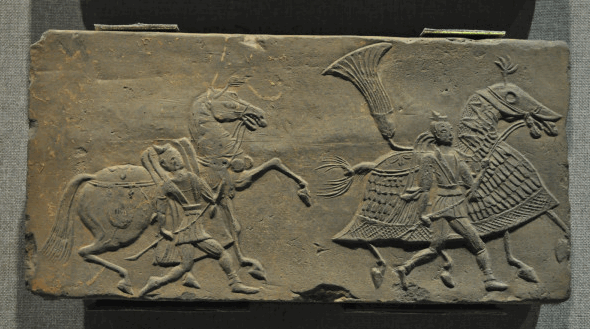
Bas-relief sur brique funéraire : des serviteurs (buqu) conduisant les chevaux de leur maître, dynasties du Sud (420-589), musée de la province du Henan.

Les lignages et les clans jouent un rôle structurant dans la société chinoise traditionnelle, créant des solidarités fortes entre ses différents membres. Dans le mode nomade, les solidarités tribales ont également pu être importantes, les dynasties du Nord reconnaissant par ailleurs un rôle administratif aux chefs tribaux (qiuzhang) et aux chefs de clans (zongzhu) qui jouaient un rôle important dans l'encadrement du recensement et de la levée de l'impôt. Une autre forme de solidarité sociale mise en évidence pour le Sud est celle liant un patron à un client, qui pourrait avoir joué un rôle structurant de premier plan, notamment au sein des garnisons provinciales, impliquant des relations de loyauté, des échanges de service, des attributions de postes et de revenus, et servant à des fins politiques et pouvant être plus fortes que les relations entre membres d'un même lignage. Un réseau de clientèles se formait autour de notables provinciaux, eux-mêmes clients de personnage importants de la cour impériale.
Partout, les élites locales s'étaient entourées de dépendants cherchant leur protection, qui leur avaient servi à former des milices voire de véritables armées privées, et surtout à exploiter leurs domaines auxquels ils étaient attachés, un peu à l'image des serfs de l'Europe médiévale ; cette nébuleuse de dépendants était désignée sous le terme buqu, qui avait un sens militaire à l'origine. Cela a pu constituer par moments une source d'ennuis pour le pouvoir central, qui chercha à plusieurs reprises à limiter le nombre de dépendants par domaine. Mais d'un autre côté ceux-ci étaient souvent des réfugiés fuyant les troubles (guerres, famines) ou l'endettement, constituant de ce fait une population instable que les grands propriétaires pouvaient difficilement contrôler durablement.
D'une manière générale, les textes de la période des dynasties du Sud et du Nord sembleraient refléter le fait que les solidarités locales sont plus fortes au Nord qu'au Sud. C'est peut-être une conséquence du peuplement du second par des vagues de migrations y ayant entraîné plus de distinctions, et aussi de son développement économique et commercial qui a influencé un plus fort développement des villes, y distendant encore plus les liens traditionnels en même temps qu'il affaiblissait le poids des aristocrates terriens et permettait l'affirmation de riches marchands. Au Nord en revanche, les liens entre personnes de même lignage étaient plus affirmés, s'étendant à des parents bien plus éloignés que dans les solidarités lignagères du Sud.

#### Les femmes dans la société

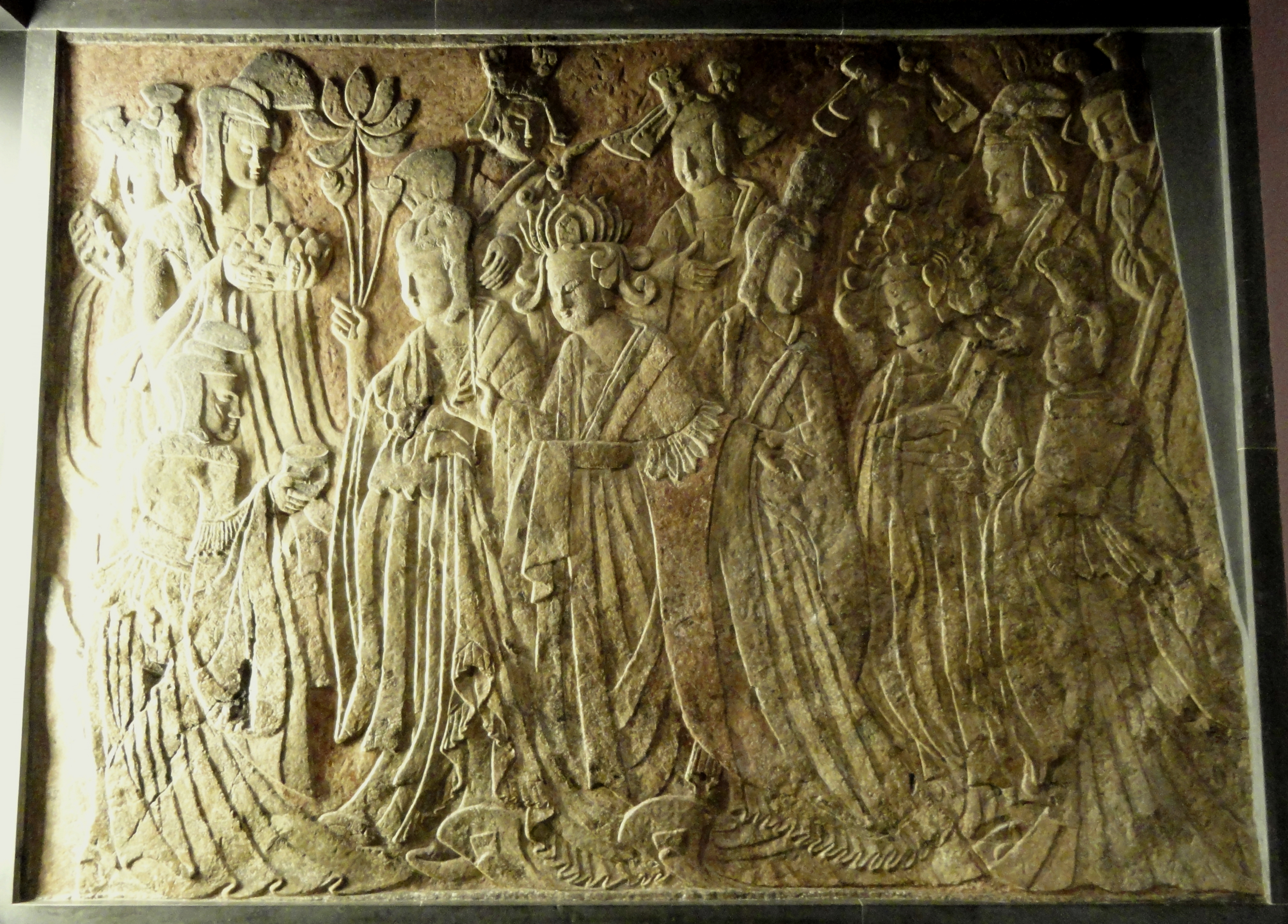
Procession conduite par l'impératrice douairière Hu des Wei du Nord, bas-relief de la grotte de Binyang (Longmen, Henan), v. 522, Nelson-Atkins Museum of Art.

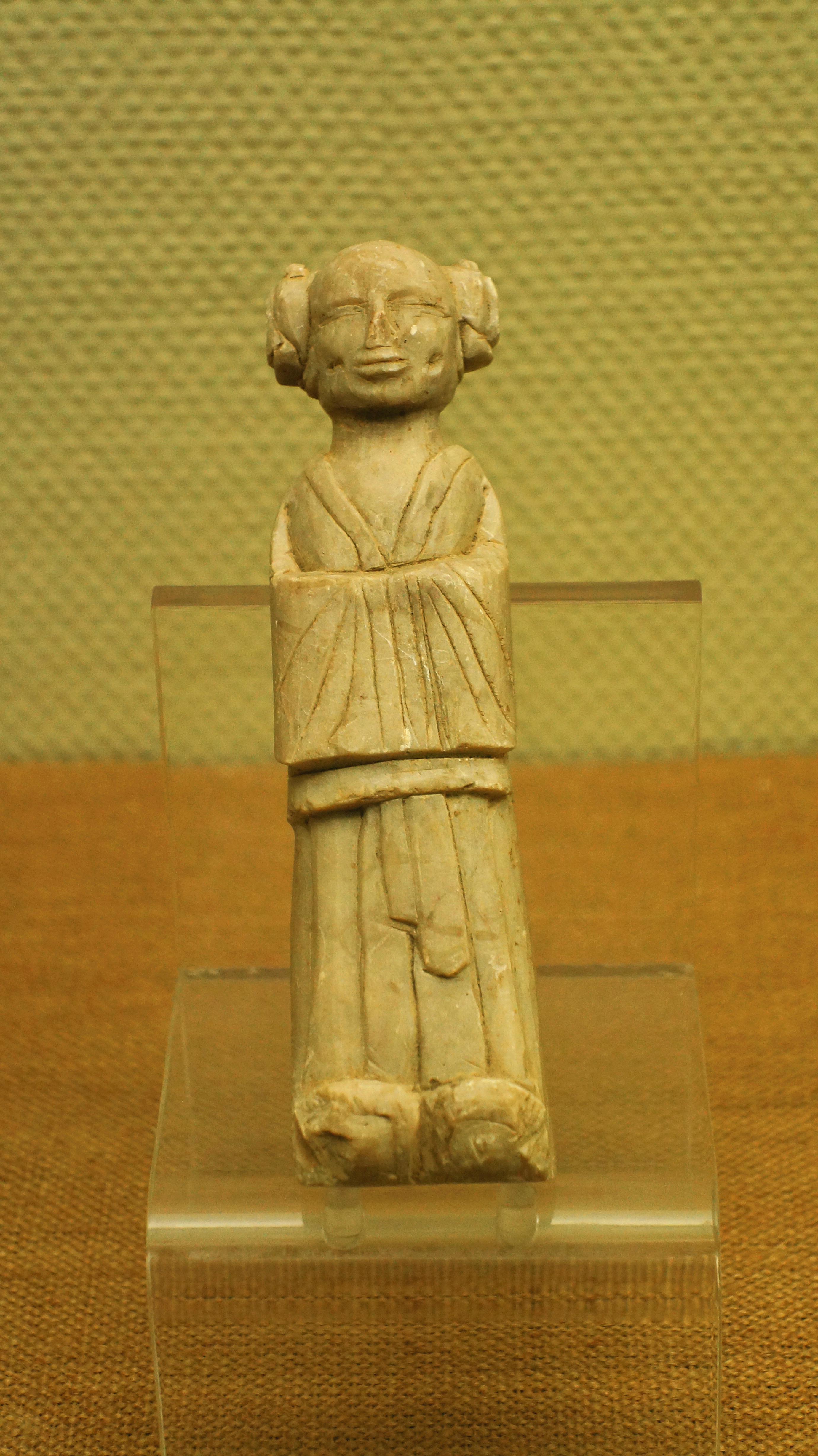
Statuette féminine en stéatite, dynasties du Sud. Musée de Liuzhou.

Les familles de l'élite sont polygames, les hommes ayant plusieurs épouses (polygynie), à la différence de la majorité de la population. Il existe une hiérarchie stricte entre les épouses, avec la prééminence d'une épouse principale sur les épouses secondaires ou concubines, et ensuite une hiérarchie entre les autres. Dans la famille impériale, cela s'accompagne de l'octroi de titres et dignités, donnant droit à des honneurs protocolaires et des richesses, ce qui générait au sein des gynécées une concurrence parfois très violente (allant jusqu'au meurtre) pour obtenir une meilleure position.
La situation des femmes était également marquée par une opposition Nord/Sud. Yan Zhitui rapporte que les femmes du Sud n'avaient qu'un rôle limité dans la sphère publique, tandis qu'au Nord elles occupaient un rôle plus important, en particulier dans les familles aristocratiques et la famille impériale, où elles usaient notamment de leur influence pour que leur progéniture et plus largement leurs parents aient le statut le plus élevé possible, par le biais d'entretiens, de réceptions, mais aussi de procès. Les impératrices et femmes des harems impériaux du Nord disposaient d'un plus grand rôle que celles du Sud, à l'image de l'impératrice douairière Feng qui joua un grand rôle à la cour des Wei du Nord entre 476 et 490, éliminant l'empereur Xianwendi et initiant la dynamique de réformes qui fut poursuivie par Xiaowendi, l'impératrice douairière Hu qui dirigea de fait à son tour les Wei du Nord entre 515 et 528 et fut un soutien actif du bouddhisme, et plus tard de son homonyme à la cour des Qi du Nord entre 569 et 577 et de sa fille Lu Lingxuan, qui sans être impératrice elle-même joua un grand rôle politique à la cour des Qi. Les femmes du Nord étaient également plus talentueuses dans le travail de la soie, lui aussi gage de prestige. Cela est sans doute le résultat d'une influence des Barbares, chez qui la place de la femme est plus élevée que dans la tradition chinoise.
Plusieurs thèmes artistiques et récits jouissant d'une grande popularité mettent en avant le rôle des mères et leurs liens avec leurs enfants, comme celle de Mulian, grande figure du bouddhisme, cette religion étant importante dans l'affirmation de la figure maternelle. Elle permit également l'apparition d'un nouveau mode de vie féminin, celui de la moniale, repris également par le taoïsme, qui offrit à certaines femmes la possibilité d'acquérir une plus grande influence que ce qui était normalement dévolu à ce sexe dans la Chine ancienne. Des dévotes laïques financèrent également des donations religieuses, visibles dans l'art (érection de stèles).

### Les campagnes et l’agriculture

#### L'évolution de la société rurale et les tentatives de réformes agraires
Les populations rurales étaient réparties dans un ensemble de bourgs et de villages ou hameaux, inclus dans des commanderies en général dirigées depuis des villes. Le haut Moyen-Âge chinois voit l'apparition du terme cun pour désigner en général les villages ou hameaux, contre li auparavant, des habitats de tailles diverses, parfois fortifiés, et servant à l'occasion de centres administratifs quand ils ont connu un essor (ces habitats étant par nature très fluides).
L'instabilité de la période avait bouleversé la société rurale : les guerres et les migrations avaient laissé de grands espaces sans personne pour les mettre en valeur au Nord, tandis qu'au Sud s'était posé le problème de l'installation des nouveaux arrivants sur les terroirs ruraux. La situation instable formait un terreau pour la persistance de structures agraires inégalitaires, marquées par la constitution de grands domaines, avant tout aux mains d'aristocrates « accueillant » les paysans déracinés qui se plaçaient sous leur protection, et aussi entre celles des monastères bouddhistes (secondairement taoïstes), qui constituèrent grâce aux donations des domaines parfois vastes, même si leur puissance foncière était sans doute largement inférieure à celle des aristocrates. L’État disposait de leviers pour éviter que trop de terres soient désertées ou que trop de grands domaines (bénéficiant souvent d'exemptions fiscales) s'étendent. En principe, les territoires incultes (abandonnés ou jamais cultivés) étaient sa possession éminente, et il pouvait en conséquence les attribuer, afin d'augmenter la surface cultivée et donc ses rentrées fiscales. Il pouvait également confisquer des domaines pour les redistribuer. Il n'était en revanche pas dans les moyens des royaumes de la période d'entreprendre de grands aménagements agricoles (érection de digues contre les inondations, de canaux d'irrigation) qui auraient pu leur permettre de renforcer leur emprise sur les campagnes, comme le faisaient les grands empires passés. Depuis les Cao-Wei, on avait en particulier constitué des colonies agricoles militaires (tuntian) servant à fournir les besoins des armées, système qui avait rapidement été repris dans les régions méridionales avec des aménagements.
Les mesures agricoles des États se concentrèrent donc sur l'attribution des terres, mais ne purent manifestement pas atteindre leurs objectifs en raison du contexte politique souvent troublé et de l'importance des domaines aristocratiques, en particulier au Sud où les États étaient confrontés à plusieurs problèmes les empêchant de mener une politique agricole ambitieuse. Les émigrés avaient depuis longtemps constitué des domaines sans son assentiment, au mépris de son champ de compétence théorique. De plus, les rares terres placées sous le contrôle du pouvoir central, situées pour la plupart en périphérie de la capitale Jiankang, et les colonies agricoles héritées de la période du royaume de Wu, avaient souvent été concédées à des dignitaires pour qu'ils en tirent les revenus nécessaires à leur activité, l’État n'ayant pas au début de la période les liquidités suffisantes pour les rétribuer autrement, ou bien elles avaient été accaparées par ceux-ci. Autour du lac Tai et près de Guiji (aujourd'hui Shaoxing) s'étaient constitués de riches domaines, dirigés par ces magnats depuis leurs grands manoirs ruraux entourés de somptueux jardins à l'image de ceux que l'on trouvait dans la capitale, d'où ils disposaient d'une base de pouvoir local, accueillant leurs alliés et des lettrés. Ces domaines étaient exploités par des centaines de dépendants, généralement installés sur de petites exploitations dispersées. Les États méridionaux disposant en conséquence de peu de terres publiques, ils n'avaient pas une grande latitude dans leurs actions, leurs réformes agraires restant souvent lettre morte.
Les royaumes septentrionaux disposaient de plus de pouvoir sur les terres incultes que ceux du Sud, le système des colonies agricoles y rencontra plus de succès, et ils purent mener des politiques agricoles plus ambitieuses, quoiqu'il soit douteux qu'elles aient jamais atteint les résultats escomptés. Les Wei du Nord furent les plus actifs : dans les années 470 fut instaurée une politique de dotation de monastères bouddhistes en terres et en hommes afin de mettre en valeur de nouvelles terres et de pouvoir doter ces institutions de moyens d'exercer un rôle caritatif plus actif ; en 485-486 ce fut la politique des « champs égalitaires » (juntian), visant à mettre à la disposition de paysans des terres prélevées sur le domaine de l’État, afin d'augmenter la production et les revenus fiscaux, peut-être aussi de combattre les grands domaines aristocratiques.

#### Les progrès des techniques agricoles
L'agriculture connut diverses améliorations durant la période des dynasties du Sud et du Nord, largement dues à la diffusion de pratiques et instruments développés aux périodes antérieures. Ces évolutions sont essentiellement connues grâce aux Principales techniques pour le bien-être du peuple (Qi Min Yao Shu) de Jia Sixie, écrit vers 533-534, manuel d'instructions agricoles. On ne sait pas grand-chose de son rédacteur : administrateur qui a lui-même une expérience dans l'agriculture dans le Nord, il dit avoir réuni des informations provenant de divers ouvrages antérieurs, proverbes et récits populaires, complétés par sa propre expérience. Il était manifestement destiné en priorité aux domaines ayant une taille importante et pratiquant une agriculture intensive bien organisée. Ces informations peuvent être complétées par d'autres textes, notamment les écrits de Yan Zhitui, une nouvelle fois, ou les poèmes champêtres de Tao Yuanming, quelques documents juridiques comme des donations à des monastères, et des peintures murales représentant des scènes de vie agricole.
Jia Sixie commence son ouvrage par une description des moyens de conquête de nouvelles terres agricoles : défrichement de forêts, assèchement de marais. Cela renvoie à l'extension de la surface en culture à cette période, nécessaire parce que les groupes de paysans fuyant l'insécurité se réfugiaient dans des régions peu mises en valeur (collines, forêts, landes), et aussi parce que dans plusieurs parties du Sud les vallées étaient déjà bien occupées et qu'il n'était possible de s'étendre qu'en direction des collines.
Concernant les méthodes de mise en culture des champs, celles-ci reposaient sur les moyens techniques du temps. Le travail du sol à la main était courant, mais le labour à l'araire tiré par un seul bœuf et muni d'un soc en métal se répandit à cette période, aidé par la diffusion d'améliorations dans la constitution de l'instrument aratoire et le collier ; pour aider cela, les Wei du Nord incitèrent les paysans indépendants à se regrouper pour acheter un animal et un araire, qui restaient en général l'apanage des grands propriétaires domaniaux. Divers types de herses sont également attestées, pour la préparation du sol. Les méthodes étaient adaptées à la qualité des sols : sur les sols secs et fragiles du Nord-Est, les labours étaient peu profonds et il fallait assurer l'humidité du sol par divers moyens ; dans la basse vallée du fleuve Jaune et le Sud, les sols sont plus lourds et peuvent être aisément irrigués, même si dans l'extrême Sud l'apport naturel en eau est suffisant. Jia Sixie prescrit de sélectionner les graines avec attention avant de les semer à l'aide d'un plantoir. Depuis la fin de la période de la dynastie Han on maîtrisait la technique de repiquage, essentiellement appliquée au riz, et qui permit une amélioration des rendements en se diffusant. Des engrais (fumier, engrais vert) étaient utilisés pour fertiliser les sols. Jia Sixie fut le premier en Chine à décrire explicitement la rotation des cultures. Il conseillait par exemple un cycle de trois cultures en deux ans : blé, puis pois ou radis, et enfin orge d'hiver ; ce type de cycle semble avoir été couramment employé. Par ailleurs Jia Sixie recommande les cultures commerciales aux domaines situés près des villes : son ouvrage contient un long développement sur la culture du mûrier et l'élevage du ver à soie, il conseille aussi de s'intéresser au bois d'œuvre ou encore à la navette (pour son huile) et à la mauve (comestible et aussi à usage médicinal). Les moulins à eau ou à traction animale étaient essentiels à la transformation des produits agricoles, pour moudre les grains ou presser de l'huile, et leur usage se diffusa, là encore avant tout au profit des grands domaines qui en tiraient d'importants revenus et disposaient des installations les plus élaborées, jouant un rôle important dans les évolutions de l'agriculture.

#### Cultures et habitudes alimentaires
Les principales cultures de la Chine médiévale étaient le millet, le blé, l'orge, et le riz au Sud, dont le développement accompagna l'accroissement démographique de ces régions. De nombreux légumes poussaient : le soja, le concombre, le melon, la pastèque, la calebasse, le radis, l'oignon, etc. Quant aux fruits, on en trouvait aussi une grande variété : pêches, jujubes, poires, pommes, abricots, grenades, etc. La culture du mûrier, servant pour l'élevage des vers à soie, était très importante. L'ouvrage de Jia Sixie comprend une description des méthodes de stockage et de conservation des produits agricoles, ainsi que des recettes de cuisine : préparation de sauces, de boissons alcoolisées (à base de céréales), pressage, séchage, etc. Les nouilles prirent une place importante dans l'alimentation chinoise à partir de cette période. La culture et de la consommation du thé connut également son essor après la fin des Han. Les habitudes alimentaires du Nord et du Sud connaissaient des différences, mises en avant notamment par les écrits de Yan Zhitui : les produits laitiers (yaourts, babeurre) et la viande d'agneau étaient plus consommés au Nord, sans doute sous l'influence des pasteurs nomades ; les préparations à base de millet et de farine de blé dominaient au Nord, tandis qu'au Sud on consommait les graines cuites et le riz y était l'élément de base, aux côtés des produits de la pêche et du thé.

### Les villes: espaces et fonctions

Plan schématique de Luoyang sous les Wei du Nord, au début du VI, d'après les fouilles et les textes de l'époque.

Plan schématique de Jiankang (Nankin) sous les dynasties du Sud, d'après les textes de l'époque.

#### Caractéristiques générales
Les informations sur les villes proviennent essentiellement des capitales, qui ont notamment fait l'objet de diverses descriptions littéraires. Étant en général toujours occupées de nos jours, elles n'ont pas pu être explorées par l'archéologie, ou alors de manière marginale (contours des murailles, quelques bâtiments situés en périphérie). Il s'agissait de cités protégées par des murailles, souvent sur un espace de forme grossièrement rectangulaire. Elles étaient généralement organisées autour d'une avenue principale d'axe nord-sud, qui partait de la partie nord de la ville, occupée par les quartiers palatiaux et administratifs. Le prototype de ce type de capitale était Ye (Henan), capitale des Cao-Wei et de plusieurs des Seize Royaumes, et ce modèle fut repris par les Sui et les Tang pour leur capitale, Chang'an, l'une des plus grandes villes du monde médiéval.
Apparut alors progressivement une division de cet espace officiel entre une ville palatiale, adossée à la muraille nord, et une ville impériale, centre administratif et militaire. La partie sud de la ville était occupée par des quartiers artisanaux. D'autres espaces urbains s'étendaient en général au-delà des murailles. Les capitales étaient divisées en quartiers (ling) de forme régulière, murés et disposant de leur propre administration et souvent de peuplement ou d'activités homogènes (quartiers résidentiels de la famille impériale, de l'aristocratie, quartiers artisanaux, commerçants, quartiers des étrangers, etc.). De vastes marchés furent aménagés.
Un phénomène important dans l'aménagement et la représentation mentale de l'espace urbain qui émergea durant les Six dynasties fut l'essor des jardins urbains, aussi bien publics que privés, en lien avec la sensibilité naturaliste de plus en plus affirmée des élites et des lettrés de cette période, surtout dans le Sud. Les artistes (poètes et peintres) célébrèrent les plus remarquables jardins comme ils le faisaient pour les paysages campagnards et montagnards, ou même les paradis de la mythologie bouddhiste. Plusieurs d'entre eux participèrent à la conception de parcs, pratique vue comme une forme d'art à part entière, visant à reproduire une nature idéalisée, un espace propice à la retraite et la méditation.

#### Les villes du Nord
Dans le Nord, la situation politique souvent troublée avait profondément désorganisé les échanges, en dépit de l'importance de la Route de la Soie. Les villes n'avaient pas vraiment une assise commerciale solide, et étaient surtout des centres politiques dominés par l'aristocratie. Les Wei du Nord ont fondé vers 399 une capitale à Pingcheng, près de Datong dans le Shanxi. Puis ils s'installèrent à Luoyang, l'ancienne capitale des Han postérieurs, reconstruite sous le règne sinisant de Xiaowendi en 494. Protégée par une puissante muraille, elle était dominée par son secteur palatial servant de centre administratif, protégé par sa propre enceinte. La vaste ville extérieure comprenait 220 quartiers aux fonctions diverses. En tout, la population de Luoyang a peut-être atteint les 500 000 habitants à son apogée, avant sa mise à sac en 528 qui vit son déclin. Par la suite, les Wei orientaux et les Qi septentrionaux refondèrent Ye pour en faire leur capitale, tandis que les Wei occidentaux et les Zhou septentrionaux s'installèrent à Chang'an, ancienne capitale des Han antérieurs, dont on ne sait pas grand-chose pour cette époque, en raison de sa reconstruction peu après par les Sui.
Ce qui valait pour les capitales septentrionales était reproduit à l'échelle locale par les cités de garnisons militaires qui reprennent leur rôle administratif, militaire et économique. D'après les quelques résultats de fouilles qui ont concerné celles-ci, il s'agissait de petites agglomérations protégées par des enceintes quadrangulaires, disposant sans doute de quelques édifices palatiaux ayant une fonction de commandement administratif et militaire ; leur revenus étaient surtout tirés des domaines qu'elles exploitaient au-delà de leurs murs,.

#### La capitale du Sud
La capitale des royaumes du Sud était, depuis la période du royaume de Wu, Jiankang (actuelle Nankin, Jiangsu), qui avait connu de nombreuses phases de construction, notamment sous les Jin orientaux. Elle était peu à peu devenue un important centre politique, intellectuel et économique, étant sans doute à l'époque des dynasties du Sud et du Nord la plus grande ville du monde, avec une population d'environ un million d'habitants. C'était donc une très vaste cité, organisée autour d'un secteur palatial central protégé par plusieurs lignes de murailles et jouxté au nord-est par le grand parc Hualin. L'avenue principale partait de la zone palatiale en direction du sud, vers la rivière Qinhuai qui reliait la cité au Yangzi. Les dynasties succédant aux Jin procédèrent à quelques aménagements : modification du grand parc, construction de nouvelles portes et avenues sous les Song du Sud, érection de murs en briques à la place des anciennes murailles de bambou sous les Qi méridionaux, puis après un incendie en 500-501 reconstruction des résidences impériales qui furent alors plus somptueuses que jamais, puis renforcement des murailles et des digues sous les Liang postérieurs. La destruction de la ville par les troupes de Hou Jing en 548-549 fut terrible, les Chen qui prirent le pouvoir par la suite n'ayant pas les moyens de lui rendre son lustre passé.

### Commerce et artisanat

#### L'essor commercial du Sud
À la différence des capitales du Nord, Jiankang était un centre commercial très actif. Située à proximité du Yangzi, elle disposait d'un accès aisé aux régions de l'intérieur bordant ce fleuve, ainsi qu'aux réseaux du commerce maritime à longue distance qui s'était considérablement développé durant les premiers siècles de notre ère, en particulier en direction de l'Asie du Sud-Est d'où étaient importés de nombreux produits luxueux (or, perles, tissus, etc.). Le commerce à échelle régionale n'était pas en reste, aidé par la densité du réseau de voies fluviales facilitant les échanges, et alimenté par les productions agricoles et artisanales des riches domaines des alentours du lac Tai et de Guiji (l'actuelle Shaoxing). Les descriptions de la cité insistent souvent sur l'importance de sa communauté marchande, venant dans bien des cas d'horizons lointains, et de ses marchés disséminés un peu partout dans l'espace urbain. En conséquence de son développement commercial, l'économie méridionale était monétisée, monétisation qui favorisa en retour l'essor de la consommation. La monnaie standard étant le wuzhu, qui était employé depuis les Han, et une grande partie des pièces en circulation étaient des émissions de l'époque Han tardive, souvent très usées, ou des imitations de ceux-ci, les émissions des États méridionaux ne se développant que sous les Song en 430. Quoi qu'il en soit les États purent prélever de plus en plus leurs taxes en monnaie, et rémunérer leurs fonctionnaires par ce moyen plutôt que par la concession de domaines agricoles. Dans les grands ports méridionaux, comme Guangzhou (Canton, alors appelée Panyu), mais aussi les villes commerciales intérieures comme Chengdu au Sichuan, les gouverneurs tiraient d'importants revenus des taxes commerciales, devenues d'une importance capitale pour les finances du gouvernement sous les Liang. A contrario chez les Wei du Nord les échanges étaient moins importants et peu monétisés : les émissions monétaires (là encore un wuzhu) ne commencèrent qu'en 495, leur circulation fut limitée à Luoyang et sa région sans y supplanter les pièces des Han et leurs imitations méridionales, tandis que l'État prélevait ses taxes en grain et étoffes.

#### Acteurs du commerce et de l'usure
Profitant de l'essor commercial et cherchant à compenser la baisse des revenus de leurs domaines agricoles, les membres de l'aristocratie et de la famille impériale méridionales se livraient à des activités commerciales et usuraires, s'associant souvent à des marchands, qui accumulaient eux aussi d'impressionnantes richesses. Ce fut le cas de Xiao Hong, frère de l'empereur Wudi des Liang, qui s'enrichit considérablement par les prêts, parvenant à mettre la main sur les propriétés de ses débiteurs insolvables.
Les monastères bouddhistes, qui pouvaient s'appuyer sur des réserves de richesse importantes, furent également très actifs dans le commerce et l'usure. Pour les besoins du culte non pourvus par leurs propres domaines ou les donations, ils se fournissaient sur les marchés locaux, et leurs excédents de richesses pouvaient être prêtés : prêts en monnaie ou en étoffes, prêts agricoles en nature (surtout en grains) à des paysans, souvent à des taux élevés. Il semble qu'on leur doive l'introduction en Chine de nouvelles pratiques usuraires comme le prêt sur gage au Ve siècle, qui pourrait avoir été importé du monde indien.

#### Activités et techniques artisanales

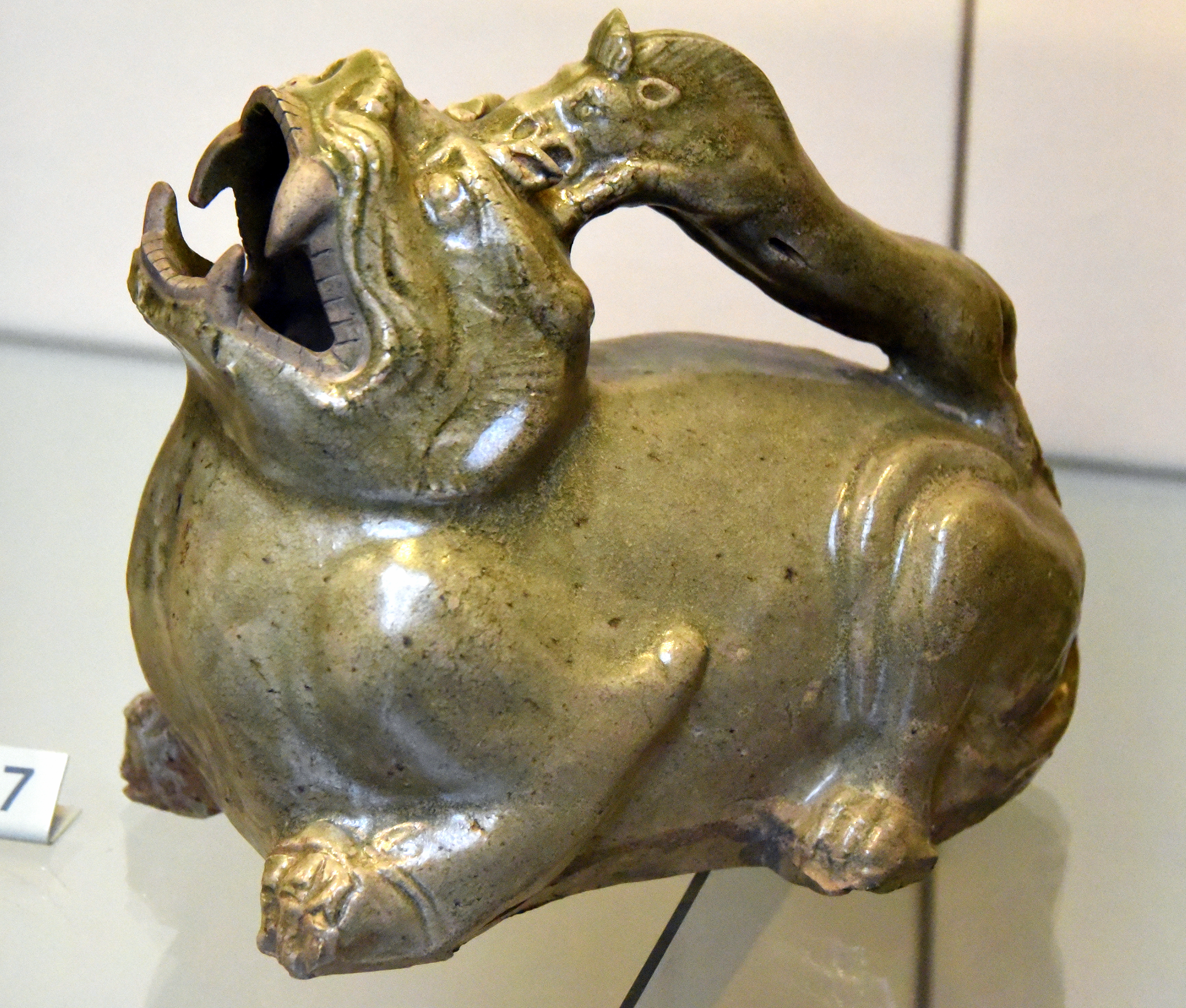
Urinoir en forme de tigre, céramique à glaçure des dynasties du Sud, VI Victoria and Albert Museum.

Les activités artisanales étaient surtout concentrées dans les villes, mais pas seulement. La production la plus importante était la céramique. On retient surtout de la période des dynasties du Sud la remarquable céramique glaçurée constituée d'argile mêlé de kaolin et cuite à très haute température dans les vastes fours allongés (les « fours dragons ») des ateliers situés surtout dans le Zhejiang et secondairement dans le Jiangnan, à proximité de Jiankang, et qui peut être qualifiée de « proto-céladon ». Il s'agissait d'une activité implantée dans cette région de longue date, déjà très réputée à la fin des Han, et devenue une activité économique majeure. Mais les ateliers du Nord ont également produit des céramiques à glaçure de qualité.
La production textile était très courante dans les foyers de l'époque de division, en particulier parce que les États exigeaient qu'une partie des taxes soient payées en rouleaux d'étoffes (la moitié dans le système des champs égalitaires des Wei du Nord), qui restaient un moyen de transaction courant. C'étaient les femmes qui s'occupaient en général du tissage. Le chanvre au Nord et la ramie au Sud étaient les matières premières les plus courantes, mais la soie était celle ayant le plus de valeur, et aussi le plus complexe à produire. Ses ateliers principaux se trouvaient au Nord, et étaient organisés dans le cadre du grand domaine, où l'on disposait des métiers les plus élaborés (notamment des métiers à la tire).
La métallurgie était l'autre activité artisanale qui intéressait le plus les gouvernements. Les Wei occidentaux disposaient ainsi d'une grande fonderie à Xiayong dans le Shaanxi, où 8 000 corvéables étaient à l'ouvrage. Des fonderies étaient également aux mains d'intérêts privés. La confection d'objets en fonte avait atteint une grande qualité d'exécution, dans des hauts fourneaux attisés par de grands soufflets activés par la force hydraulique. Les aciers étaient également de grande qualité, visible dans les lames des épées. Le bronze était également travaillé, servant à produire une grande variété d'objets. La région de Guiji fut un important centre de production d'objets en bronze, en particulier des miroirs qui étaient des produits luxueux très prisés.
D'autres artisans étaient spécialisés dans le travail d'objets luxueux produits pour les besoins des élites : vaisselle et ornements en or et argent, bijoux constitués de pierres précieuses taillées, de cristaux et de perles en matières vitreuses. L'essor du bouddhisme entraîna en particulier une forte demande en objets votifs de la part des aristocrates et des monastères, qui joua dans le développement de différentes formes d'art (sculpture sur pierre, statuaire en métal, peinture, etc.). Les objets en laque étaient également très demandés, comme c'était le cas durant les périodes précédentes. Le travail du verre connut de grands progrès à la suite de l'introduction de la technique de soufflage au Ve siècle.

## Religions
Le haut Moyen-Âge chinois fut la période d'essor du bouddhisme chinois, qui connaît son apogée entre le VIe siècle et le VIIe siècle. Ce fut sans doute le changement principal que connut la culture chinoise durant cette période, car il la modifia dans plusieurs de ses aspects et, bien qu'il marquât le pas par la suite, il en resta une composante majeure. L'essor et l’institutionnalisation du taoïsme fut également un phénomène religieux important durant cette période. Le bouddhisme et le taoïsme donnent une place nouvelle à la religion dans la société chinoise, qui en ressort changée : émergence d'une élite de moines et de prêtres, de corpus de textes sacrés, de nouveaux rituels, de nouvelles formes d'art et d'architecture (grottes, pagodes), et d'organisations (monastères, associations religieuses).

### Croyances, rites et images bouddhistes

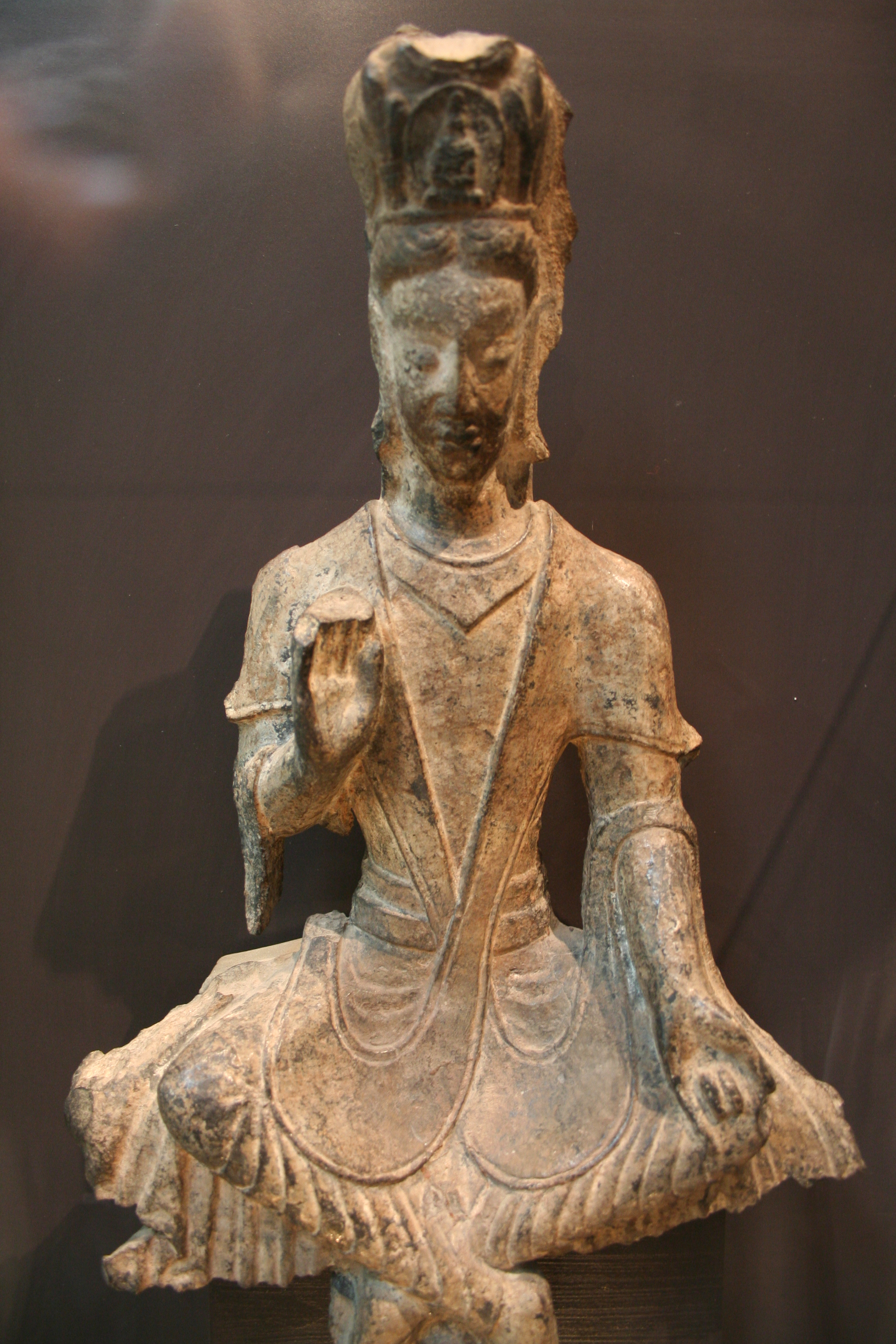
Statuette d'un bodhisattva (Avalokiteshvara ?), période des Wei du Nord, musée Cernuschi.

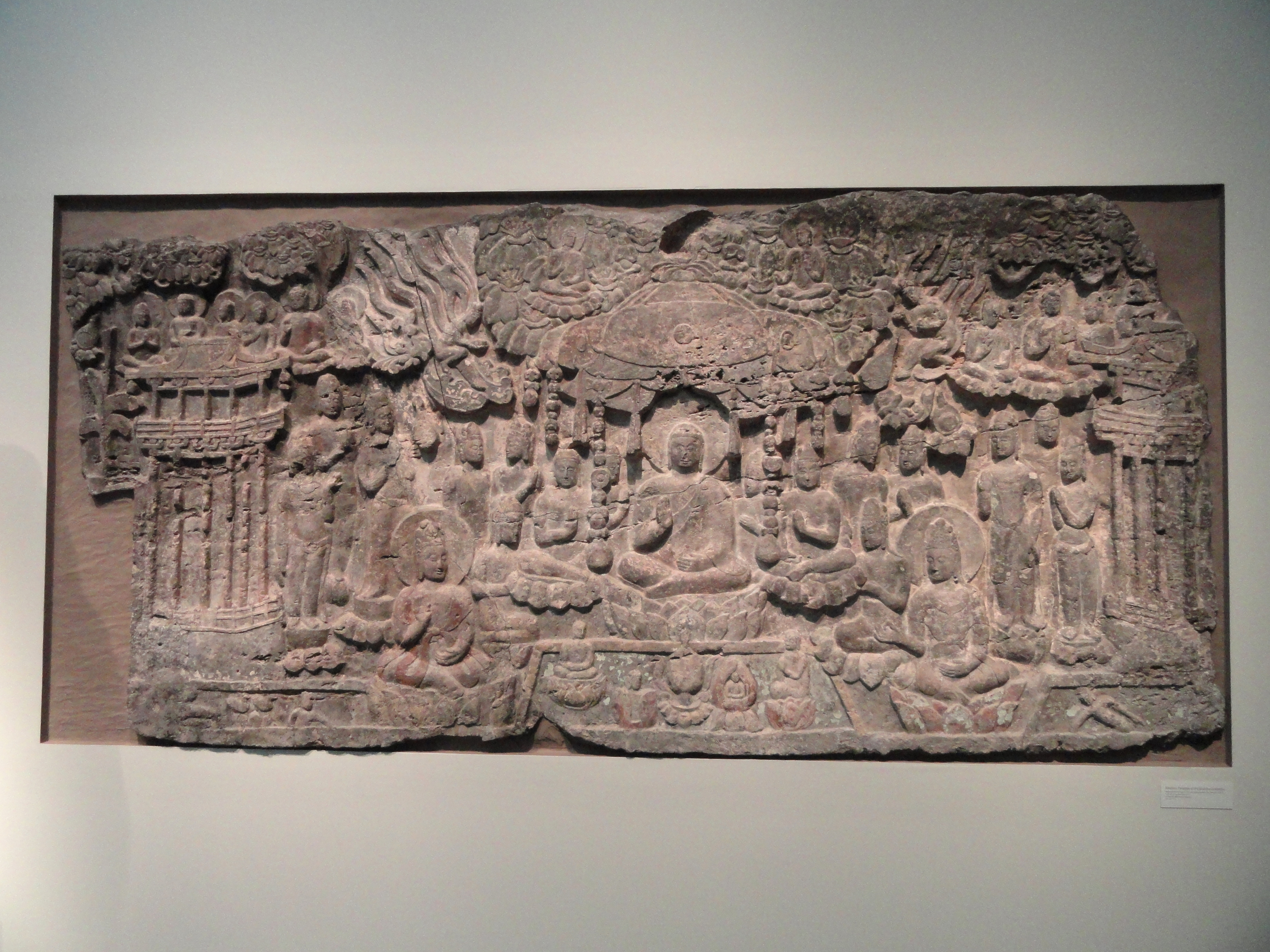
Stèle funéraire représentant le paradis du Bouddha Amitabha, grotte no 2 de Xiangtangshan (Fengfeng, Hebei), période des Qi du Nord (550-577), Freer Gallery of Art.

#### Croyances et courants
Le bouddhisme repose sur la croyance en la réincarnation des êtres vivants, cycle duquel les croyants espèrent se libérer : c'est le nirvana, que l'on peut traduire par « extinction ». Ce concept est au centre de l'école du nirvana, dont la figure de proue est Daosheng, qui fut très populaire dans le Sud sous les Liang. À sa suite, le nirvana fut de plus en plus vu comme accessible au plus grand nombre et non restreint à un groupe limité de personnes de valeur, ce qui résulte sans doute d'une adaptation de la pensée bouddhiste aux attentes des fidèles chinois. Cela accompagna la popularisation de l'idée selon laquelle il pouvait s'atteindre en une seule vie marquée par une grande piété (le « subitisme »), et non seulement après plusieurs réincarnations (le « gradualisme »). La façon d'atteindre cet état passe en principe par un ensemble de préceptes moraux et de pratiques : l'élimination des désirs qui manifestent l'appartenance au monde terrestre (par exemple par l'abstinence, le jeûne ou le végétarisme), la compassion envers autrui, la recherche de la sagesse, la méditation, des pratiques respiratoires, etc.
Le bouddhisme du Grand Véhicule a érigé en déités suprêmes plusieurs Bouddhas (littéralement « Éveillé » en sanskrit), êtres étant parvenu à cette libération : à côté du Bouddha « historique », aussi connu sous le nom de Shakyamuni, fondateur de la religion et resté le plus révéré, les plus importants sont Maitreya (Moli en Chine) le bouddha du futur, Vairocana (Piluzhena, Darirulai) et Amitabha (Mituo) qui règne sur la Terre pure, paradis où sont accueillis des dévots cherchant à atteindre le nirvana en dehors de tentations du monde terrestre, offrant un espoir de prolongement de la vie auquel les élites chinoise étaient alors très sensibles, assurant la popularité de l'école de la Terre pure. Les autres figures importantes du panthéon du Grand Véhicule sont les bodhisattvas, êtres qui sont parvenus au seuil du nirvana mais ont refusé de franchir ce seuil, pour rester aider les êtres vivants à l'atteindre ; le plus important est Avalokiteshvara (Guanyin), bodhisattva de la compassion, qui apparaît souvent aux côtés d'Amitabha,. Le bouddhisme chinois n'est donc pas unifié, mais divisé en plusieurs communautés développant leurs propres originalités dans les croyances et la pratique, manifestées notamment par la vénération de certaines figures plutôt que d'autres et la lecture de textes sacrés (sutras) spécifiques (Sutra de la Vie-Infinie pour la Terre pure).

#### Moines et monastères

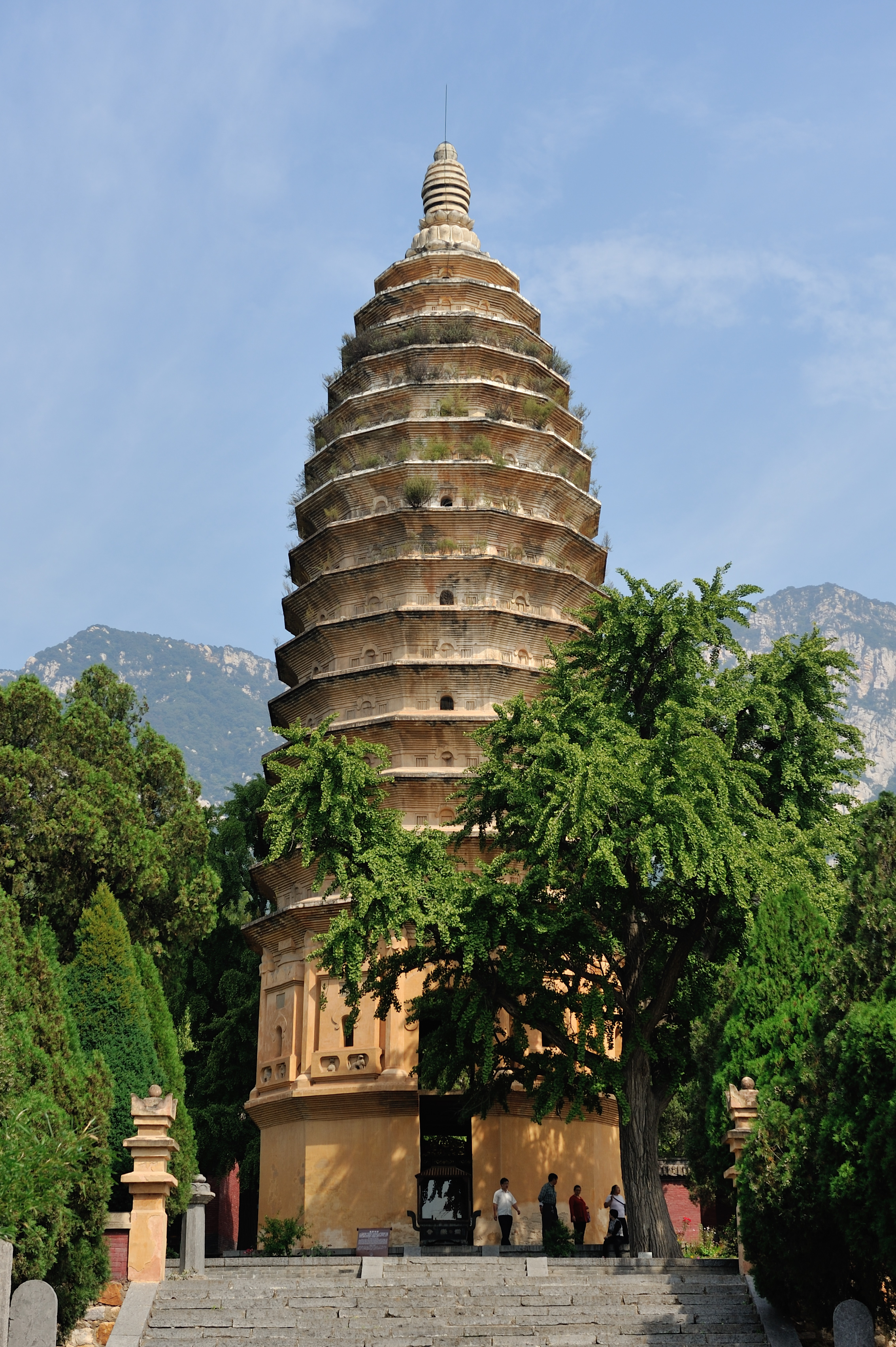
Pagode Songyue, datée de 523, près du Mont Song dans le Henan.

Le bouddhisme avait introduit en Chine le monachisme, inconnu auparavant, instaurant entre les croyants une séparation entre moines et laïcs. Des règles monastiques (vinaya) avaient été traduites depuis l'époque des Trois royaumes et régissaient une vie austère pour les moines et moniales y vivant sous l'égide d'un supérieur ou d'une supérieure qu'ils choisissaient. Les personnes intégrant ses institutions avaient le statut de novice : ils se rasaient le crâne, enfilaient l'habit noir de moine, puis juraient de respecter les « dix préceptes » régissant la vie monastique. Ils devenaient moines après une cérémonie au cours de laquelle ils devaient être approuvés par leur communauté. Leur vie était régie par divers rituels, les plus importants ayant lieu tous les quinze jours, au cours desquels avaient lieu des confessions collectives ainsi que des récitations des règlements de la vie religieuse. Les monastères organisaient de nombreuses fêtes religieuses, qui étaient de grands moments de la vie des villes et villages, attirant une foule importante. La principale était celle ayant lieu lors de la date anniversaire du Bouddha, en général le quatrième jour du huitième mois. Elle était marquée par des lavages et processions de statues sacrées, ainsi que divers spectacles (avaleurs de sabre, cracheurs de feu, saltimbanques, danseurs, etc.). On procédait souvent à des ordinations de moines à cette date. En dehors du cadre monastique, existaient des moines errants, souvent mal vus des autorités, qui reprenaient les rôles des magiciens, exorcistes et devins de la Chine traditionnelle, et patronnaient des fondations et associations laïques, surtout en milieu rural.
Le texte majeur pour la connaissance du paysage religieux de l'époque est le Mémoires sur les monastères de Luoyang (Luoyang Qichan Ji), de Yang Xuanzhi, décrivant cette ville à son apogée sous les Wei du Nord. Selon lui, la ville comprendrait 1 367 temples, mais il n'en décrit que les 55 les plus vastes, la plupart étant de petits édifices occupés par à peine une poignée de moines ou de moniales. Les plus vastes, souvent fondés à l'initiative de la famille impériale ou d'aristocrates, occupent une place majeure dans l'espace urbain. Ils disposaient de plusieurs pavillons aux murs peints et ornés de statues de tailles variées, avec des grandes salles de réunion, parfois élevées sur plusieurs étages, ainsi que des pièces de lectures et bibliothèques, des chambres, des portes monumentales, de vastes cours et jardins, etc. Leurs monuments les plus marquants étaient les pagodes, variantes chinoise du stupa indien. La plus célébrée fut du grand temple Yongning de Luoyang, érigée en 516, construite en bois et détruite dans un incendie en 534, qui disposait de neuf étages. La plus ancienne pagode chinoise encore debout de nos jours est celle de Songyue (Henan), datée de 523, construite en briques et au style architectural à forte inspiration indienne. D'autres pagodes devaient cependant intégrer de nombreux éléments architecturaux chinois, étant inspirées des tours hautes héritées de la Chine ancienne et ressemblant aux pagodes des époques médiévales plus tardives qui ont survécu jusqu'à nos jours.
Les dévots des dynasties du Nord ont également patronné la réalisation de monastères rupestres dont les cellules étaient des grottes, à l'image de ce qui se faisait en Inde (Ajanta, Elephanta, etc.) et plus près autour de villes de la Route de la Soie (Kizil, Mogao). Les mieux connus se trouvent à proximité des capitales des Wei du Nord : celles de Yungang, les plus anciennes, près de Pingcheng (Datong) et celles de Longmen, près de Luoyang. Plus tard les élites des Qi du Nord patronnèrent le développement des monastères de Tianlongshan. Mais il en existait une grande quantité d'autres dans des endroits reculés du Nord, beaucoup moins au Sud (les plus importantes étant les grottes du Mont Qixia, érigées à proximité de Jiankang sous le Qi du Sud) peut-être parce que le bouddhisme méridional était plus tourné vers la méditation et les bonnes œuvres des laïcs. Ces sanctuaires rupestres étaient avant tout constituées de petites cavernes servant pour la méditation et le culte, qui étaient ornées de nombreuses sculptures peintes abritées dans des niches dont les murs pouvaient également être couvertes de peinture ; certaines grottes étaient cependant très grandes comme à Yungang. Leur aspect donne une idée de celui que devaient avoir les temples urbains car elles en imitaient manifestement la décoration intérieure en bois, qu'il s'agisse des colonnes, de la forme de leur plafond reprenant celle de toits. Sous les Wei du Nord, les cellules avaient souvent un pilier central en forme de stupa, qui se fit plus rare par la suite.

Sanctuaires rupestres des dynasties du Nord.
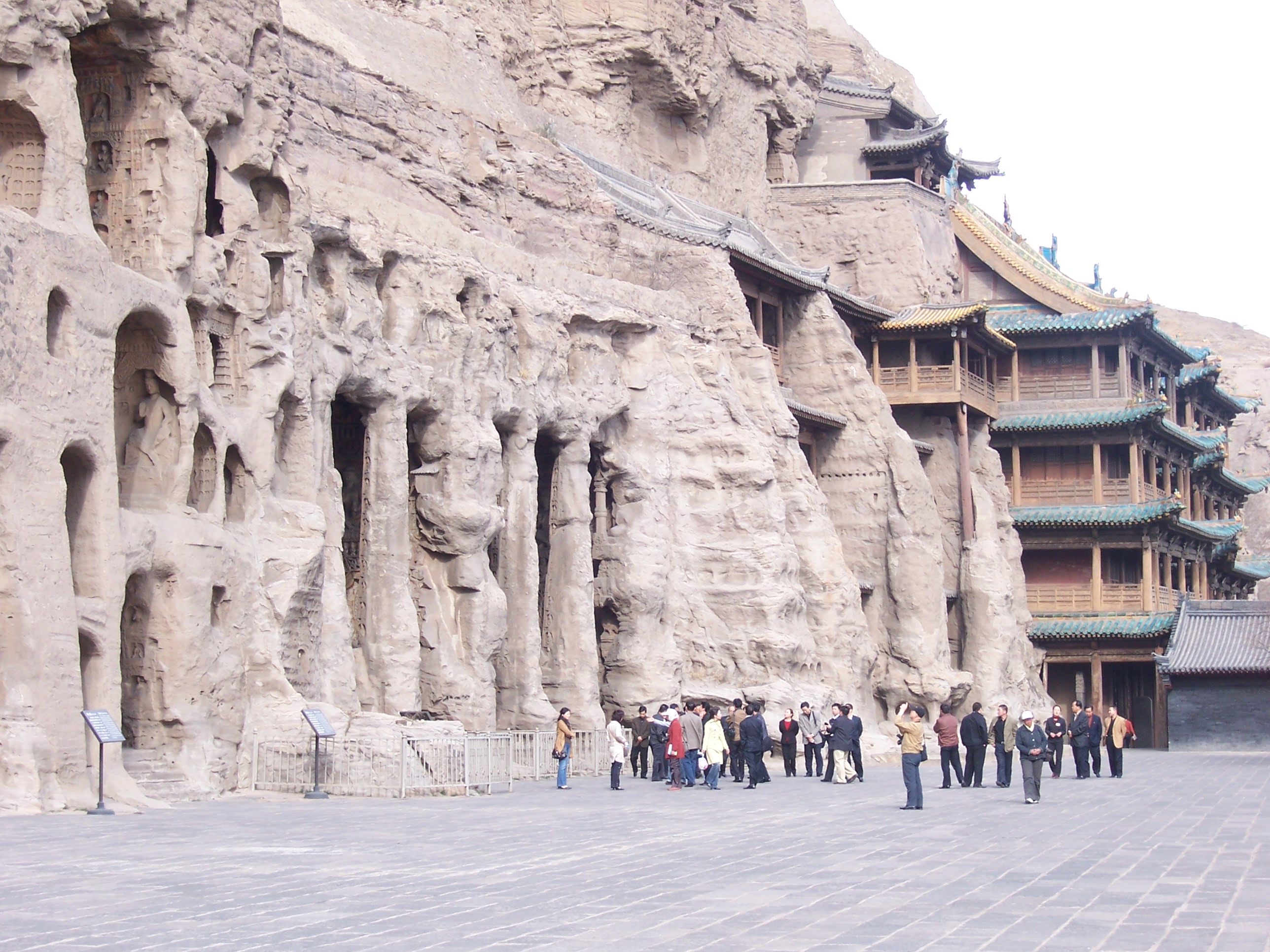
Grottes de Yungang (no 9), vues de l'extérieur.
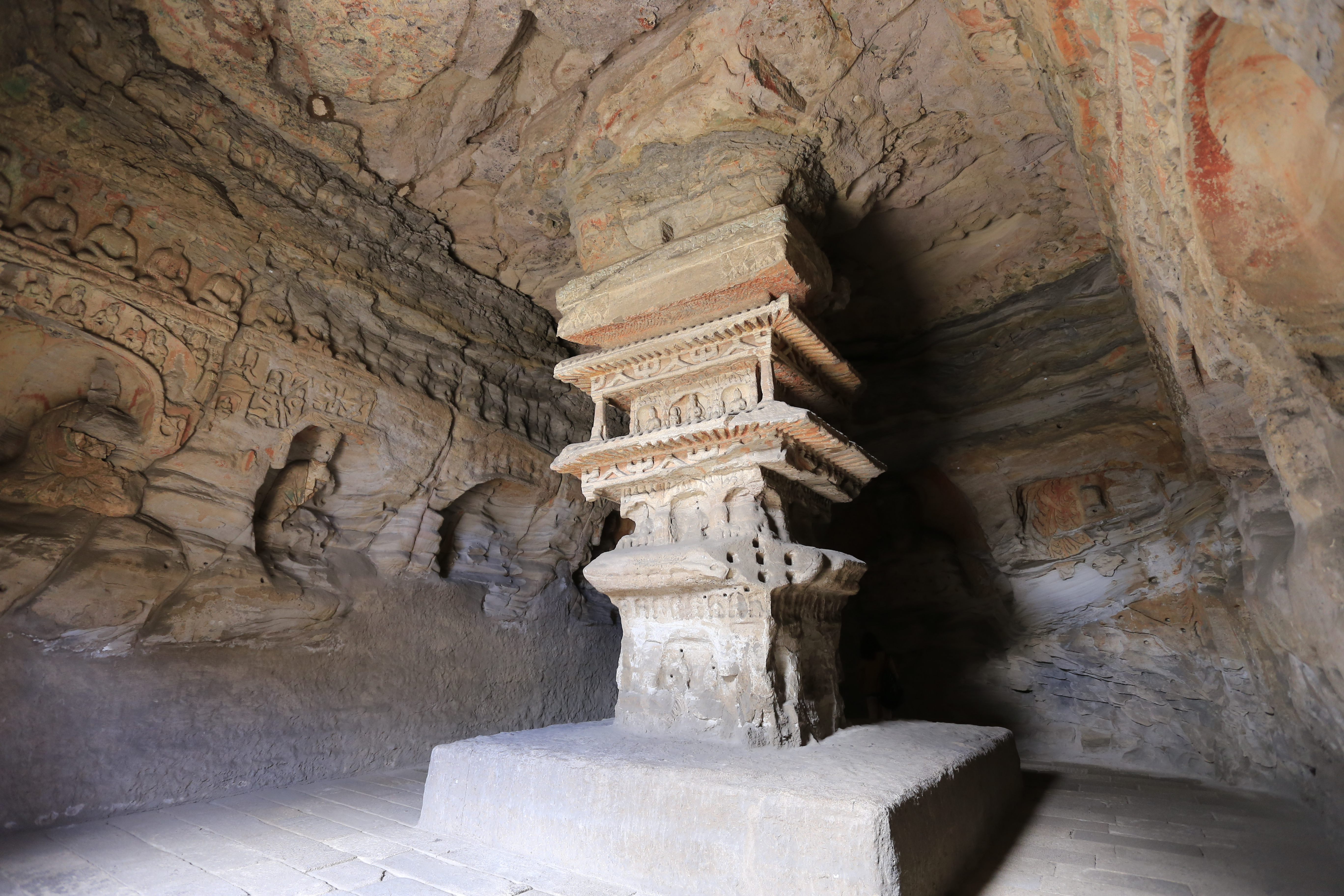
Grotte à pilier central de Yungang.
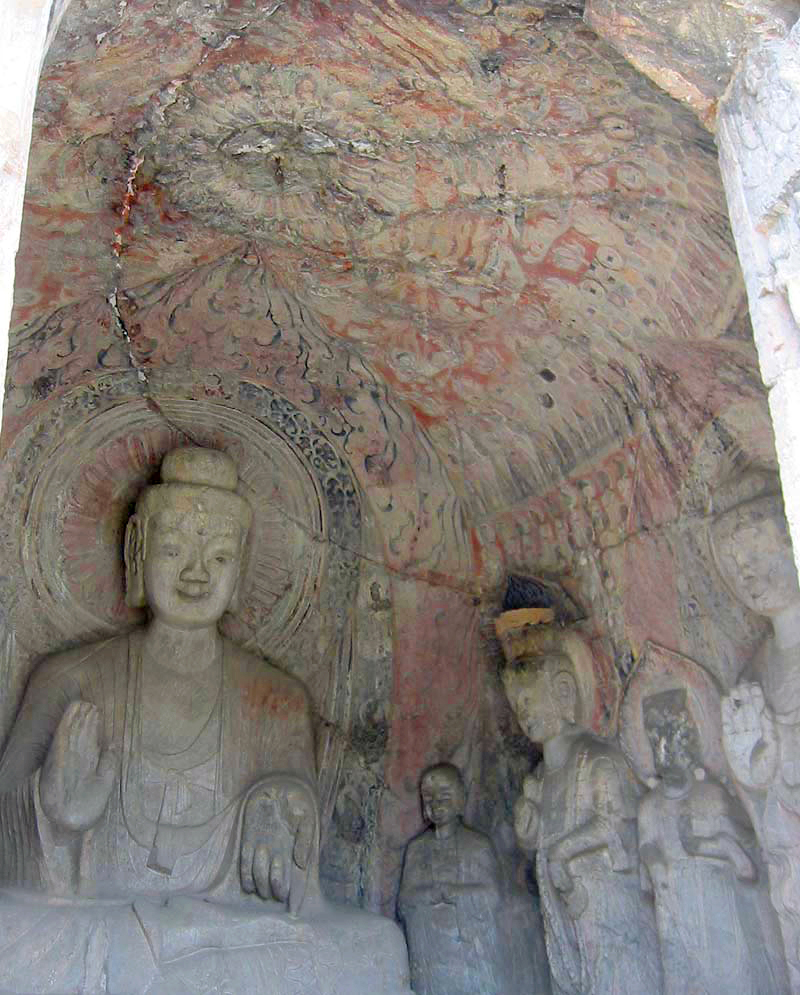
Niche d'une des grottes de Binyang à Longmen, v. 520-523.

Les temples du Sud ne sont pas bien connus, faute de descriptions. Selon un texte, Jiankang comprenait sous les Liang environ 500 temples. Le plus important, le temple Tongtai, disposait d'une pagode à neuf étages et de plusieurs grandes salles richement décorées de statues, ce qui devait en faire l'équivalent des grands sanctuaires du Nord.
Les monastères étaient entretenus par les domaines agricoles et leurs dépendants, qui leur étaient concédés par l’État et les aristocrates. Une myriade de monastères s'était essaimée dans toute la Chine durant le haut Moyen-Âge. L'inflation numérique des moines bouddhistes suscita de nombreuses critiques, notamment parce qu'il s'agissait de personnes en rupture avec leur famille, ce qui allait à l'encontre de l'idéal de piété filiale, mais aussi parce qu'ils bénéficiaient d'exemptions d'impôts. Selon certains textes, il y aurait eu jusqu'à 2 millions de moines sous les Wei du Nord. Les pouvoirs du Nord tentèrent de contrôler le nombre d'ordinations et de fondations monastiques, en particulier durant les périodes de persécutions. Les monastères jouaient cependant un rôle de protection sociale non négligeable, puisque suivant l'idéal de charité ils aidaient les plus démunis, notamment en période de famine. Ils devinrent un acteur économique de premier plan, disposant de grands domaines, effectuant de nombreux prêts, stimulant le commerce et l'artisanat pour leurs besoins cultuels. Ils contribuèrent également à l'apparition d'une nouvelle forme de vie pour les femmes, qui pouvaient devenir moniales et acquérir parfois plus d'autonomie que dans le cadre familial.

#### Les dévots laïcs

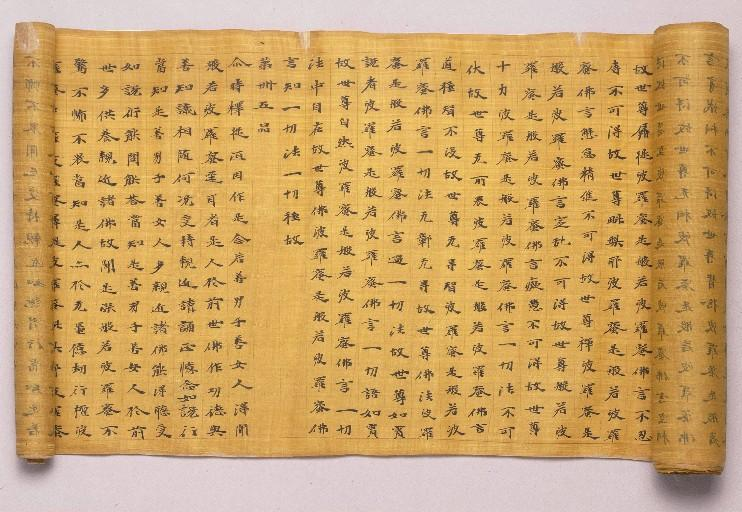
Sûtra de la Grande Vertu de Sagesse, manuscrit de soie retrouvé à Dunhuang, fin du V, Bibliothèque nationale de France.

Les moines bouddhistes assurèrent le développement de leur religion dans le monde des élites, plusieurs d'entre eux étant de remarquables penseurs, introduits dans le milieu mondain des « causeries pures » des pays du Sud, garantissant le succès de la religion chez les aristocrates méridionaux cultivés. Au Nord, l'ancrage du bouddhisme semble plutôt s'être fait chez les élites d'origine non chinoise, les lettrés Han restant plus fidèles au taoïsme et au confucianisme. Les membres des élites avaient trouvé un modèle de vie en accord avec le bouddhisme dans plusieurs textes venus d'Inde, notamment le Sutra de Vimalakirti, présentant une figure d'un homme riche, sage, fidèle aux valeurs familiales traditionnelles. Les plus dévots pouvaient passer une cérémonie marquant leur entrée dans la religion, qui prévoyait une vie en accord avec les valeurs bouddhistes mais moins stricte que celle des moines, marquée notamment par le respect des cinq préceptes (ne pas tuer, voler, avoir des relations sexuelles illicites, mentir et se saouler), et plus largement l'idéal de répression des désirs, la compassion et la recherche de la sagesse.
Comme les moines, ces dévots, issus généralement des milieux aristocratiques du Sud, pratiquaient des rites, connus notamment grâce au premier recueil les concernant, écrit par le moine Sengyou (445-518). Les plus importants étaient les jeûnes, cette fois-ci à raison d'un jour six fois par mois et de trois périodes de quinze jours certains mois. Regroupés dans des sortes de congrégations, hébergées dans les demeures des membres éminents de la bonne société, ils récitaient des textes sacrés, faisaient des vœux pieux (respecter plus la morale, faire des offrandes, des fondations monastiques, consacrer des statues, etc.). Ces moments étaient aussi l'occasion de traduire des textes sacrés, de réaliser des poèmes ou de mener des discussions théologiques. Ils avaient en effet été adaptés aux traditions des joutes verbales et poétiques prisées des élites méridionales.

#### Images et art
Les images, en particulier les statues, avaient un rôle symbolique fort. Certains textes prescrivaient les proportions à suivre pour les statues, qui demandaient souvent des financements importants de la part des donataires. Il fallait plusieurs années pour réaliser les plus importantes, qui pouvaient atteindre de grandes tailles : Sengyou mentionne ainsi plus d'une vingtaine de statues de plus de dix mètres aux alentours de 500. Elles étaient parfois consacrées lors d'un rituel. On les croyait habitées par les divinités qu'elles représentaient : on leur rendait un culte, on prononçait des vœux ou des confessions devant. Il existait des récits miraculeux autour de certains de ces objets, ainsi des statues qui pleuraient, ou qui s'illuminaient la nuit. La place des images dans la religion bouddhiste avait abouti à l'apparition d'un art spécifique, ouvrant un nouveau chapitre dans l'art chinois : goût pour l'ornementation, le colossal, jusqu'alors étrangers à ce pays.
Les images bouddhistes chinoises suivent les modèles inventés par les écoles indiennes. La forme d'art de cette période qui a le mieux survécu est la statuaire sur pierre, abondamment attestée sur les différents monastères rupestres du Nord, consistant en de nombreux hauts-reliefs ainsi que de la ronde-bosse. Ces statues étaient sans doute disposées dans des sanctuaires à l'origine, mais sont surtout connues par des trouvailles dans des caches où elles avaient été ensevelies pour des raisons indéterminées ; environ 400 statues et stèles datant des Wei septentrionaux aux Song ont ainsi été mises au jour en 1996 à l'emplacement d'un ancien temple à Qingzhou dans le Shandong. Elles étaient surtout répandues dans le Nord, et aussi le Sichuan. Le Bouddha Shakyamuni est de loin le plus représenté dans la statuaire, dans la posture (mudra) de protection (abhaya-mudra) ou de méditation (dhyana-mudra), vêtu avec une tunique de type indien, souvent l'épaule droite découverte au début, puis l'habitude de le présenter les deux épaules couvertes se répandit par la suite. L'aspect des personnages varie selon les périodes et les lieux : à Yungang dans les dernières décennies du Ve siècle, ils ont des visages ronds et des épaules robustes et les drapés des robes sont complexes. Au Sud en revanche, ils sont plus proches des modèles de sculpture chinoise traditionnelle : ils portent des robes amples couvrant les deux épaules (notamment une s'ouvrant en forme de U au niveau de la poitrine), leur corps et leur visage sont plus fins. Ces modèles inspirèrent les artistes du Nord au début du VIe siècle, en période de sinisation du royaume Wei. Certains styles suivants optèrent pour une représentation plus simple des drapés. Les statues de Bouddhas debout se développèrent également, sans doute sous l'influence de l'Asie centrale, et devinrent très populaires sous les Qi du Nord. Dans ce royaume, l'influence des écoles indiennes de l'époque Gupta, celles de Sarnath et Mathura, attentives notamment à une représentation plus précise et paisible des visages, fut très affirmée. En réaction à la sinisation de l'art des périodes précédentes, les élites xianbei privilégièrent un rendu moins « chinois » des personnages : visages inspirés de ceux des personnes de leur ethnie, vêtements d'inspiration occidentale. Signe des évolutions des croyances, se répandirent les représentations de bodhisattvas, caractérisés par l'abondance de leurs parures contrastant avec les habits sobres des Bouddhas, ainsi que celles de la Terre pure d'Amitabha.

Statuaire bouddhiste en pierre de la période des dynasties du Sud et du Nord.
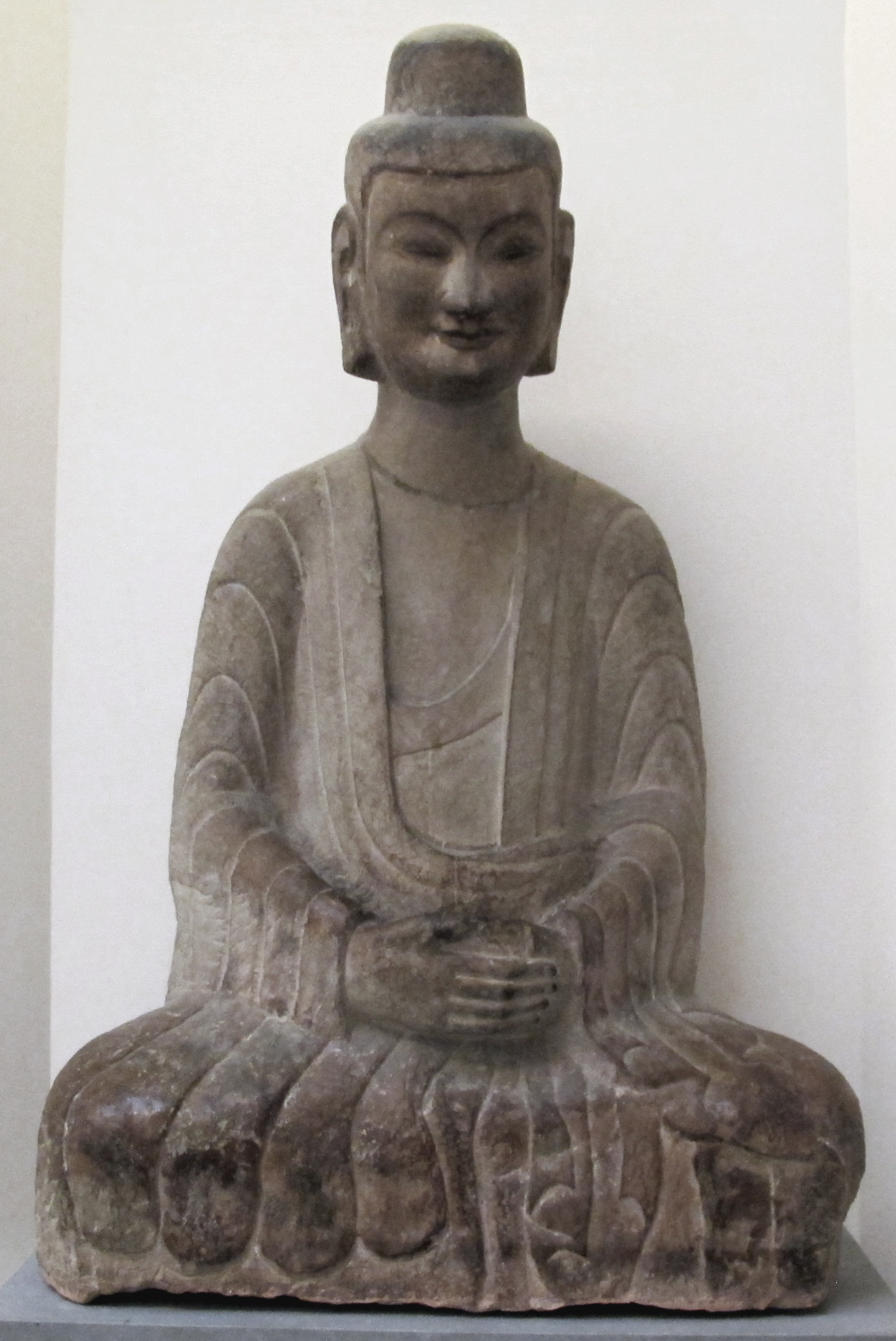
Bouddha en position de méditation, période des Wei du Nord.
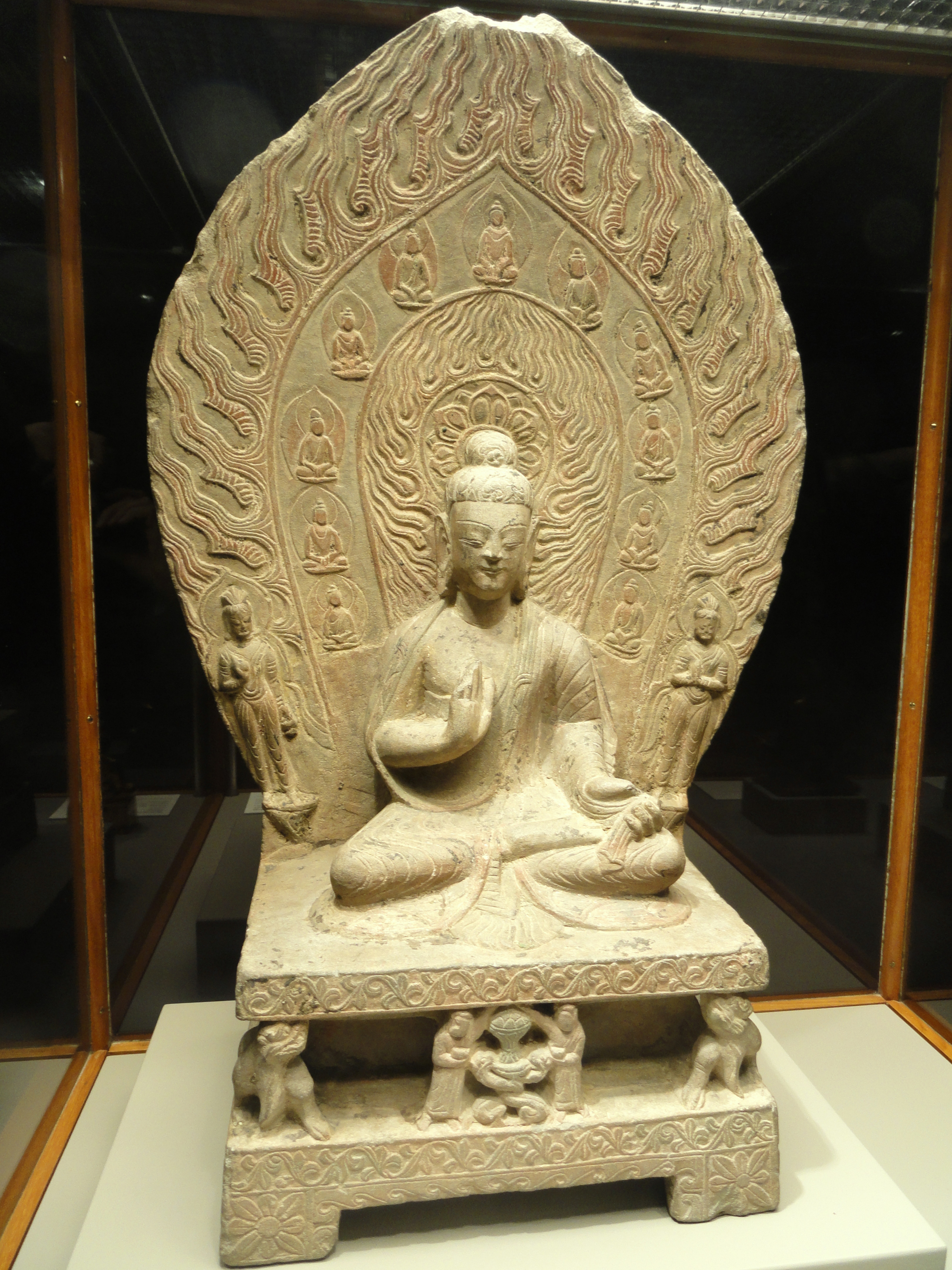
Statue du Bouddha Shakyamuni, période des Wei du Nord (v. 494), Nelson-Atkins Museum of Art.
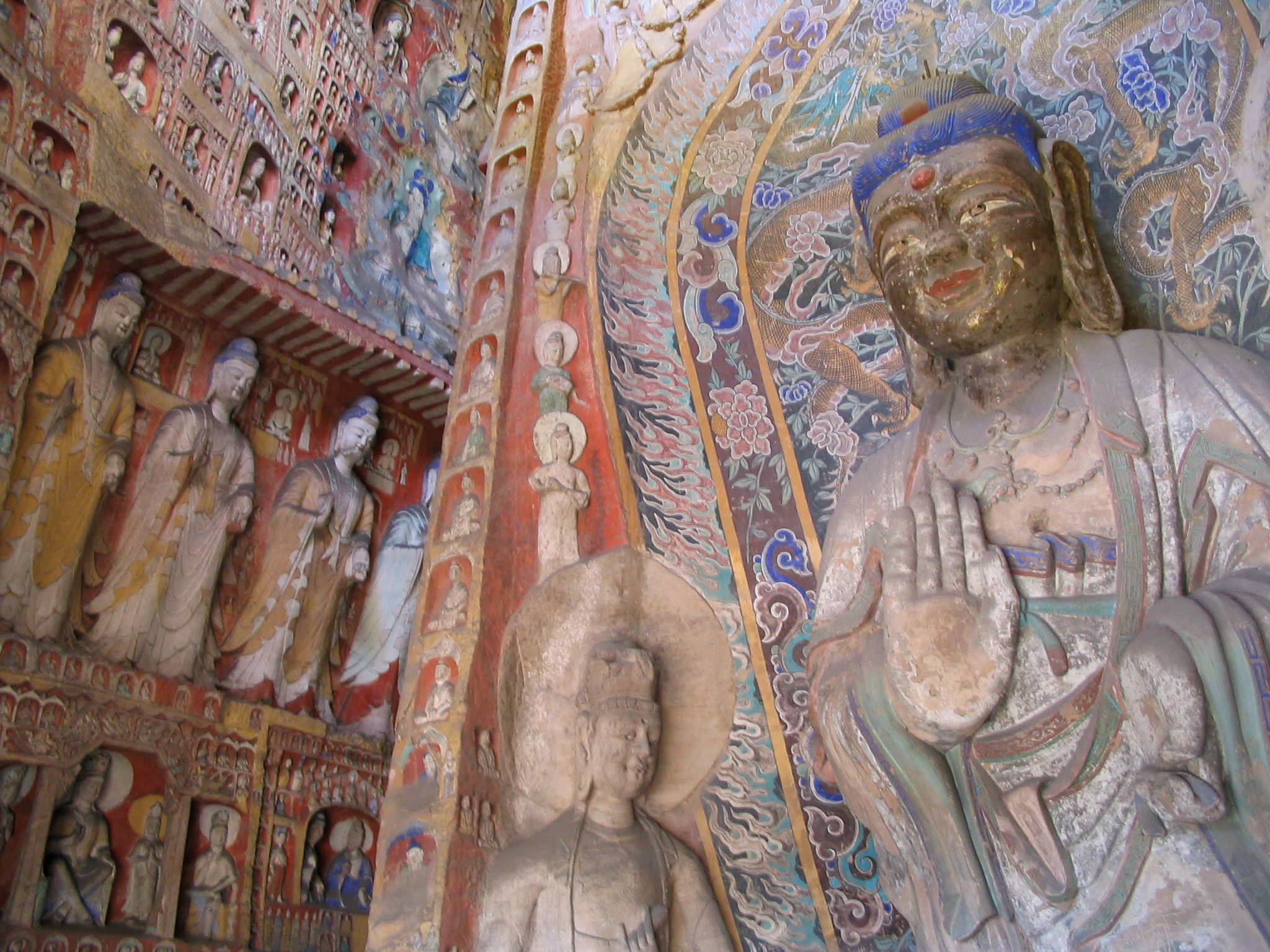
Sculptures de la grotte no 11 de Yungang, période des Wei du Nord.
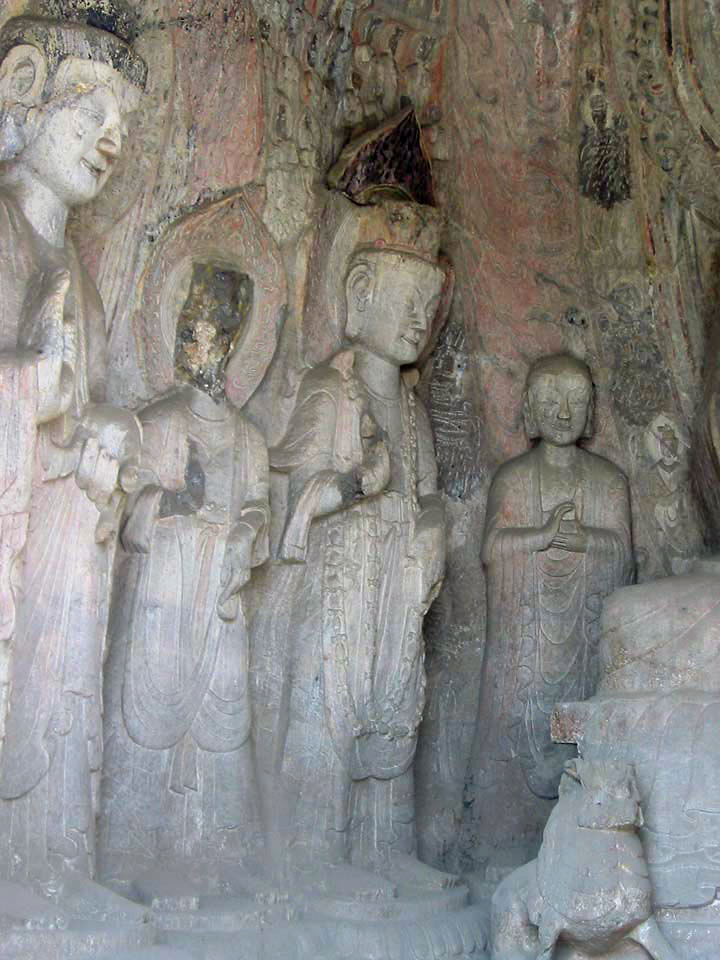
Statues dans une grotte de Binyang à Longmen.
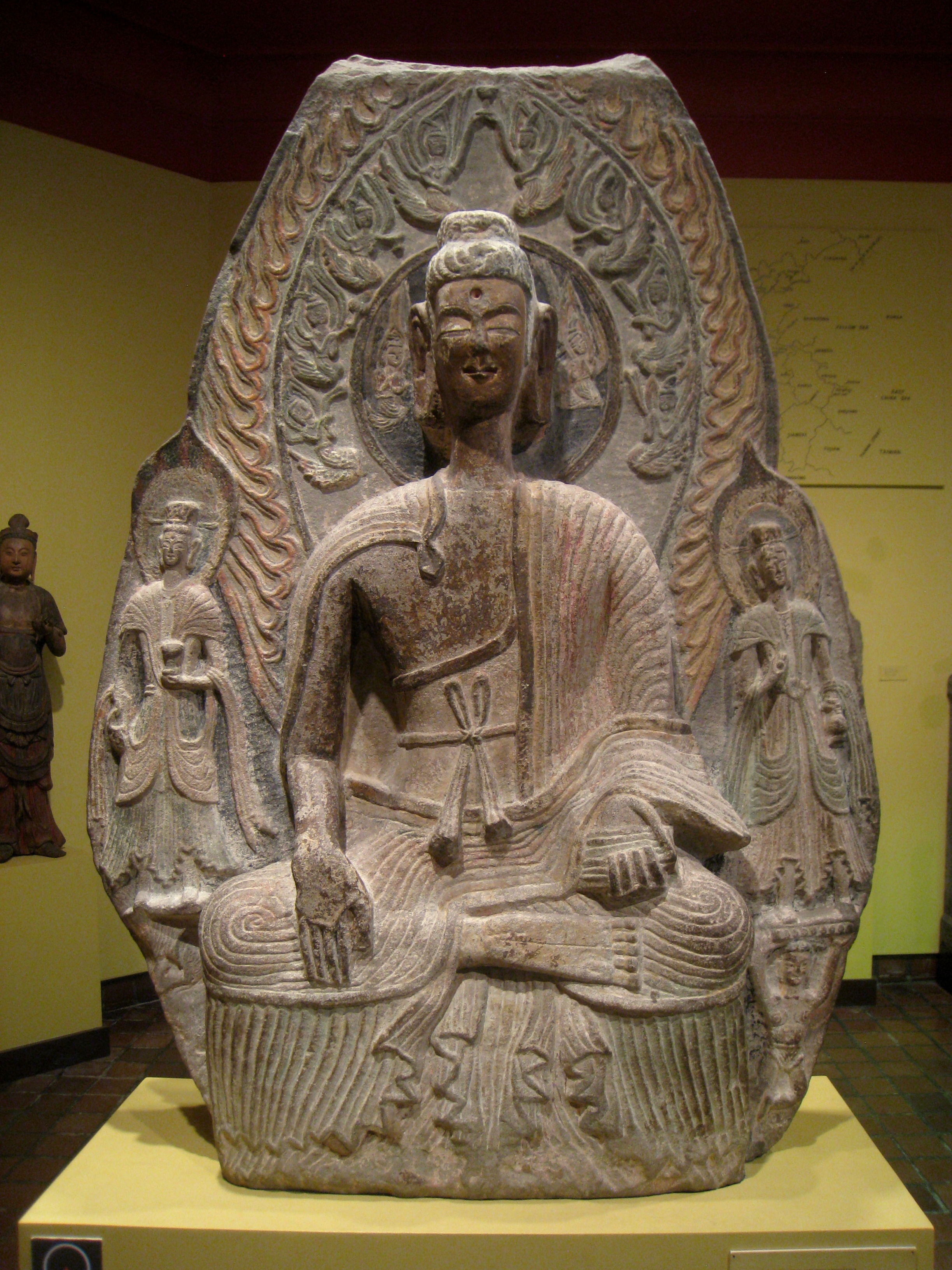
Statue du Bouddha assisté de Bodhisattvas, période des Wei du Nord, style d'inspiration méridionale du début du VIe siècle, Worcester Art Museum.
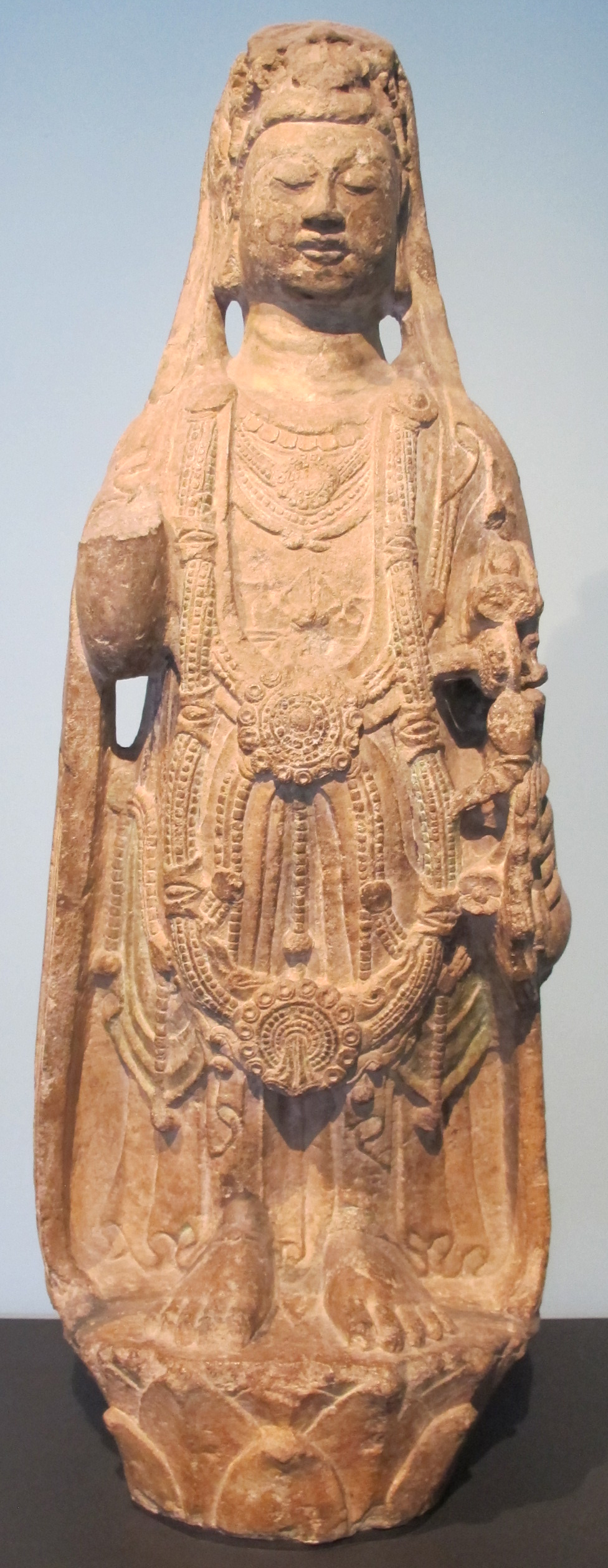
Statue d'Avalokiteshvara/Guanyin, période des Zhou septentrionaux, Victoria and Albert Museum.

Les stèles sculptées en bas-relief sont également courantes, y compris dans le Sud. Mesurant entre 1 et 3 mètres, comportant plusieurs registres et des niches, elles représentent des bouddhas et bodhisattvas, des scènes de la vie de Shakyamuni ou de paradis, ainsi que des fidèles en vénération ou procession, des motifs floraux ou animaliers (surtout des lions). Elles étaient sans doute plutôt érigées hors de temples, pour former des espaces sacrés autour desquels on faisait des offrandes ou des rituels de circumambulation.

Stèles bouddhistes en pierre de la période des dynasties du Sud et du Nord.
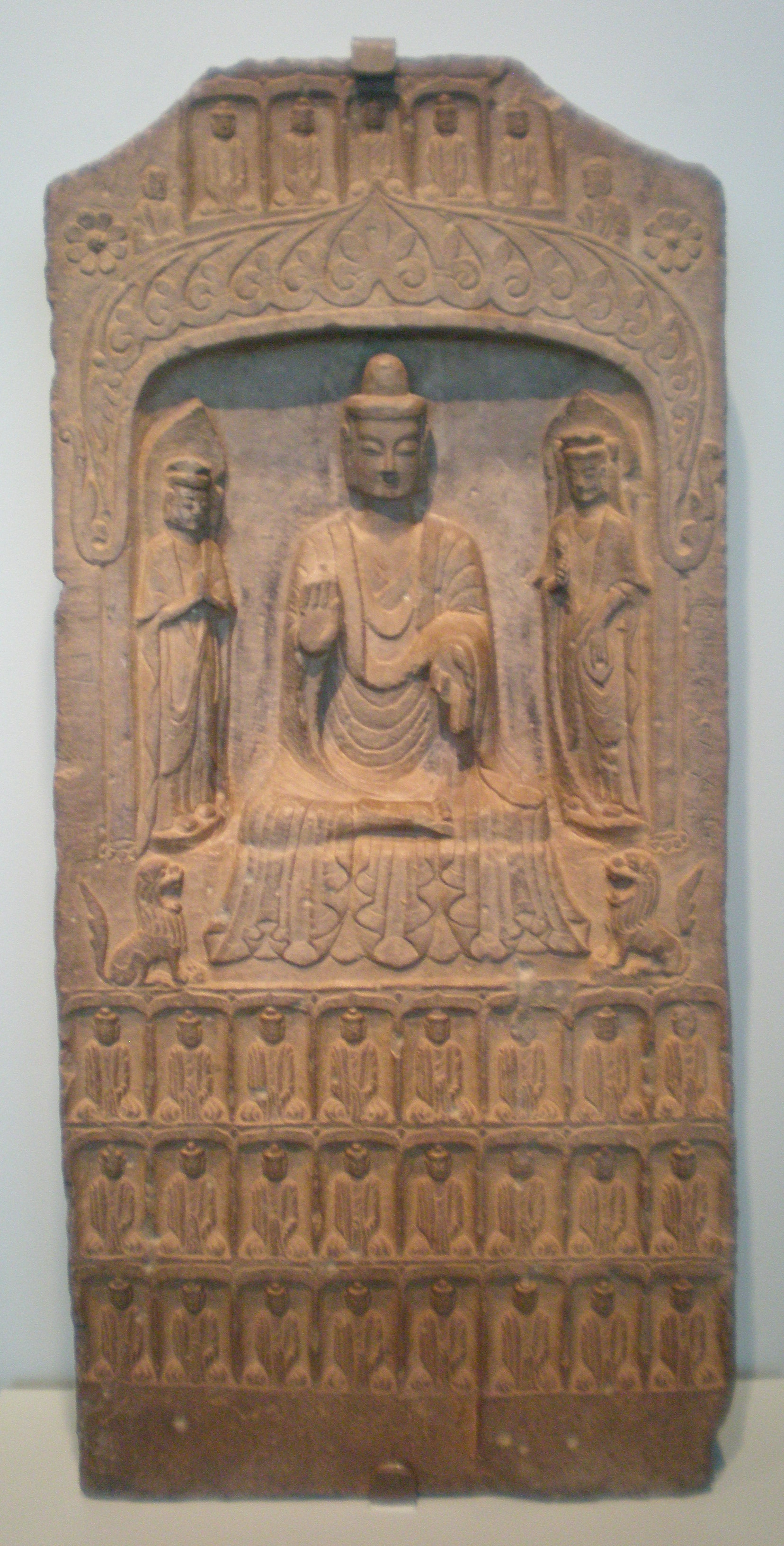
Stèle représentant le Bouddha Shakyamuni en posture de protection entouré de deux bodhisattvas, période des Wei du Nord, Asian Art Musem de San Francisco.
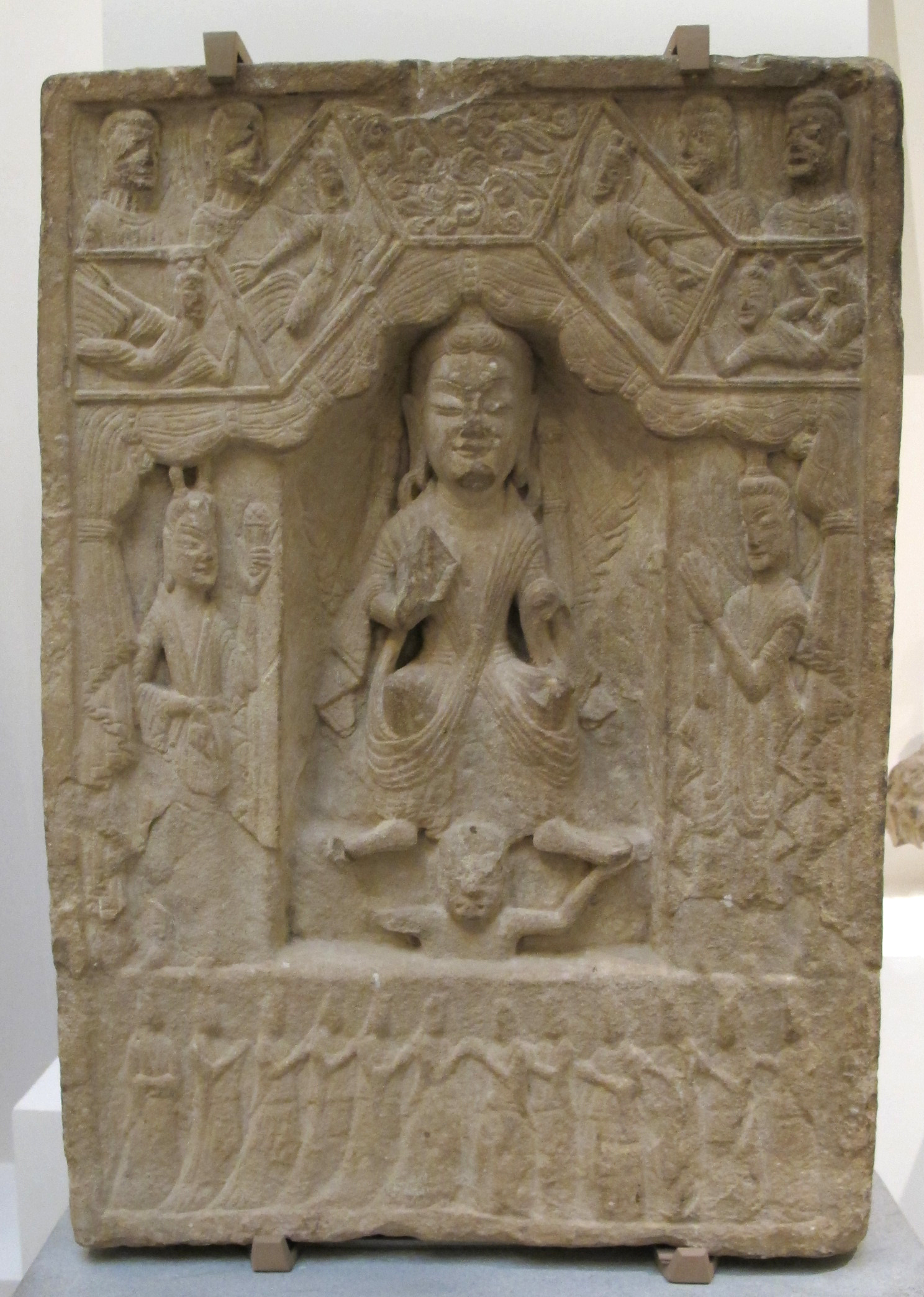
Stèle de la période des Wei du Nord représentant l'apothéose du Bouddha Maitreya.
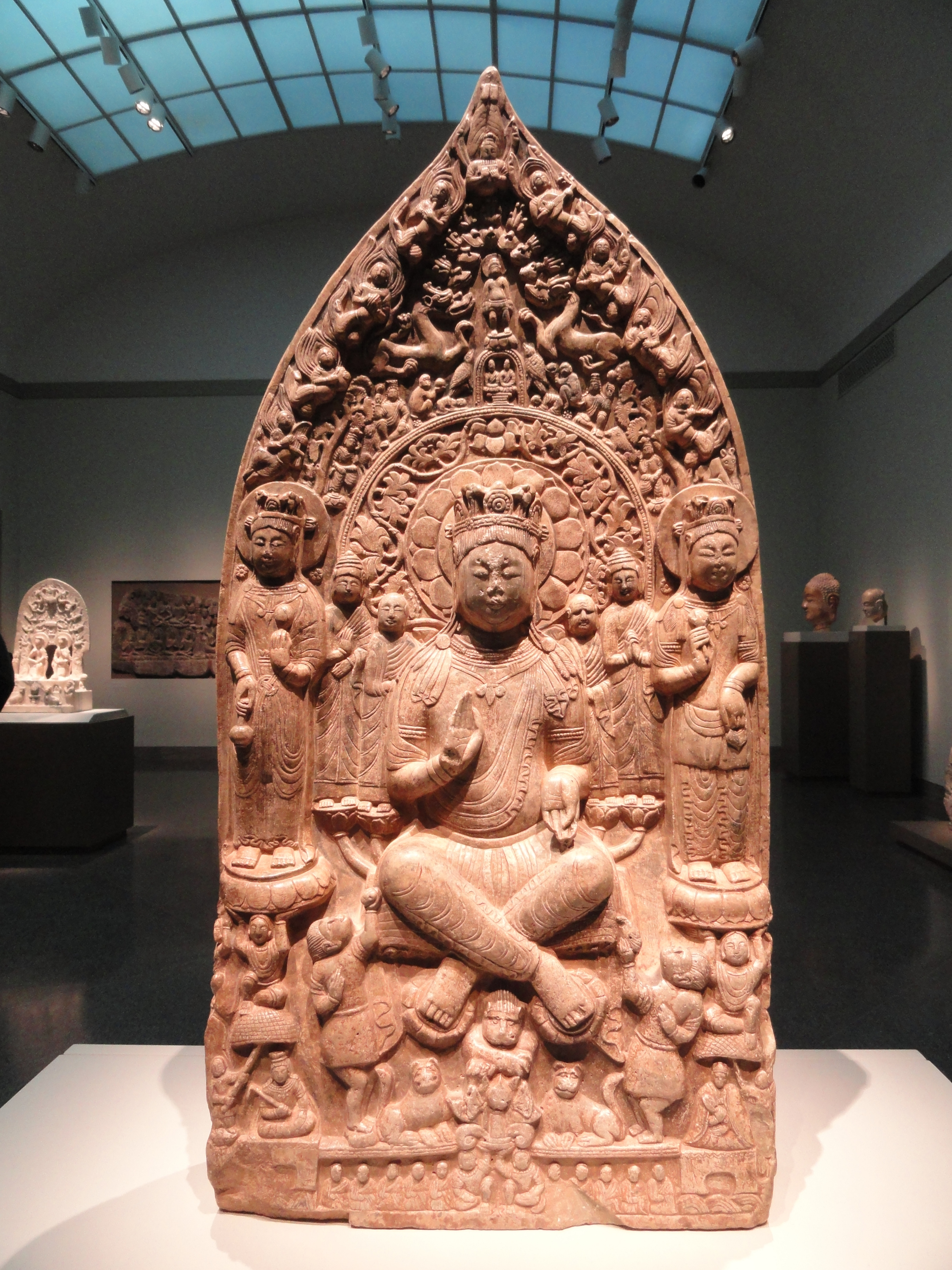
Stèle représentant le Bouddha Maitreya, période des Zhou septentrionaux, Freer Gallery of Art.

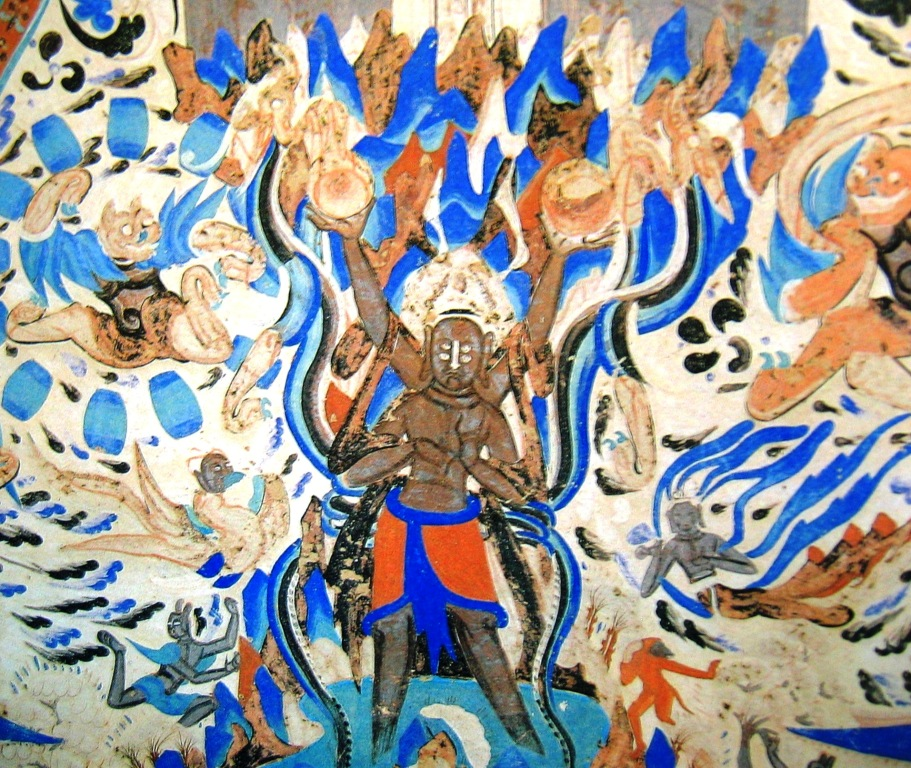
Détail de la peinture sur le plafond de la grotte no 249 de Mogao : démon-asura à quatre yeux et quatre bras surgissant du Grand océan. Début VI.

Proche de la statuaire sur pierre, l'art des bronzes dorés reprend les mêmes thèmes, le métal accentuant cependant les effets produits par les halos, flammes et auréoles entourant les personnages sacrés. D'autres objets bouddhistes répandus étaient les miroirs portant des représentations du Bouddha, dérivés de l'art taoïste dans lequel les figures étaient celles de la Reine-Mère de l'Ouest et le Roi-Père de l'Est.
La peinture est une autre forme d'art qui se développa dans les milieux bouddhistes, en lien avec le développement de l'art de la peinture et des réflexions sur l'esthétique qui eurent lieu durant le haut Moyen-Âge chinois, plusieurs des grands peintres de cette époque étant influencés par les idées bouddhistes et réalisant des représentations religieuses bouddhistes (Gu Kaizhi, Zhang Sengyou, Cao Zhongda). Les écrits évoquent surtout la qualité des peintures des temples urbains, qui ont disparu avec les édifices, donc les seules peintures bouddhistes connues pour cette époque sont celles préservées dans des sanctuaires rupestres. L'ensemble le plus remarquable, provenant des tombes de Mogao (Gansu), présente des œuvres dont les plus anciennes remontent au Ve siècle. Elles ont souvent pour sujet les vies du Bouddha (jataka), mais aussi d'autres personnages issus de la mythologie indienne (démons, dieux cosmiques, notamment Vishnu, etc.), représentant des scènes complexes sur de vastes panneaux dont l'organisation est très réfléchie, reprenant les éléments caractéristiques de l'iconographie bouddhiste issue des arts d'Inde et de Sérinde.
Enfin, les sites monastiques du Nord virent à partir du VIe siècle l'apparition de copies de textes sacrés du bouddhisme sous la forme d'inscriptions sur pierre, sur des stèles ou sur des rochers, ce qui renvoie du point de vue artistique à l'essor de la calligraphie à cette époque (voir plus bas), et du point de vue religieux à l'efficacité symbolique attribuée aux textes sacrés, qui complètent alors le rôle similaire des images. La plus célèbre est celle, monumentale, reprenant une partie du Sûtra du Diamant en caractères du style des scribes sur un rocher du Mont Tai.

### Croyances et rites taoïstes

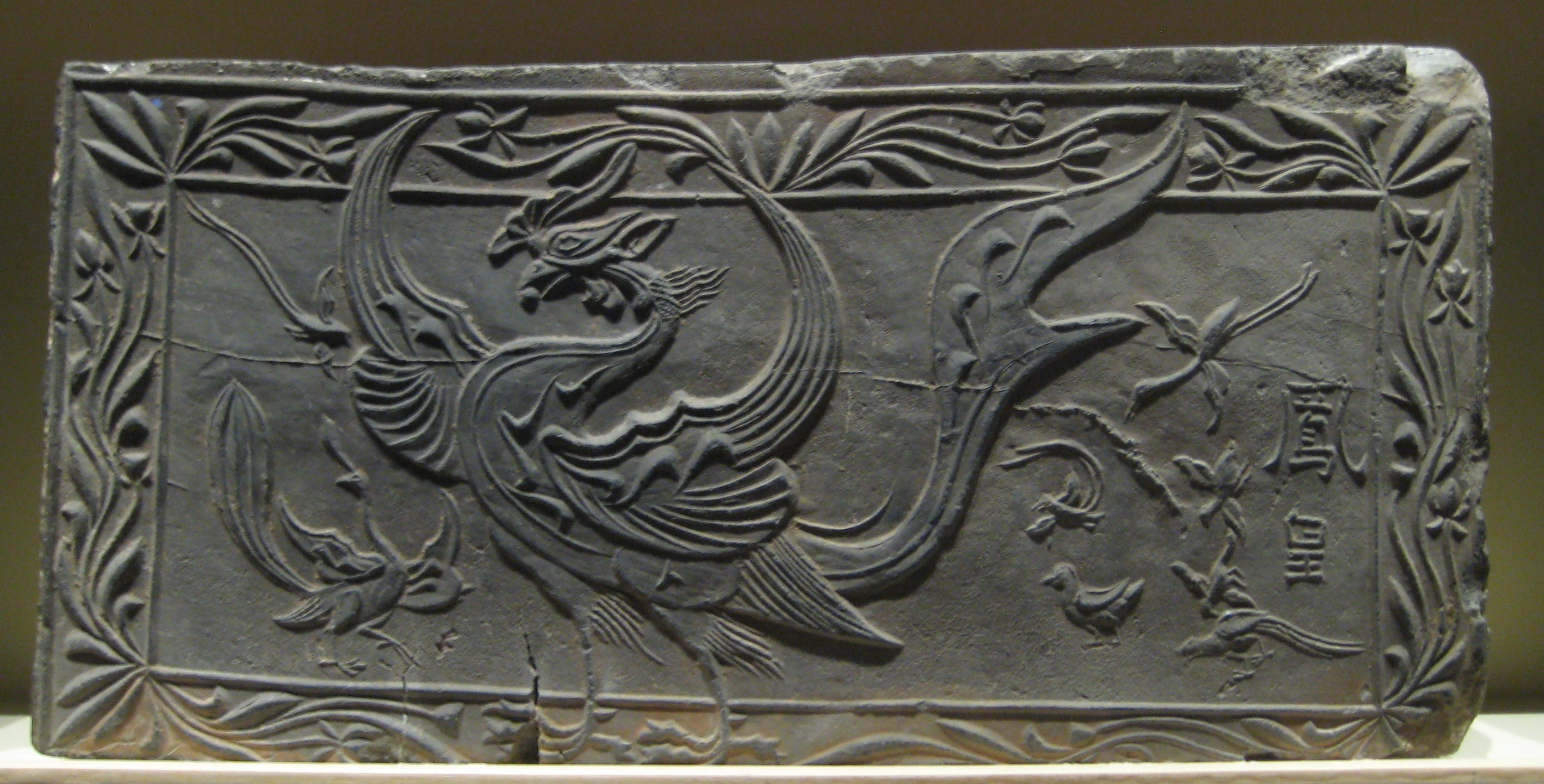
Bas-relief sur brique funéraire représentant un phénix, Dengxian (Henan), dynasties du Sud (420-589), musée national de Chine.

#### Divinités et Immortels

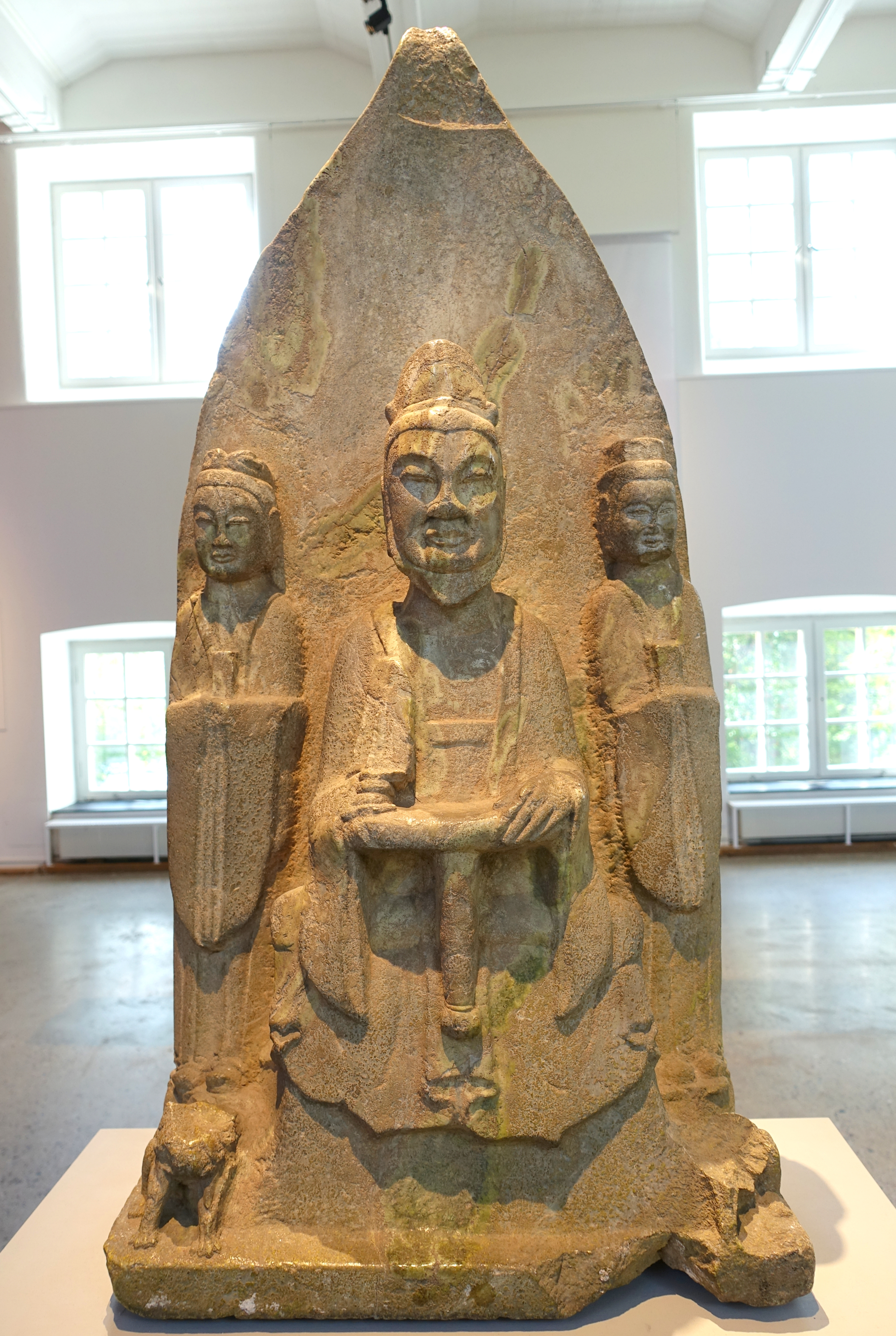
Stèle représentant Laozi entouré d'acolytes, période des Wei du Nord (début VI), Musée des Antiquités orientales de Stockholm.

Le taoïsme doit son nom à son concept central, le tao (ou dao), terme que l'on peut traduire par « voie » ou « sentier », principe cosmique présidant à la création, au maintien et aux mutations de toute chose, maintenant donc l'Univers dans une sorte d'état de fluidité. Suivant les idées de Laozi, c'est le « non-agir » qui est l'attitude à adopter, c'est-à-dire ne rien faire qui soit susceptible de contrarier les mouvements naturels du tao. L'état recherché par les croyants du taoïsme est l'immortalité, statut dans lequel l'individu est devenu un être parfait vivant en harmonie avec le tao (un zhenren, « homme vrai »). Les Immortels ont transformé leur esprit et leur corps de façon à la rendre éternelle, parcourent les différentes parties de l'Univers librement, tout en préférant vivre dans des lieux reculés (montagnes sacrées, grottes, îles lointaines, etc.). Une foule de divinités célestes et terrestres, issues du groupe des esprits vénérés depuis les plus anciens temps de la Chine, assistent les fidèles dans leur quête d'immortalité. Le taoïsme religieux croit en un monde céleste peuplé d'esprits organisés de façon bureaucratique renvoyant à celle existant dans le monde terrestre, chacun jouant des rôles précis. Dans les faits, chaque courant a son propre panthéon, comportant notamment une figure suprême créatrice : le « Grand Homme du Dao et du De » (Daode zhangren) chez les Maîtres célestes, le « Vénérable céleste du Commencement originel » (Yuanshi tianzun) chez les adeptes du Lingbao. La divinité la plus populaire du taoïsme à cette période est la Reine Mère de l'Ouest (Xiwangmu), résidant dans les montagnes occidentales du Kunlun, à la charnière du Ciel et de la Terre. Laozi qui a été divinisé est également une figure importante du panthéon taoïste. Les moines taoïstes participent au développement du culte de nombreux saints locaux, qui sont en principe des humains au destin exceptionnel ayant été divinisés après leur mort, en particulier les divinités liées à des villes.
L'art d'inspiration taoïste était très lié à l'art bouddhiste, dont il ne se détache vraiment pour être autonome qu'à partir de la période Tang. Il consistait notamment en des miroirs représentant des Immortels, la Reine-Mère de l'Ouest, ou son pendant masculin le Roi-Père de l'Est (Dongwanggong). Les représentations de Laozi se répandirent à partir du Ve siècle, notamment sur des stèles sur lesquelles il est représenté suivant l'inspiration du Bouddha, mais identifiable par sa moustache ou sa barbe ainsi que son chapeau de prêtre taoïste. Il y est accompagné d'autres figures taoïstes majeures, comme Zhang Daoling le fondateur légendaire des Maîtres célestes ou l'Empereur de jade.

#### Les rituels des courants taoïstes
Les pratiques religieuses des adeptes du taoïsme visaient à prolonger leur existence et leur faire atteindre l'immortalité. Chez les Maîtres célestes s'était mise en place une liturgie reposant sur des réunions collectives au cours desquelles étaient récités des textes sacrés, des repas en commun ou des jeûnes. Durant l'un des plus importants, le « Jeûne de boue et de charbon », appelé ainsi car les pratiquants en étaient recouverts, et devaient demander pardon pour leurs pêchés. D'autres jeûnes prônaient l'abstinence en grains, ou la limitation de l'alimentation carnée. Les Maîtres célestes pratiquaient également des rites de nature sexuelle, durant lesquels un couple s'unissait suivant diverses positions censées avoir une symbolique cosmologique, le tout devant permettre l'union des énergies mâles et femelles. Ces pratiques furent également importantes dans la tradition de Ge Hong, mais furent rejetées par les adeptes du Shangqing, qui à l'inverse pratiquaient l'abstinence, et furent expurgées du rituel des Maîtres célestes par Kou Qianzhi. Les courants liés aux écrits de Ge Hong, au Shangqing et au Lingbao avaient développé diverses pratiques gymniques et respiratoires visant à expulser les énergies négatives du corps, par la maîtrise du corps et du souffle, et parfois des massages. Dans certains rituels, le corps humain avait été assimilé à un corps céleste, chacune de ses parties disposant de divinités qu'il fallait visualiser au cours de méditations, en récitant également des formules de textes sacrés. Enfin, d'autres pratiques visant à obtenir la longévité étaient de type alchimique : on réalisait un élixir qu'il fallait ingérer au cours d'un rituel.

### Religion et politique

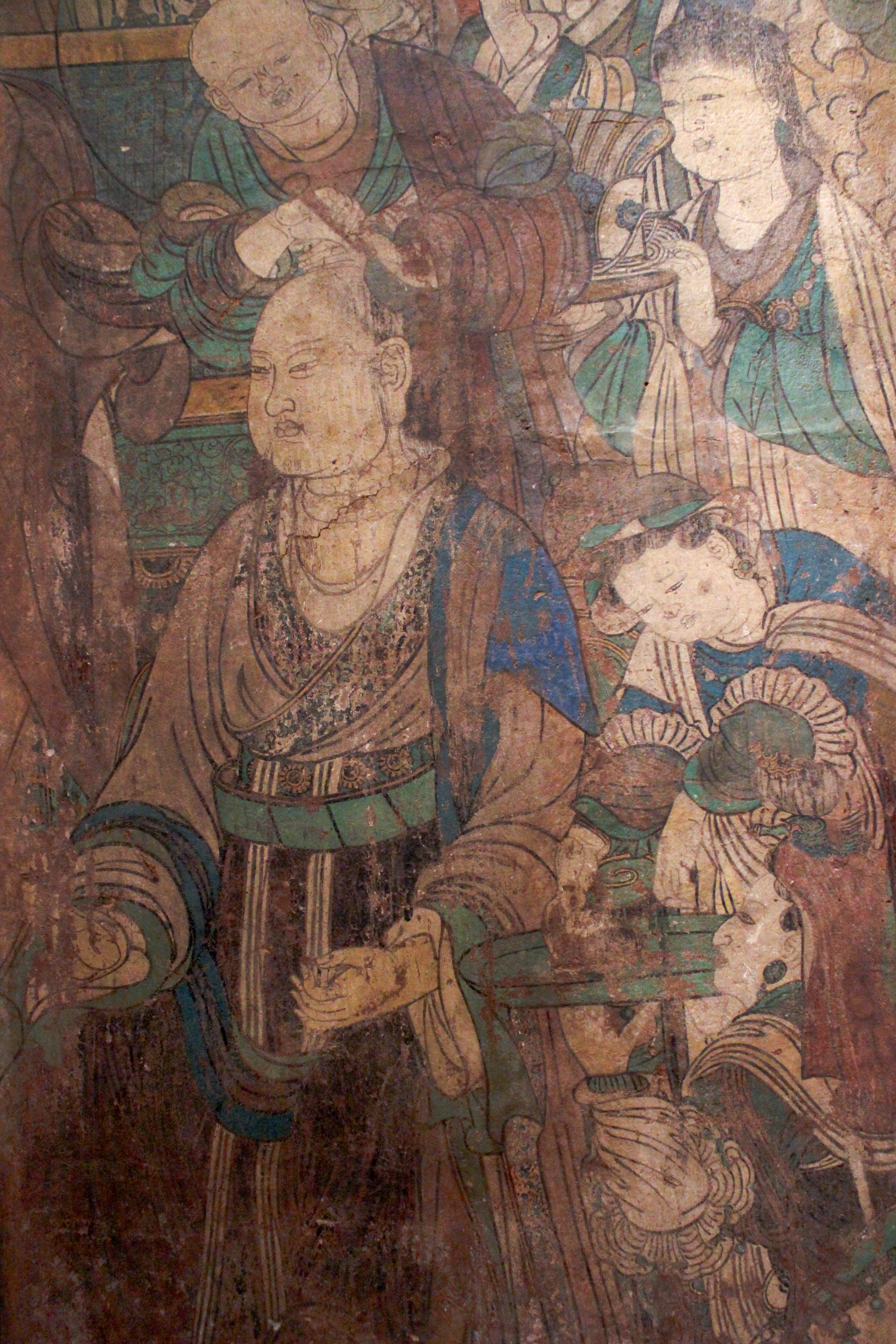
L'entrée de l'empereur Wu des Liang dans la communauté bouddhique. Peinture murale de la période Ming.

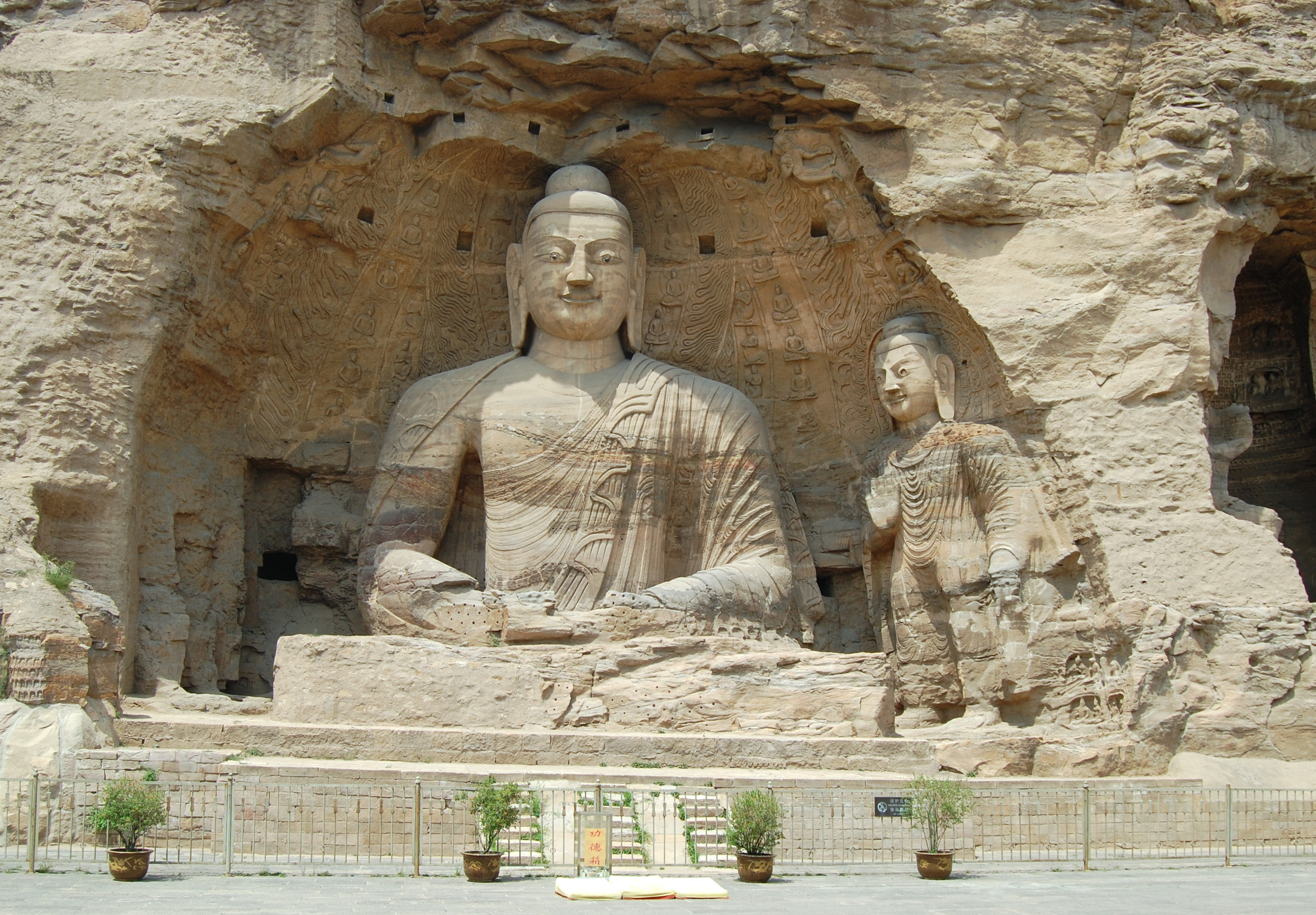
Bouddha et bodhisattva de Yungang (Shanxi), résultat du patronage du bouddhisme par les Wei du Nord.

Les liens de ces deux religions avec les autorités politiques furent à plusieurs reprises fluctuants. Le bouddhisme méridional en particulier devait beaucoup à la bienveillance des cours impériales, depuis l'époque des Wu. Xiaowu des dynasties Song fut un fervent dévot, qui alla jusqu'à ériger un monastère bouddhiste dans l'enceinte même de son palais. Wu des Liang fut quant à lui reconnu comme un « bodhisattva impérial », et s'inspira du modèle du roi indien Ashoka, grand promoteur du bouddhisme. Il prit plusieurs fois la plume pour défendre cette religion (dans la controverse sur la destructibilité de l'esprit), et fit mettre à mort le confucéen Xun Ji qui avait émis des critiques virulents contre les moines bouddhistes. Les Wei du Nord firent également du bouddhisme leur religion officielle à leurs débuts, intégrant les moines dans l'administration de leur État. L'importance des monastères bouddhistes, disposant de grandes propriétés et très autonomes vis-à-vis du pouvoir impérial et en même temps très influents dans les hautes sphères du pouvoir suscita des attaques de la part de leurs rivaux. Chez les Wei du Nord, les taoïstes Kou Qianzhi et Cui Hao, qui eurent l'oreille de l'empereur Tuoba Tao/Taiwudi qui proclama en 446 des mesures de persécution du bouddhisme, au profit du taoïsme du premier, qui fut érigé en religion d’État. Mais cela fut de courte durée, puisque l'empereur suivant refit de la religion indienne la religion impériale, et patronna la construction des Bouddha et Bodhisattva colossaux de Yungang, près de sa capitale. Par la suite, les Wei du Nord furent de généreux donateurs envers les temples bouddhistes, qu'ils dotèrent en terres et en prisonniers de guerre pour les travailler, firent ériger de nombreux lieux de culte, mais tentèrent également d'encadrer encore plus le clergé tout en cherchant (sans succès) à limiter son nombre, ce qui était particulièrement préjudiciable pour leurs finances en raison des exemptions fiscales dont bénéficiaient les institutions religieuses. Une autre phase de persécutions du bouddhisme eut lieu sous le règne de Wudi des Zhou du Nord entre 575 et 578, dévastatrice mais sans grande conséquence à long terme car cette religion reçut peu après un soutien fervent de la part de Wendi des Sui (581-604).

### Rites, archéologie et art funéraires
Les croyances et pratiques funéraires ont certes été influencées par l'introduction du bouddhisme en Chine, mais de façon marginale si on compare ce champ du religieux aux autres. Le culte des ancêtres traditionnel n'est pas bouleversé, et continue de jouer un rôle majeur dans la religion des Chinois. Dans la continuité des pratiques de l'époque des Han, les élites construisaient des tombes souterraines à plusieurs chambres conçues comme des résidences post-mortem dont les murs pouvaient être remarquablement décorés, et qui étaient garnies d'un matériel funéraire très diversifié (figurines, vaisselle, armes, etc.). L'étude des sépultures fait également ressortir la force des traditions régionales.

#### Croyances et rites funéraires
Suivant les croyances traditionnelles chinoises, les esprits des défunts se rendaient après leur mort dans des contrées lointaines, dans l'idéal auprès de divinités majeures comme la Reine-Mère de l'Ouest. Leurs tombes étaient donc garnies de différents objets destinés à faciliter leur passage dans l'au-delà, ainsi que de différents objets protecteurs (voir plus bas). Les vivants organisaient un culte aux ancêtres de leur lignage dans le but de préserver de bonnes relations avec leurs esprits, qui pouvaient encore interagir avec eux. Les cimetières s'organisaient de ce fait suivant une logique lignagère. Le calendrier liturgique était marqué par une importante fête funéraire, le Qingming, durant lequel on nettoyait les tombes des ancêtres familiaux et on leur destinait d'importantes offrandes avant de faire des banquets. L'absence de cette fête dans les textes rituels traditionnels fit qu'on tenta de l'interdire sous les Wei du Nord, mais cela ne fut pas possible en raison de sa popularité. Le culte ancestral était particulièrement important dans la famille impériale, qui disposait en principe d'un temple ancestral dans sa capitale, établi lors de chaque changement de dynastie de façon à raffermir la légitimité de celui qui avait conquis le pouvoir. Y étaient accomplis des rituels d'inspiration confucéenne, les lettrés traditionalistes chinois conservant un grand rôle dans ce domaine.
L'introduction du bouddhisme et de la croyance en un cycle de réincarnations impliquait un changement de croyances, mais les pratiques furent adaptées à la mentalité chinoise qui s'accommodait mal d'une rupture avec les ancêtres : il était considéré que les rites accomplis par les vivants pouvaient non seulement concourir à leur propre bien-être mais aussi à celui de leurs ascendants, et on pensait leur assurer de meilleures vies futures en accomplissant des offrandes en leur nom. À cette époque, une des principales fêtes populaires bouddhistes était d'ailleurs destinée aux morts. De nombreux objets votifs bouddhistes indiquent cette fusion des croyances, portant des inscriptions commémorant les ancêtres du lignage des dédicants. Les éléments traditionnels chinois (taoïstes) restent cependant les plus répandus dans l'imagerie des tombes, ceux renvoyant au bouddhisme ne se développant que tardivement.

#### Les tombes

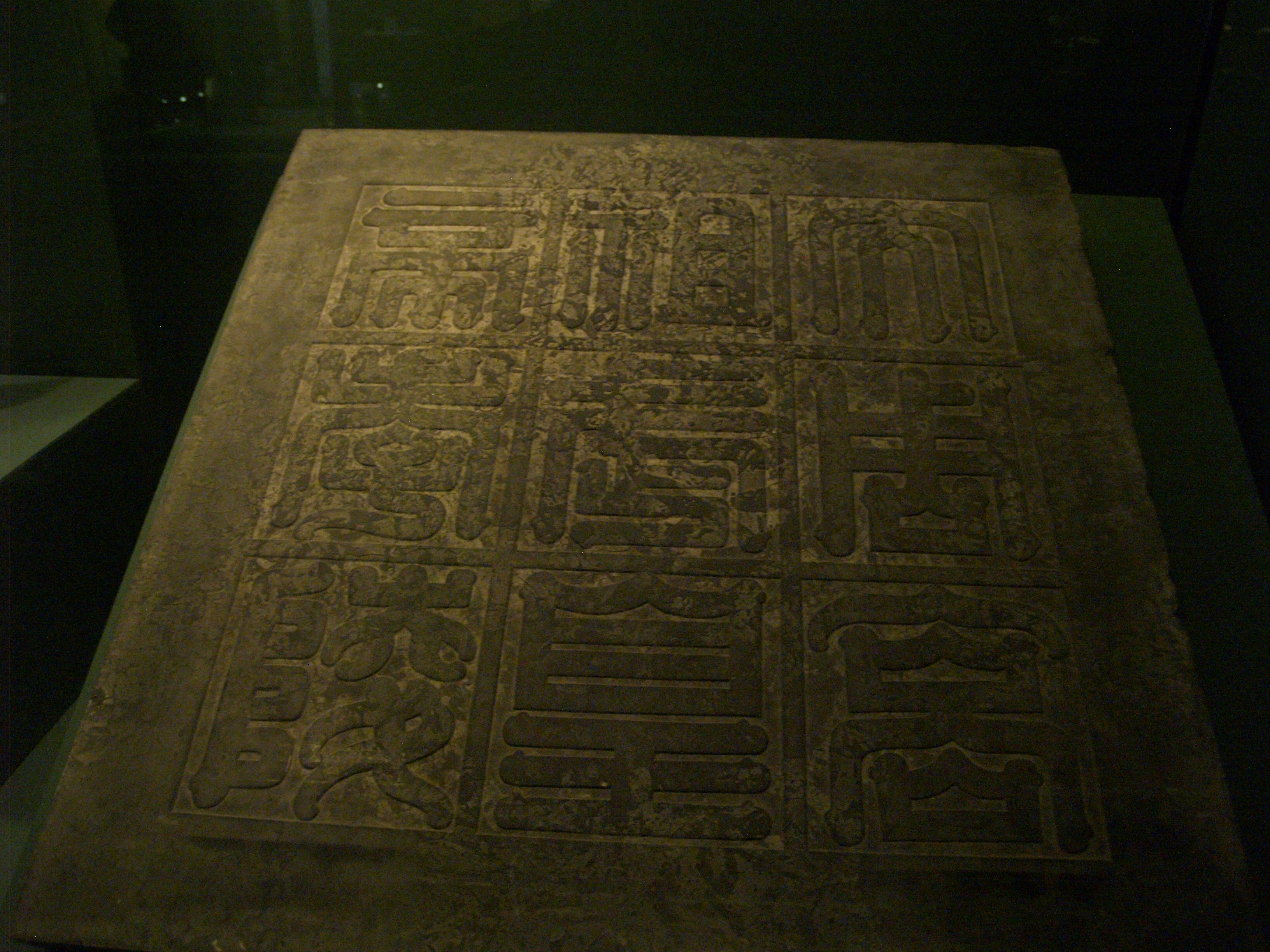
Épitaphe de la tombe de Yuwen Yong, l'empereur Wu (560-578) des Zhou du Nord, exhumée à Xiaoling (Shaanxi), musée d'Histoire du Shaanxi.

La majorité des découvertes archéologiques de la période des dynasties du Sud et du Nord sont des tombes, provenant pour la plupart du milieu des élites. Les tombes des gens du commun étaient de simples fosses, avec une structure en briques pour les plus aisés, qui ont laissé peu de traces. Les tombes aristocratiques étaient les héritières des modèles mis en place sous les Han puis poursuivies durant les premiers temps du haut Moyen-Âge chinois, à savoir des sépultures souterraines (hypogées), avec une structure en briques, organisées autour d'une ou deux chambres (le cas échant reliées par un couloir intérieur), et ouvertes sur l'extérieur par une vaste rampe. À partir du Ve siècle, les types de tombes les plus courants disposent d'une seule chambre, et leur plafond est généralement voûté. Il en existait de très nombreuses variantes, dont des types régionaux ont pu être mis en évidence. Autour de Luoyang à l'époque des Wei du Nord, il s'agit généralement de chambres à base carrée au plafond en forme de dôme, dont les murs étaient apparemment souvent plâtrés et peints. Après la division du royaume, les tombes des Wei occidentaux et des Zhou septentrionaux suivent ce modèle, tandis que celles des Wei orientaux et Qi septentrionaux prirent une forme arrondie, avec des dômes souvent plus élevés, parfois avec un sommet aplati. Autour de Jiankang, les tombes ont souvent un plafond en forme de voûte en berceau, avec un espace d'entrée élargi par rapport aux périodes précédentes. Dans la région du Moyen Yangzi, elles prennent une forme ovoïde à la période tardive.
Les tombes des empereurs et de leur famille se distinguaient par leur vaste taille. Celles des débuts des Wei du Nord localisées à Youwu au nord du Shaanxi étaient situées dans un espace montagneux, et formaient vues de l'extérieur des monticules épousant la forme du paysage. Les tombes impériales du Sud sont disposées dans les alentours de la capitale Jiankang. Reprenant les traditions apparues sous les Han, elles se signalent de l'extérieur par la présence des « voies des esprits », passages menant à la tombe marqués par la présence de statues, surtout des chimères, ainsi que des piliers et des stèles ; de tels agencements ont pu exister au Nord, de grandes statues de guerriers gardant l'extérieur de certaines tombes impériales.

Éléments extérieurs des tombes impériales.
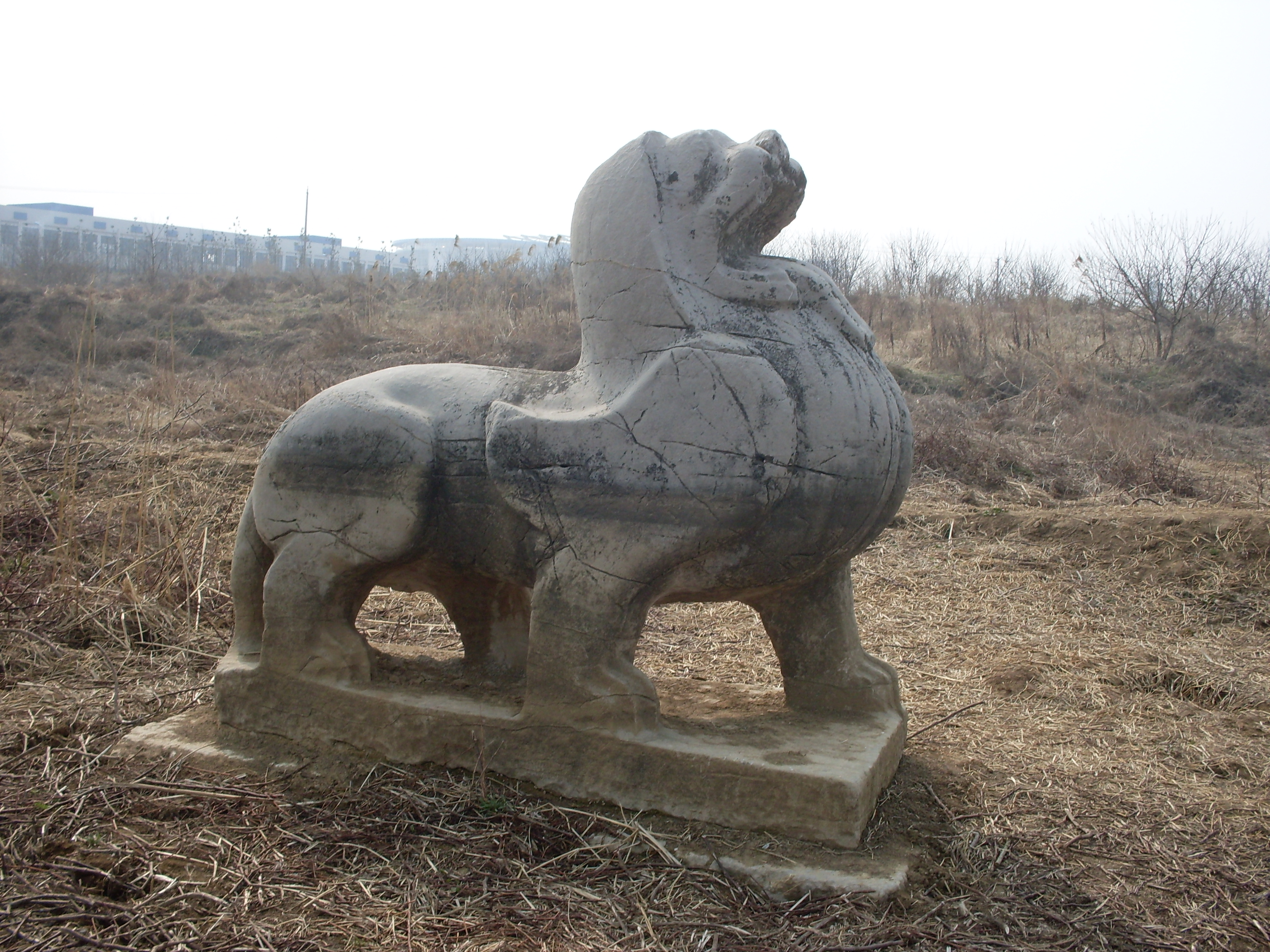
Chimère gardant l'entrée de la tombe de Xiao Zhengli, dynastie Liang.
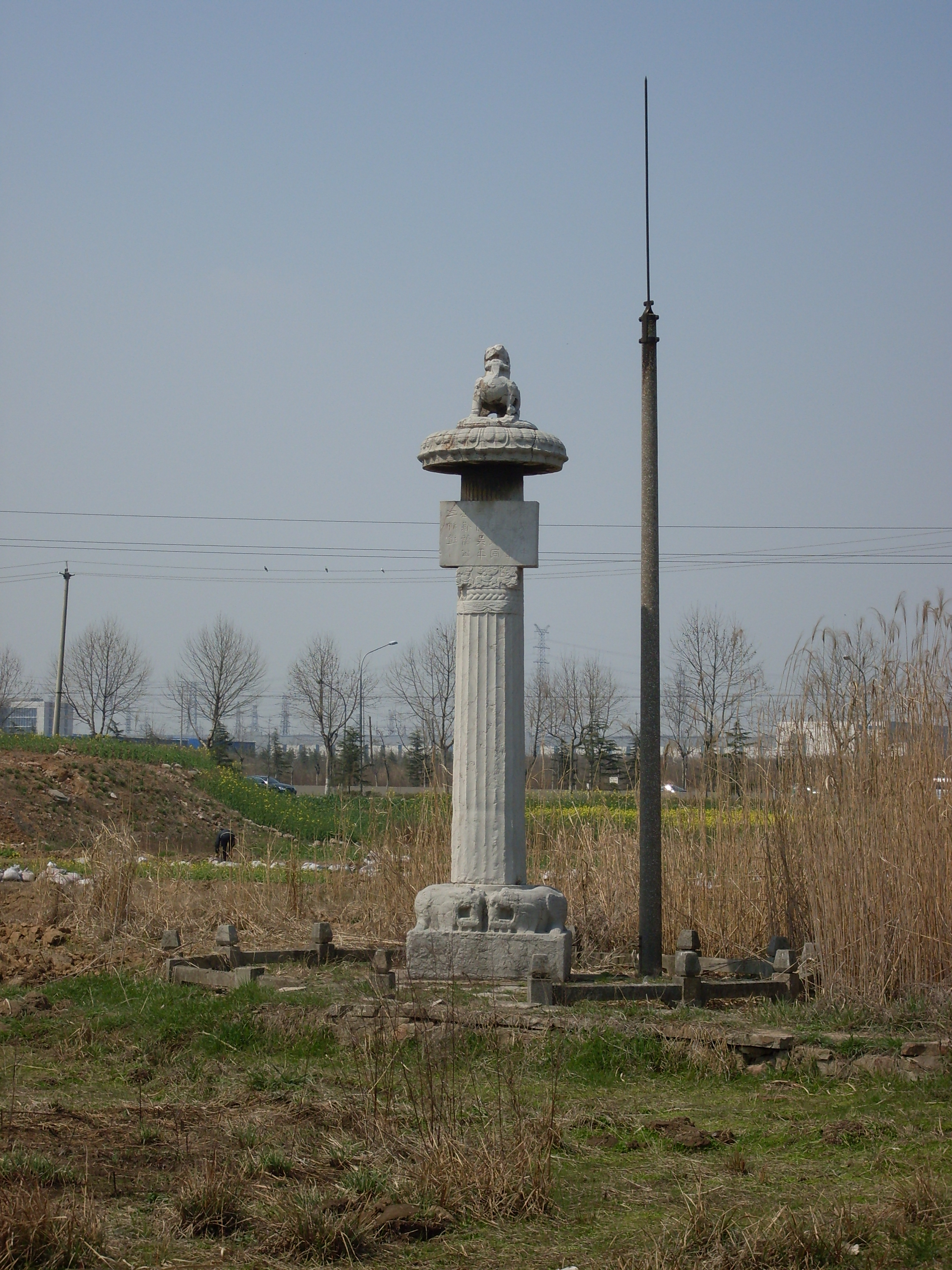
Pilier d'inspiration indienne à l'entrée de la tombe de Xiao Jing, dynastie Liang.
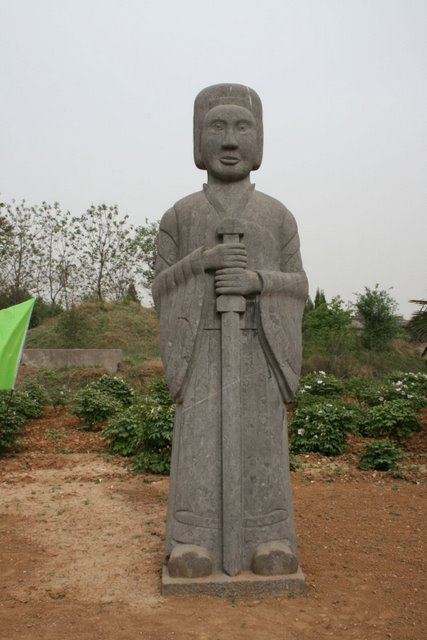
Statue de guerrier gardant l'entrée de la tombe de Xuanwu des Wei du Nord.

Les éléments architecturaux des tombes sont peu nombreux : des conduits d'aération dans les rampes d'accès, des conduits de drainage, dans la chambre funéraire parfois des plates-formes soutenant le cercueil, des niches comprenant sans doute une lampe destinée à brûler éternellement, des fausses fenêtres. Les cercueils, pour la plupart en bois, ont été peu conservés. Ils étaient généralement de forme trapézoïdale, avec le côté le plus large au niveau de la tête du défunt. Certains ont conservé des morceaux de décor de laque représentant des thèmes religieux. Des couchettes en pierre fermées par des dalles sculptées, servant de sarcophage, apparaissent vers la fin de la période au Nord et dans le Sichuan. Les offrandes funéraires étaient disposées sur des sortes d'autels en briques. Des stèles ou briques inscrites permettent parfois d'identifier le défunt et la date de son inhumation. La protection symbolique des tombes était assurée par des statues de gardiens de tombe disposées à l'entrée : des personnages humains, qui sont des guerriers ou des exorcistes, et de nombreux animaux hybrides (que les archéologues désignent comme zhenmushou), sortes de félins ou de chiens, certains avec une tête humaine, surtout attestés dans le Nord.

Gardiens de tombes des dynasties du Nord.
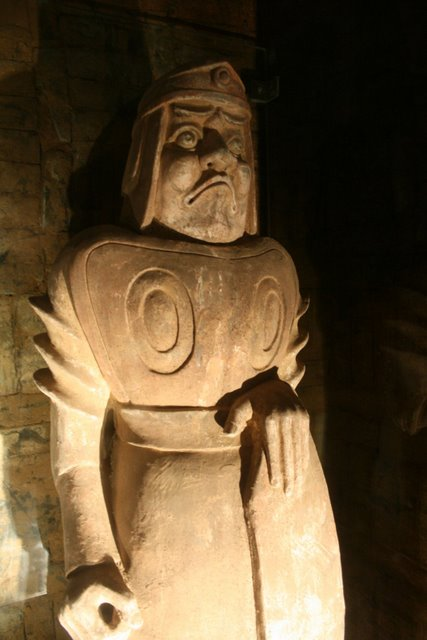
Personnage gardant la tombe de Xuanwu des Wei du Nord, près de Luoyang.
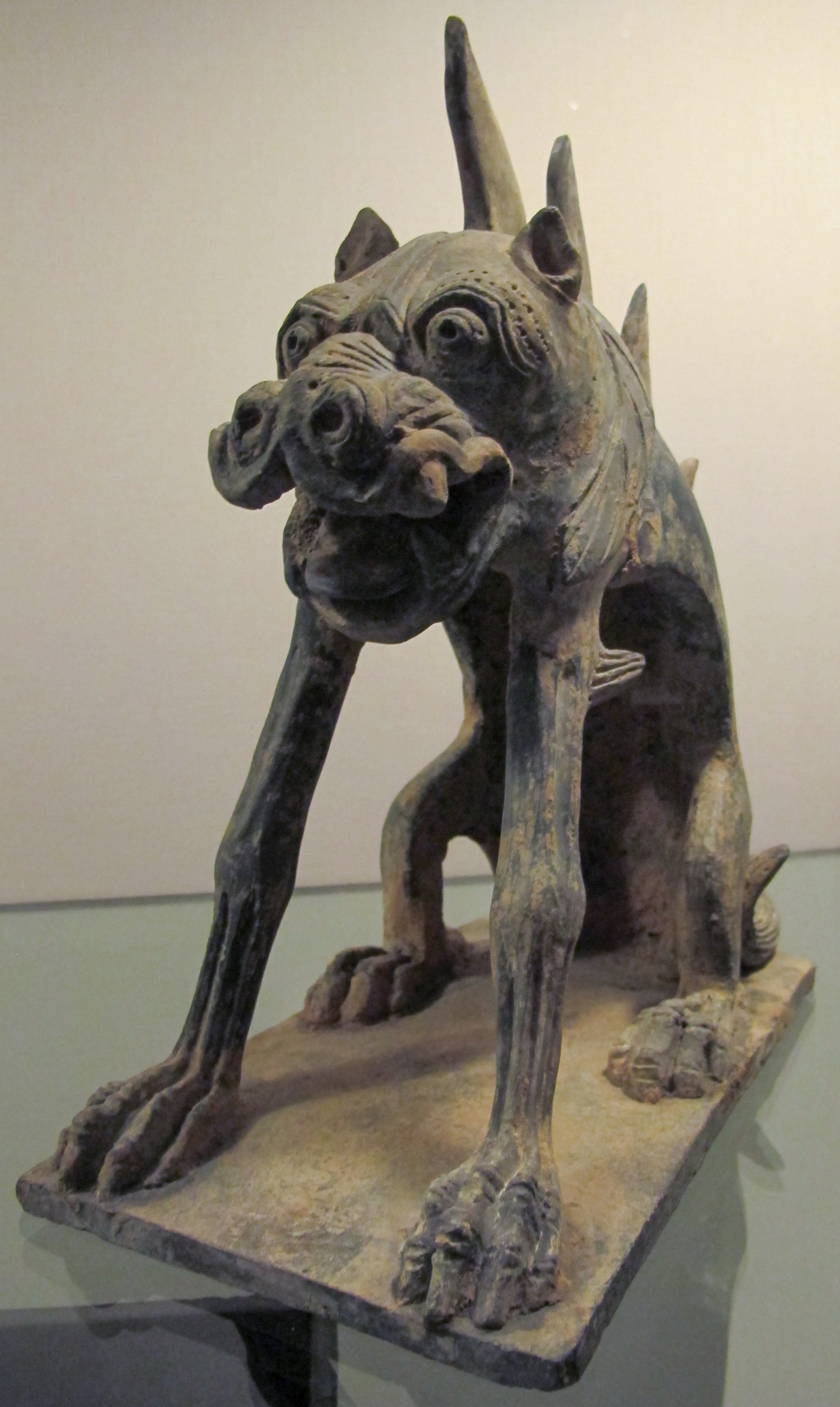
Animal gardien de tombe, période des Wei du Nord.
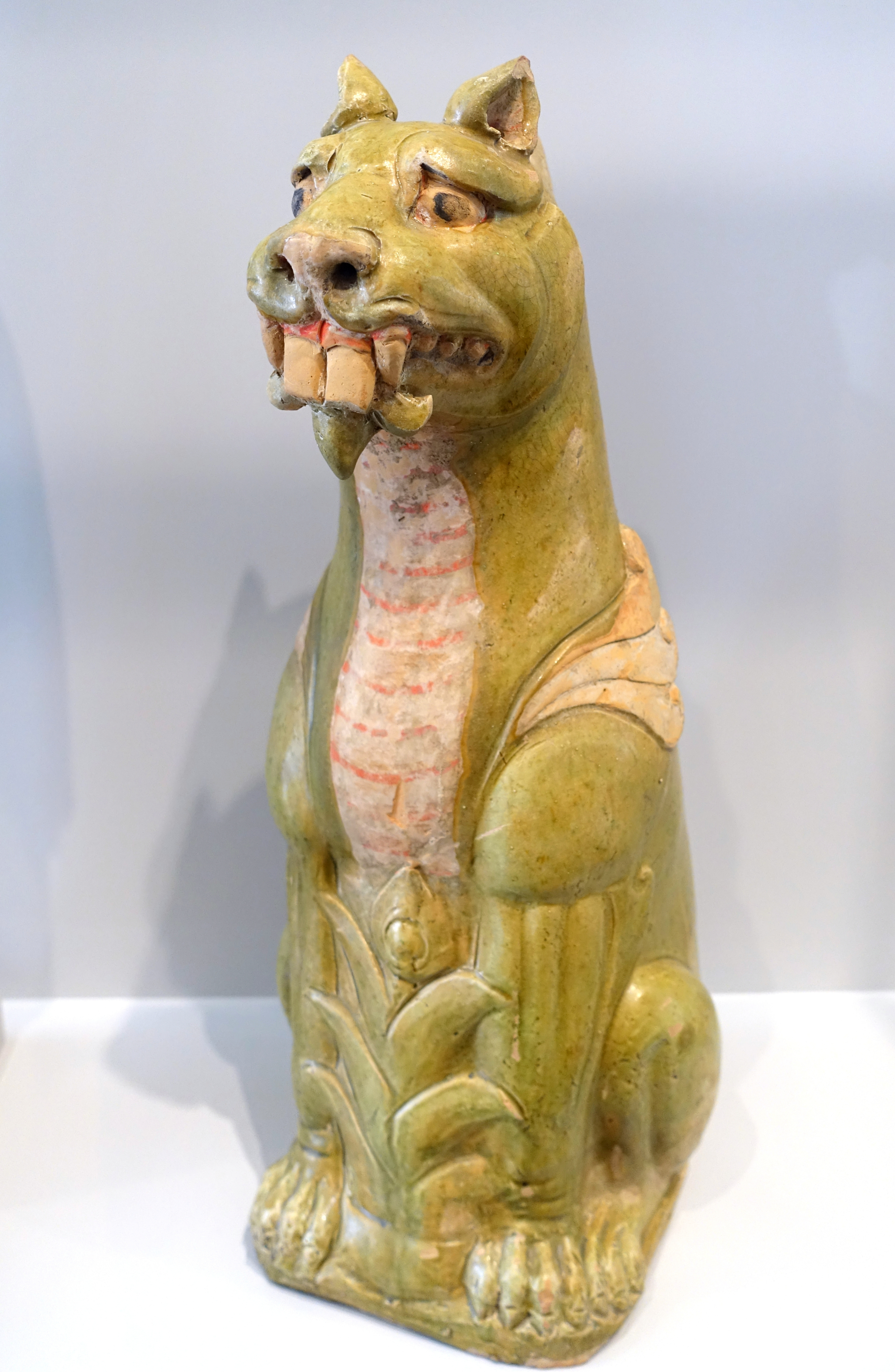
Lion gardien de tombe, céramique à glaçure, Qi du Nord/dynastie Sui.

Les murs des tombes méridionales se caractérisent par leurs décors de briques moulées représentant des animaux réels ou imaginaires (phénix, lions, tigres, etc.) des processions de chevaux et de chars, des scènes mythologiques, ou le motif des Sept Sages de la forêt de bambou. Au Nord, les briques peintes se retrouvent dans plusieurs tombes. Les décors les plus remarquables de la période sont cependant les vastes fresques sur enduit retrouvées dans des tombes du Nord de la seconde moitié du VIe siècle, en particulier celle du général Cui Fen (v. 550) à Linqu au Shandong, celle de Xu Xianxiu (v. 570) à Taiyuan au Shanxi, représentant des scènes de la vie aristocratique.

Décors des tombes aristocratiques
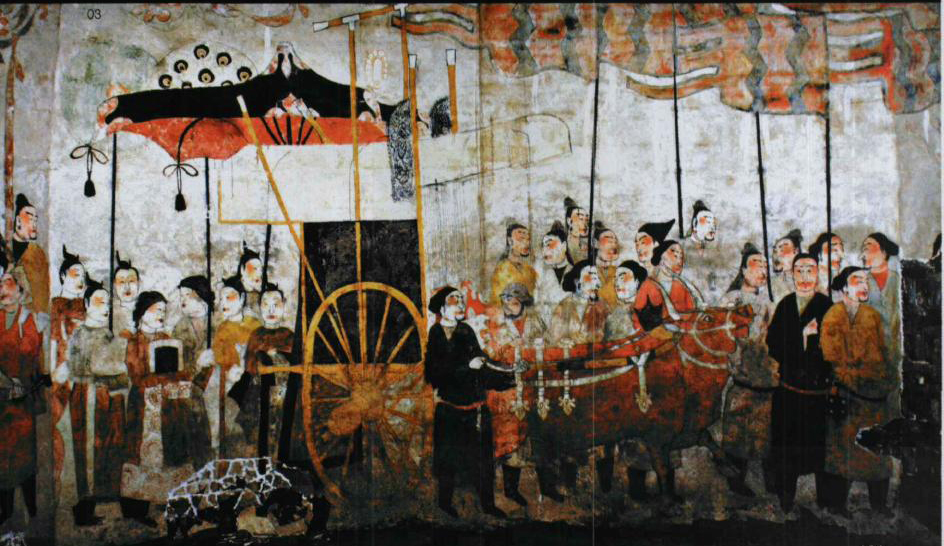
Peinture de procession dans la tombe de Xu Xianxiu des Qi septentrionaux.
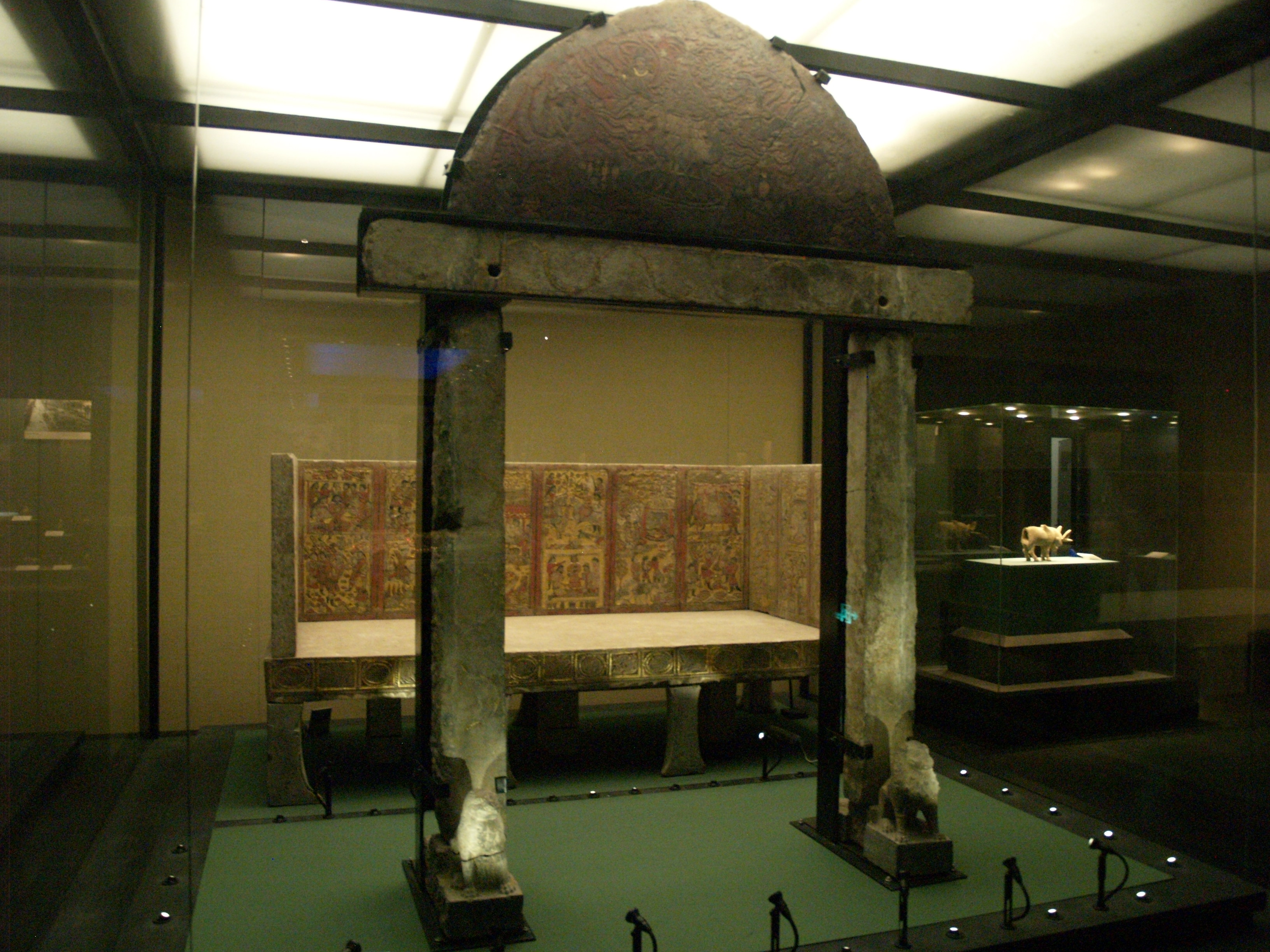
Porte et panneaux de la couchette funéraire muraux gravés et peints, tombe du marchand sogdien An Jia à Xi'an, période des Zhou septentrionaux, musée d'Histoire du Shaanxi.
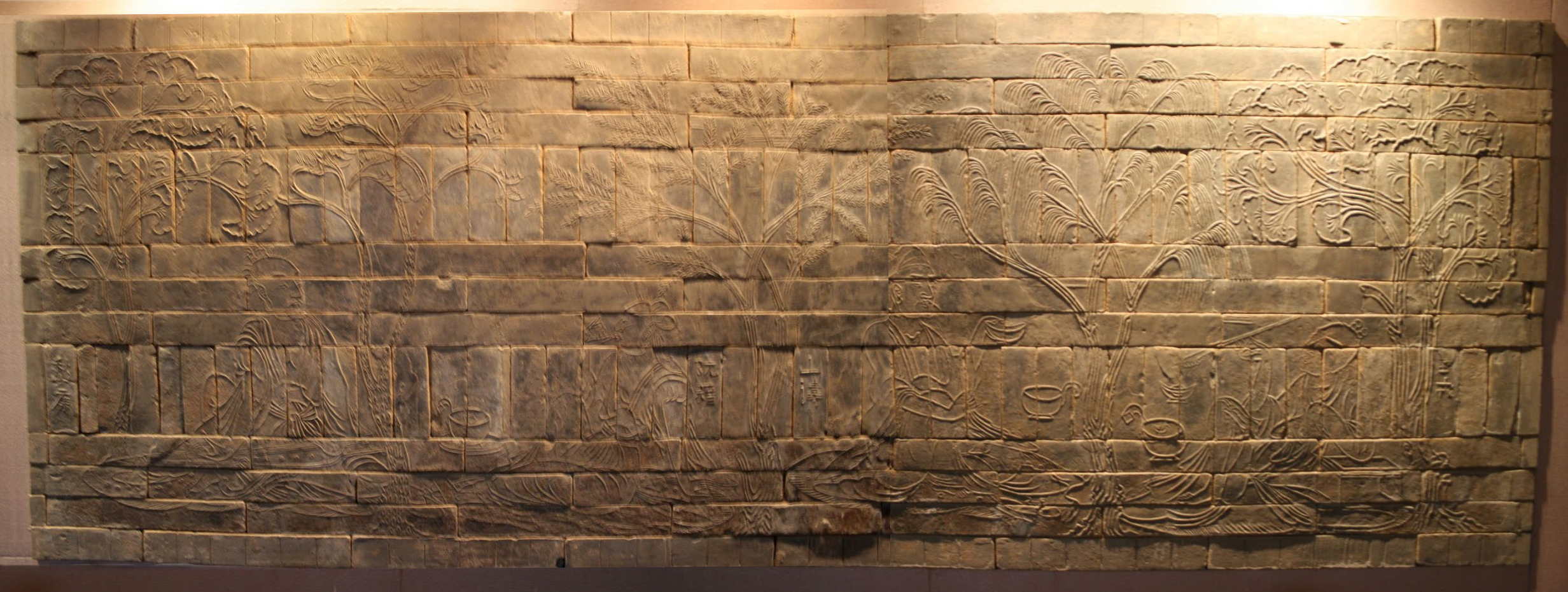
Briques moulées représentant les Sept Sages de la forêt de bambou, dynastie des Song du Sud, musée de Nankin.
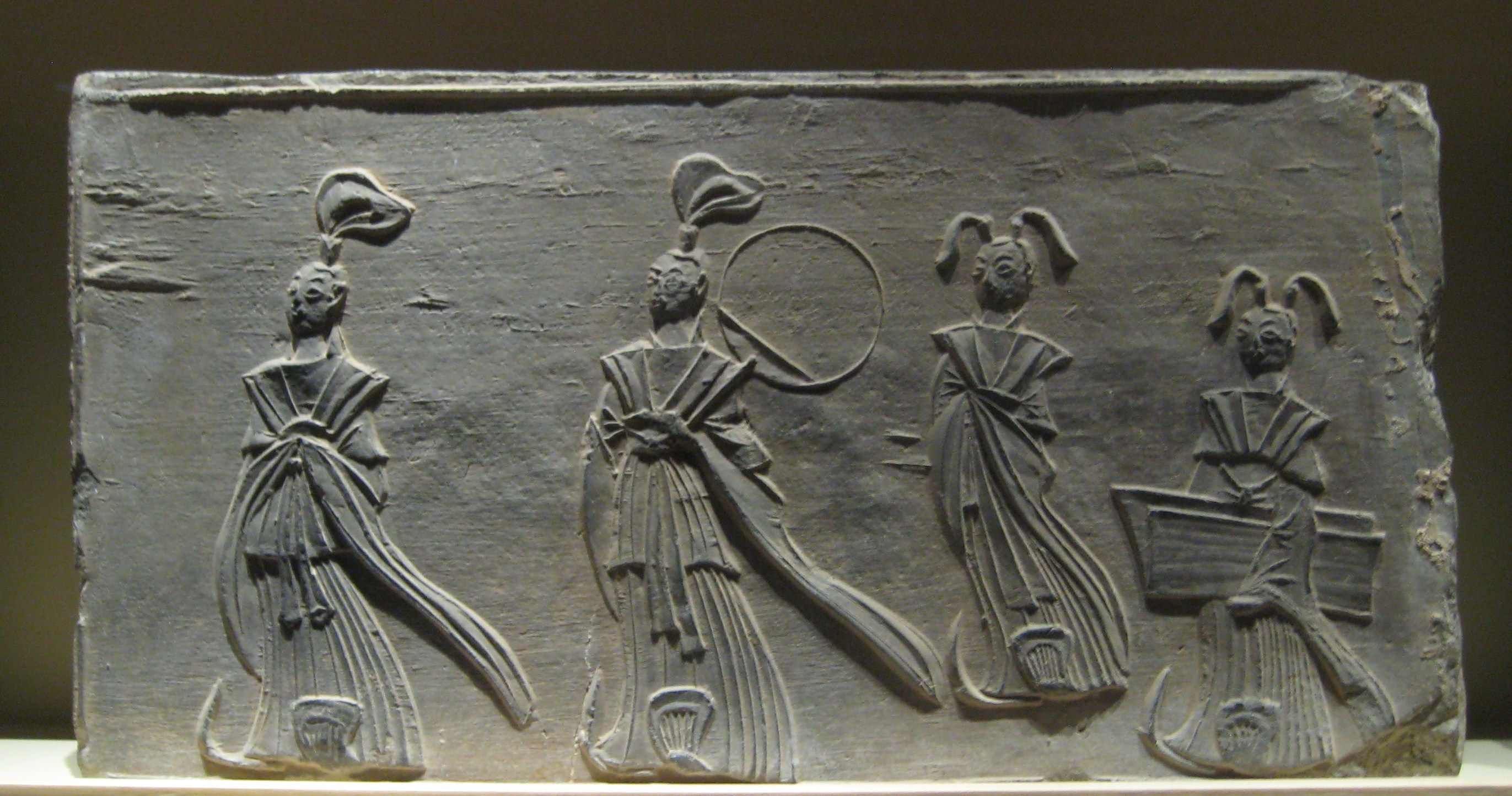
Brique moulée représentant deux lettrés suivis par des servantes, Dengxian (Henan), dynasties du Sud (420-589), musée national de Chine.

#### Le matériel funéraire
Le matériel funéraire déposé dans les sépultures était très varié. Les miroirs souvent placés au niveau de la tête des défunts avaient manifestement une fonction apotropaïque. Les pièces de monnaie courantes dans les sépultures du Nord ont peut-être eu un rôle similaire. Suivant les traditions plus anciennes, de nombreuses figurines de personnages et de modèles d'animaux ou de bâtiments devaient assurer le bien-être du défunt dans l'au-delà, se substituant à ses possessions terrestres, ou constituant des sortes de cortèges funèbres : guerriers, serviteurs, musiciens, danseurs, animaux, véhicules, installations agricoles, manoirs, etc. Ces figurines atteignent une qualité exceptionnelle sous les Wei du Nord, dont les nombreux soldats (cavaliers, archers, fantassins) ont une apparence très réaliste. On en trouve en revanche peu dans les tombes méridionales. Enfin, parmi les autres objets entreposés dans les sépultures aristocratiques se trouvaient de nombreux objets du quotidien : poteries, des armes, instruments de musique, des lampes, encriers, etc.

Matériel funéraire des dynasties du Nord.
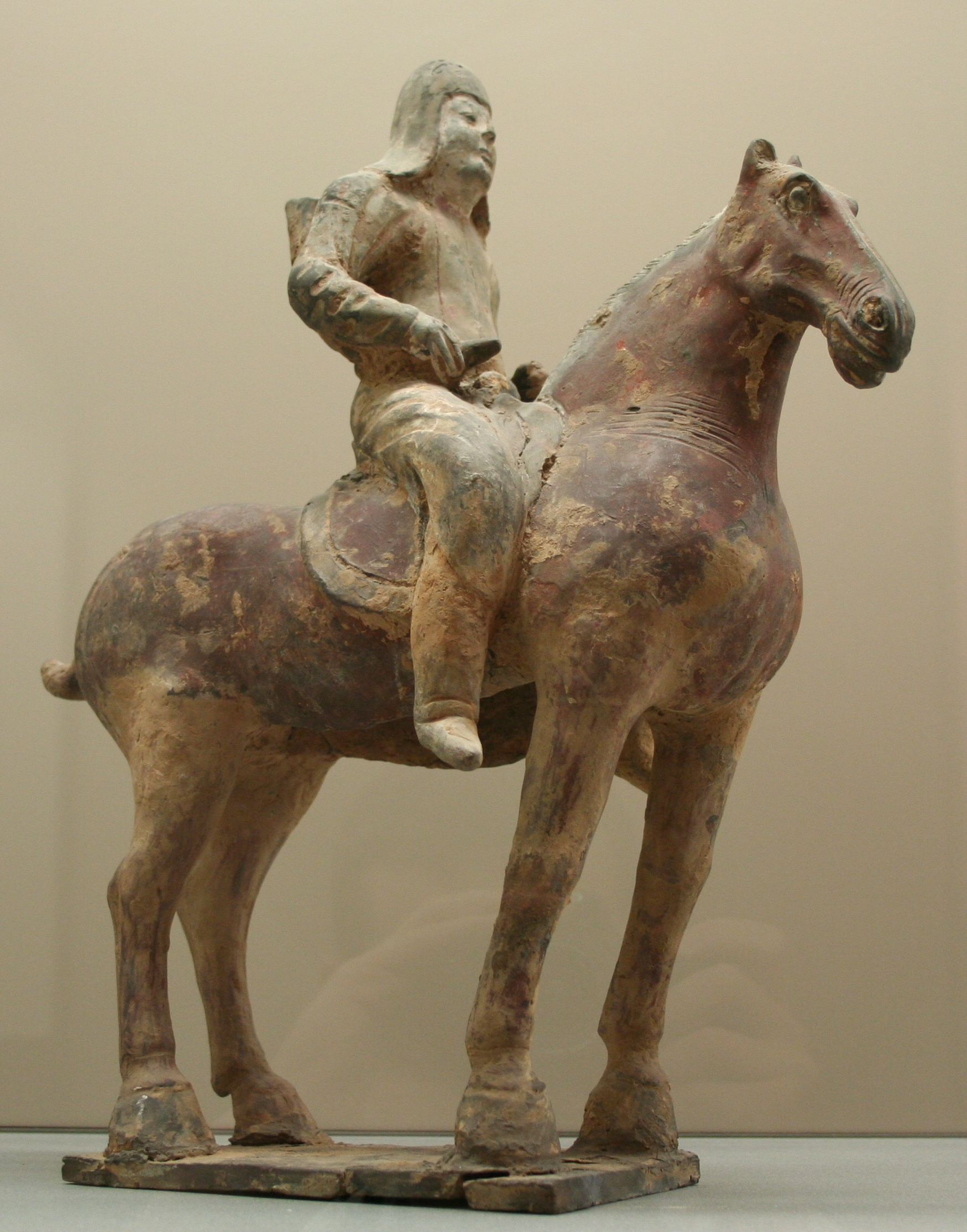
Cavalier, Wei du Nord, musée Cernuschi.
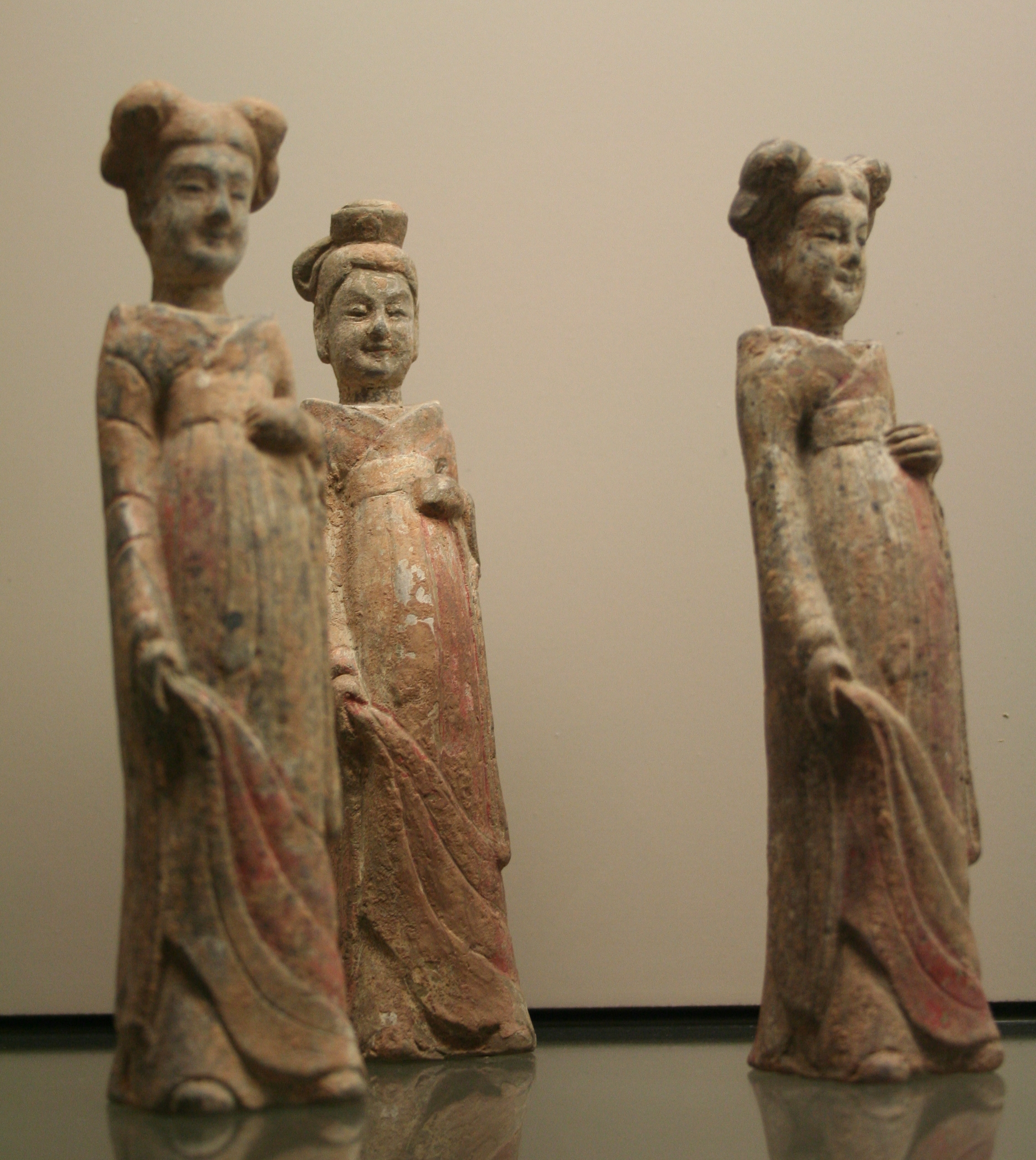
Trois servantes, Wei du Nord, musée Cernuschi.
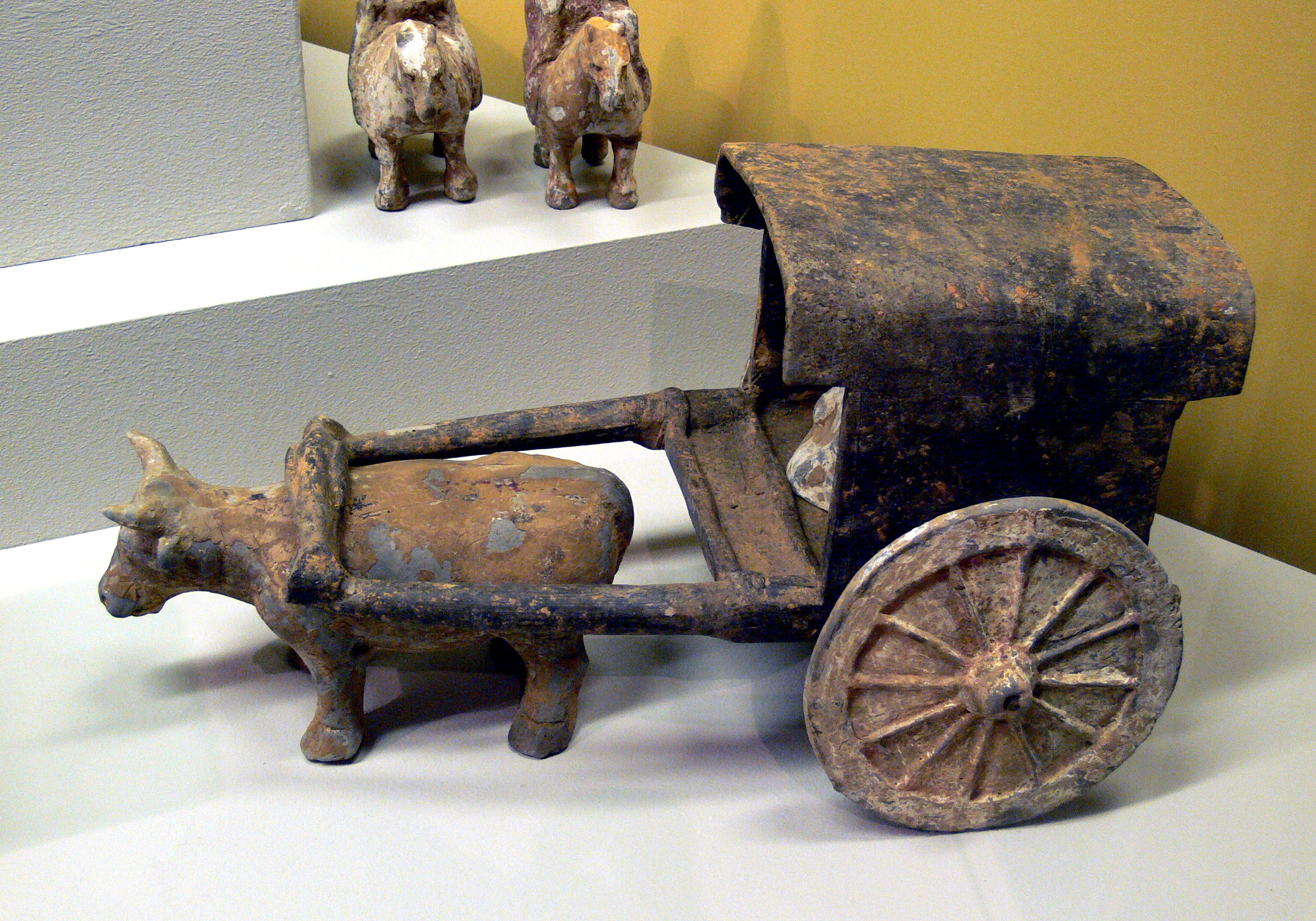
Chariot (funéraire ?) tiré par un bœuf, Wei du Nord.
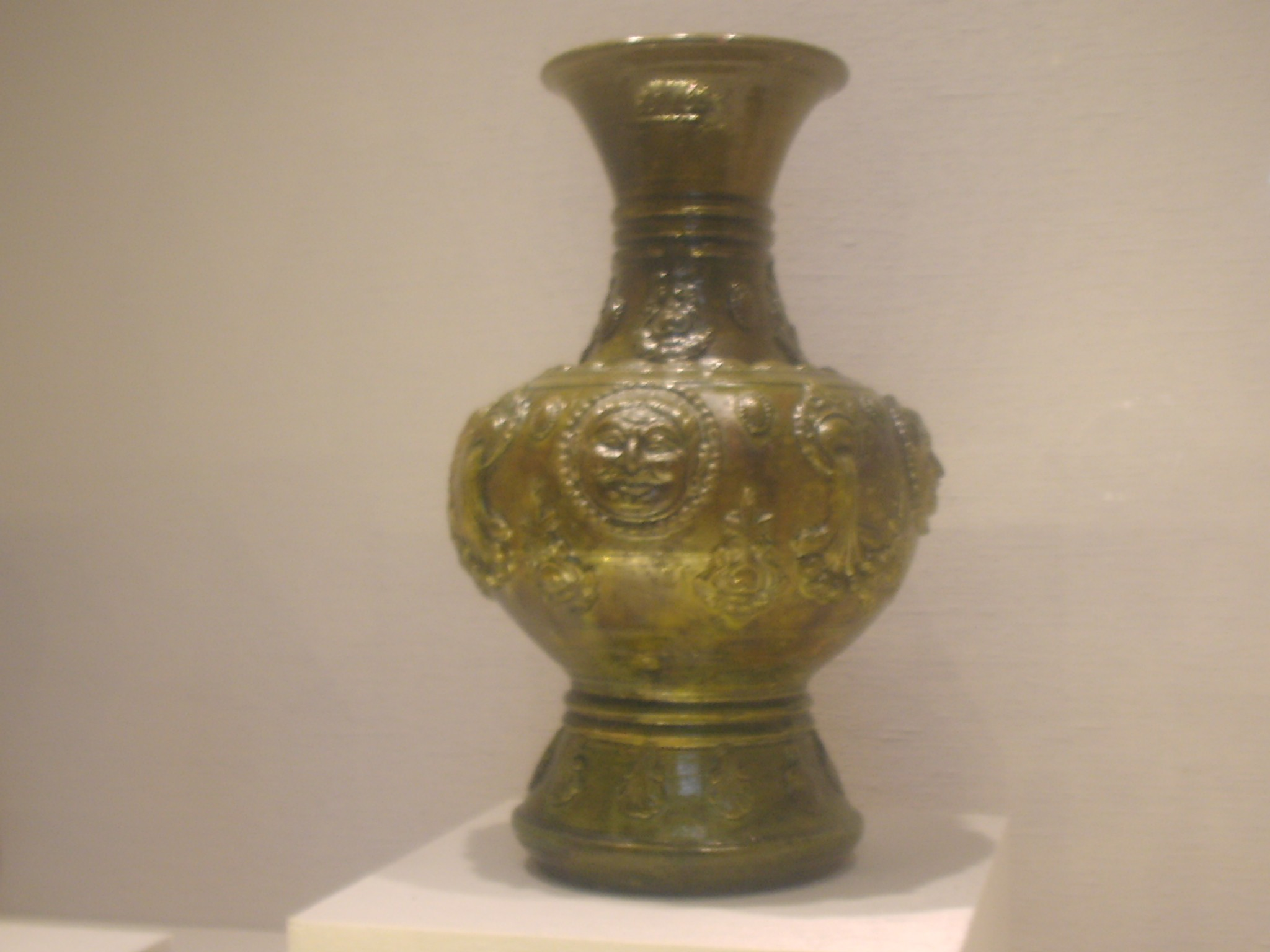
Jarre en céramique à glaçure verte, Qi du Nord. MET.

## Le milieu lettré et artistique
La période des Six dynasties fut très créative sur le plan culturel et intellectuel, en dépit des troubles politiques et militaires, ce qui est selon certains lié au recul de la centralisation, qui libèrerait les esprits et la créativité.
Les milieux littéraires les plus actifs durant la période des dynasties du Sud et du Nord sont situés dans les royaumes méridionaux, dont la culture passait pour être plus raffinée que dans les royaumes septentrionaux, notamment grâce à l'implication des élites lettrées dans les cercles des « conversations pures » (qingtan) et des retraites bouddhistes durant lesquels on se livrait à de longues discussions sur les concepts intellectuels et religieux, parfois à la rédaction de textes poétiques. Les auteurs du Nord ayant été considérés sous la dynastie Tang comme moins doués que ceux du Sud, leurs œuvres ont moins été célébrées et préservées. Cela explique pourquoi leur présence dans les histoires de la littérature chinoise est très discrète. Le monde des lettrés était tributaire des évolutions politiques, nombre de lettrés étant par ailleurs des ministres, et des écrits politiques tels que les mémoires au souverain et les édits pouvaient avoir de hautes qualités littéraires, figurant dans les anthologies aux côtés des poèmes. Certains membres éminents de la famille impériale ou des clans aristocratiques furent des mécènes réunissant autour d'eux des lettrés pour ces sortes de joutes, participant parfois eux-mêmes.
Les bibliothèques impériales des différentes dynasties furent souvent incendiées lors des épisodes de violence marquant les changements dynastiques, et durent donc être reconstituées à chaque fois, avec sans doute des pertes d'ouvrages, pour constituer un socle important de la vie intellectuelle de leur temps. Les bibliothèques privées des lettrés bibliophiles se développèrent, constituant un fonds important permettant la conservation des livres dans ces temps troubles. Les bibliothèques des monastères bouddhistes et taoïstes prirent de plus en plus d'importance avec l'essor de la littérature religieuse pour devenir une composante essentielle du monde de l'écrit de l'ère médiévale chinoise.
Les thématiques taoïstes et bouddhistes entraînaient les écrivains (parfois moines eux-mêmes) vers une recherche esthétique tournée vers la nature, les paysages, mais aussi la méditation, même si les thèmes moralisants et politiques restaient importants chez les tenants d'une littérature plus conservatrice. Ce contexte permit la rédaction de nombreuses œuvres marquantes, dans le domaine de la poésie, de l'histoire et des recueils d'anecdotes édifiantes. La critique littéraire jeta un nouveau regard sur les réalisations de l'esprit, et s'étendit même à la peinture. Cette dernière, qui était généralement l'affaire d'artisans, commença alors à être élevée au rang d'art noble par les lettrés, complétant par son aspect esthétique et symbolique la poésie et également la calligraphie qui s'était affirmée comme un art majeur depuis la fin des Han.
La période des dynasties du Sud et du Nord, en particulier dans le Sud, posa ainsi les jalons de la culture des lettrés qui prit forme sous les dynasties Tang et Song.

### Poètes, poésie et musique

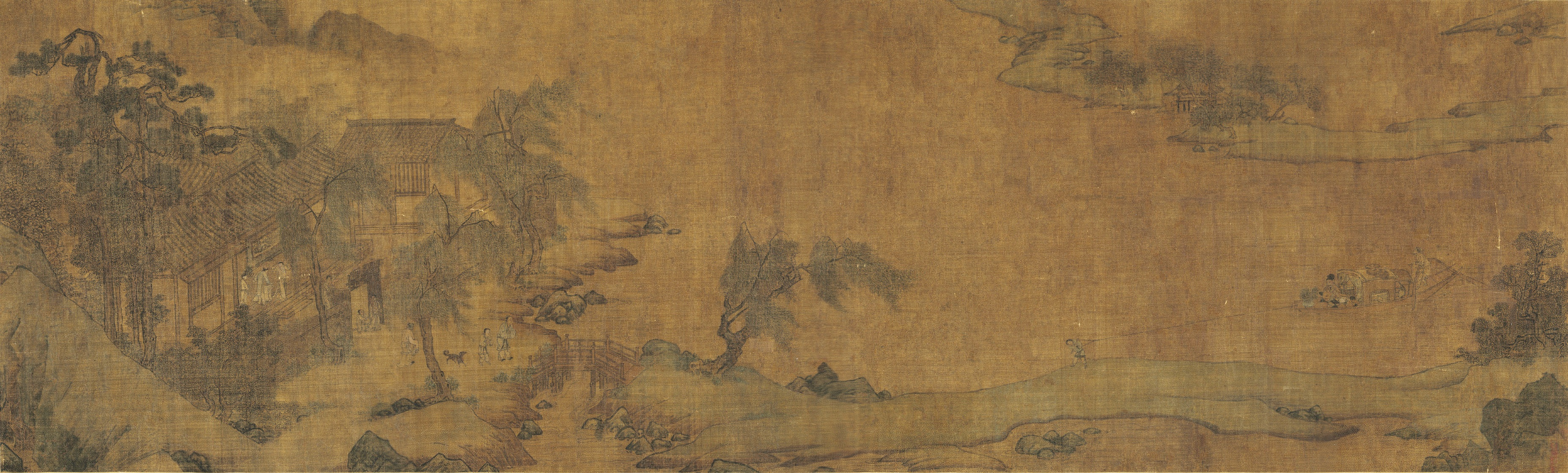
Copie d'époque Yuan (1272-1368) ou Ming (1368-1644) d'une peinture de paysage sur rouleau attribuée à Lu Tanwei V, illustrant le Chant du retour de Tao Yuanming, musée National de Taipei.

La poésie de la période des Six dynasties fut marquée par le recul de la poésie de type fu, au profit de la poésie de type régulier (shi), avec une prédilection pour les pentasyllabes brefs (quatrains ou huitains), incitant à une plus grande recherche formelle (parallélisme, alternance des tons longs et brefs). La création poétique tendit à reposer de plus en plus sur les cercles littéraires encadrés par des riches mécènes que sur des « génies » isolés. Du point de vue des thèmes, la poésie de cette période fut marquée par l'essor des évocations de la nature, des paysages et du retrait du monde, en lien avec le goût pour ces sujets dans le taoïsme et le bouddhisme et les évocations mélancoliques de la fuite du temps, et aussi la poésie de palais évoquant les fêtes, les belles femmes et l'amour.
Parmi les principaux poètes du début de la période, Tao Qian, aussi connu sous le nom de Tao Yuanming (365-427), personnalité troublée qui vécut au moment de la chute des Jin orientaux, fut un grand artisan de l'apparition de la « poésie bucolique » (tianyuan shi), célébrant la vie champêtre et paysanne dans laquelle il s'était retiré, et aussi un certain hédonisme (avec un goût prononcé pour le vin). Xie Lingyun (385-433), issu d'une des plus prestigieuses familles du Sud et parfaitement introduit dans le milieu des conversations pures tout étant très influencé par le bouddhisme, fut quant à lui un pionnier de la poésie paysagère, décrivant de façon très évocatrice les paysages de montagnes.
Durant l'ère Yongming (483-493), le prince de Jingling, Xiao Zilong des Qi du Sud, s'entoura d'un groupe de poètes, les « Huit amis », qui participaient à des joutes poétiques, entretenaient une émulation entre eux, faisant œuvre de novateurs en posant des règles de prosodie et de contrastes de tons, prélude à leur codification sous les Tang. Les deux plus fameux de ces poètes, Shen Yue (441-513) et Xie Tiao (464-499), s'illustrèrent dans la poésie paysagère et de retrait du monde, mélancolique.
Sous les Liang du Sud, plusieurs membres de la famille impériale furent actifs dans l'essor de la poésie. Le prince Xiao Tong (501-531), fils de l'empereur Wu, rédigea la première anthologie littéraire chinoise connue, le Wenxuan (Choix littéraire), compilant une sélection de poèmes (et de textes en prose) qu'il tenta de classer par genre, faisant le choix d’œuvres qui n'étaient pas conservatrices sur la forme ni trop esthétisantes, recherchant un juste milieu entre beauté et classicisme. Cet ouvrage devint par la suite un classique de l'étude de la poésie chinoise. Quelques années plus tard (vers 540), le prince Xiao Gang patronna à son tour la compilation d'une anthologie poétique dans laquelle on reconnaît traditionnellement la patte du poète Xu Ling, le Yutai xinyong (Nouveaux chants des terrasses de jade). Le choix des poèmes (parmi lesquels des œuvres de Shen Yue, Xie Tiao mais aussi des poètes plus anciens comme Gan Bao) place cette anthologie dans le courant le plus novateur et esthétisant de la poésie de l'époque. Contre le courant plus classiciste privilégiant la morale et la politique, cette « poésie de palais » (gongtishi) appréciait les yuefu galants, souvent teintés d'érotisme, en vogue à l'époque. Cette œuvre eut moins de succès que la précédente par la suite, car souvent jugée immorale, étant même censurée à plusieurs reprises. Yu Xin (513-581), dernier grand poète de la période, avait évolué dans les cercles de Xiao Tong et Xiao Gang avant de se retrouver exilé puis retenu au Nord à la suite de la chute des Liang du Sud. Cet exil lui inspira sa plus grande œuvre, la Lamentation pour le Sud (Jiangnan fu), long poème en prose de type fu marqué par l'emploi de nombreuses allusions.
Plusieurs lettrés du Nord furent reconnus comme étant de remarquables poètes, mais pour les raisons évoquées précédemment leurs œuvres ont été peu conservées dans les anthologies postérieures et ont donc disparu. Au VIe siècle, les plus renommés étaient les « Trois talents du Nord », Wen Zisheng (495-546), Xing Shao (496-561) et Wei Shou (506-572) dont on nous dit qu'ils furent inspirés par les grands poètes de la période des Liang. Le plus célèbre des yuefu attribué aux dynasties du Nord est la Ballade de Mulan (Mulan Shi), œuvre anonyme, poème court racontant l'histoire d'une fille se déguisant en homme pour s'enrôler dans l'armée frontalière à la place de son père. Ses premières attestations sont en fait tardives (de la dynastie Song), ce qui rend sa datation incertaine. Ce récit connut une grande popularité durant les périodes postérieures, étant adapté dans différents genres. On sait par ailleurs que les lettrés du Sud affectionnaient ce qu'ils appelaient les « chants du Nord » et la « poésie de la frontière », évoquant la vie militaire et nomade du Nord, qui semblent en fait refléter leur propre image de cette région, « exotique » par bien des aspects à leurs yeux, et ne sont vraisemblablement que rarement les créations de poètes septentrionaux.

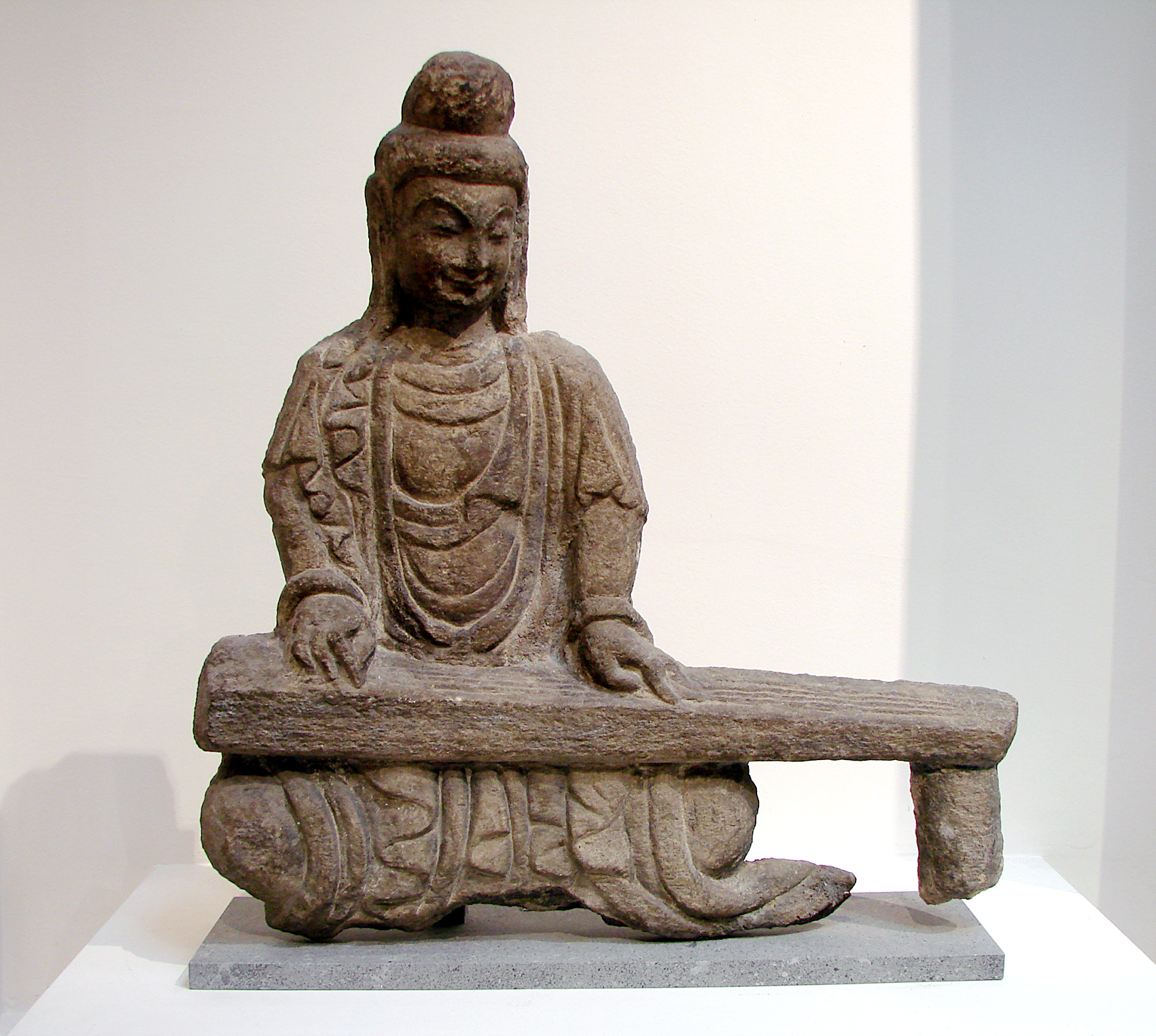
Bodhisattva jouant du qin, cithare posée à plat, Yungang, période des Wei du Nord (VI), musée Guimet.

La poésie étant destinée à être récitée et chantée, elle était apparentée à la musique, autre forme d'expression artistique très appréciée des lettrés. Ils la voyaient comme un moyen de développer l'expression de leurs émotions et de leur sens moral, et de mener une réflexion sur les rythmes et l'équilibre des sons qui devaient épouser ceux de la nature. Cela rejoignait donc aussi bien les thématiques confucianistes et taoïstes que bouddhistes. Dans cette optique méditative, les lettrés privilégiaient les instruments individuels, en premier lieu le qin, sorte de cithare posée à plat. Les autres instruments répandus à cette époque comprenaient une grande variété d'instruments à cordes, dont la pipa, sorte de luth originaire d'Asie centrale, différents instruments à vent (flûtes à conduit, traversière, flûte de pan) ainsi que des percussions (cymbales, tambourins). Les lettrés ne voyaient pas d'un bon œil le fait de faire de la musique pour le public car cela était vu comme une activité subalterne. Les orchestres et danseurs divertissant les participants de banquets, notamment ceux reprenant des genres xianbei ou sogdiens très prisés au Nord, ou ceux qui accompagnaient des funérailles étaient vus comme ayant un rang social inférieur.

### Critique et théorie littéraires
Les réflexions sur les styles poétiques de cette période qui ressortaient de ces anthologies se plaçaient dans un contexte plus large d'essor de la critique et théorie littéraires, dont les jalons avaient été posés par Cao Pi (187-226) et Lu Ji (261-303). Liu Xie (465-520), bouddhiste laïc d'extraction modeste, rédigea vers 500 une œuvre de longueur monumentale, le Wenxin diaolong (quelque chose comme « Le cœur de la littérature et la sculpture des dragons »), visant à étudier tous les genres littéraires chinois depuis l'Antiquité et d'en trouver les principales problématiques d'écriture (style, imagination, émotion, etc.), le tout en réunissant une impressionnante quantité d’extraits d'œuvres. La tradition littéraire chinoise a surtout consacré le Shipin (Notation de la poésie) de Zhong Rong (468-518) comme œuvre majeure de la critique littéraire médiévale, en raison de la qualité de la plupart de ses critiques. Il choisit de classer les poètes, essentiellement ceux de la période des Six dynasties, en trois catégories en fonction de leurs talents, en plaçant sur un piédestal ceux de l'ère Jian'an (196-220). La poésie doit selon lui exprimer l'émotion, par le biais de figures classiques (comparaison, images, narration directe) et non les procédés plus novateurs de son temps qu'il rejette (contrastes des tons, allusions, recherches métaphysiques).

### Histoires et recueils d'anecdotes et de biographies

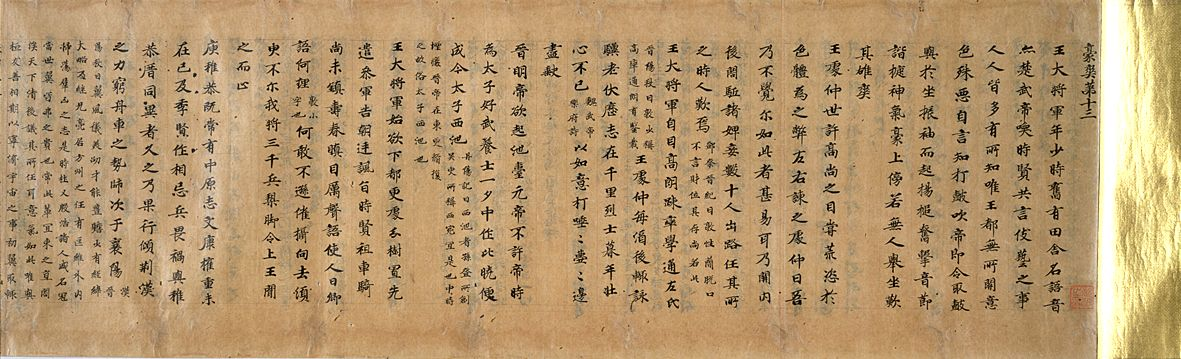
Copie des Anecdotes contemporaines et nouveaux propos (Shishuo xinyu) de Liu Yiqing (403-444), datée de la dynastie Tang (VIII), musée national de Tokyo.

La littérature narrative connut également d'importantes évolutions durant les dynasties du Sud et du Nord. L'Histoire en tant que genre littéraire fut clairement distinguée sous les Song du Sud avec la création d'une section historique au sein de l'Académie impériale. De nombreuses œuvres historiques furent écrites, beaucoup ayant disparu et n'étant connues que par des catalogues postérieurs. Parmi les plus importantes pour la reconstruction de l'histoire chinoise antérieure, peuvent être relevées le commentaire de la Monographie des Trois Royaumes (Sanguo zhi) de Chen Shou (233-297) par Pei Songzhi (372-451), qui ajouta à cette œuvre déjà conséquente les biographies de personnages marquants de la période en question, le Livre des Han postérieurs (Hou Han shu) de Fan Ye (398-446), et plus tard le Livre des Song du Sud de Shen Yue (qui a également rédigé une Histoire des Jin perdue depuis) ou le Livre des Qi du Sud de Xiao Zixian, considérées comme des histoires officielles.
D'autres recueils d'histoires avaient pour thèmes des régions et surtout des lieux sacrés, le plus marquant étant sans doute la Notice sur les monastères de Luoyang (Luoyang Qichan Ji) de Yang Xuanzhi (vers 547, auteur sur lequel on ne sait quasiment rien), rédigé dans une prose parallèle de qualité, une des rares œuvres littéraires marquantes de la période à être issue du Nord,. Le genre des « histoires étranges » (zhiguai), compilant des récits de fantômes ou autres êtres surnaturels, avait également connu une grande popularité à la suite de l’œuvre de Gan Bao (280-350). Yan Zhitui (531-590), auteur très prolifique, rédigea ainsi une Monographie sur les spectres vengeurs, même si son ouvrage le plus célébré sont les Enseignements familiaux du clan des Yan (Yanshi jiaxun), chef-d’œuvre de la littérature relative à la vie des aristocrates de la période des dynasties du Sud et du Nord.
Le goût porté aux personnalités excentriques est à l'origine des Anecdotes contemporaines et nouveaux propos (Shishuo xinyu) attribué à Liu Yiqing (403-444) qui compile des anecdotes concernant ce genre d'individus, très appréciés dans le contexte des « conversations pures ». Cette appétence pour les thèmes plus esthétisants et individualistes se retrouve dans l'intérêt des élites lettrées du Sud pour les Sept Sages de la forêt de bambous, poètes du IIIe siècle que la postérité a érigés en archétypes des lettrés hédonistes et provocateurs retirés du monde pour vivre une vie plus libre, qui se retrouvent souvent dans les représentations murales des tombes aristocratiques méridionales.
Dans la tradition littéraire bouddhiste on trouve des écrits similaires, comme des collections de biographies de moines, celle ayant connu le plus de succès étant les Biographies des Moines éminents (Gaoseng zhuan) de Huijiao (497-554). Les Biographies des moniales (Biqiuni zhuan) de Baochang (466-518) sont un autre ouvrage notable pour la connaissance du milieu monastique de la période.

### Sciences et techniques
Les élites lettrées appréciaient également l'étude de textes de nature scientifique ou technique. Certaines œuvres importantes dans ce domaine furent rédigées durant la période des dynasties du Sud et du Nord. Les Principales techniques pour le bien-être du peuple (Qi Min Yao Shu) de Jia Sixie, évoqué plus haut, est un ouvrage essentiel pour le développement de l'agronomie dans la Chine médiévale qui connut un grand succès chez les lettrés et fut durant les périodes suivantes diffusé dans de nombreuses exploitations rurales. Le savant qui accomplit les avancées les plus remarquables fut Zu Chongzhi (429-500). Avec l'aide de son fils Zu Gengzi, il rédigea un traité mathématique, le Zhui Shu, perdu de nos jours, dans lequel il donnait une valeur très précise de pi (entre 3,1415926 et 3,1415927). Dans le domaine de l'astronomie mathématique, son calendrier Daming était également réputé pour sa précision dans ses calculs des cycles astraux. Il aurait enfin mis au point des engins mécaniques, comme un char-boussole en cuivre et perfectionné la technique des bateaux à roues à aubes.

### Peintres et calligraphes

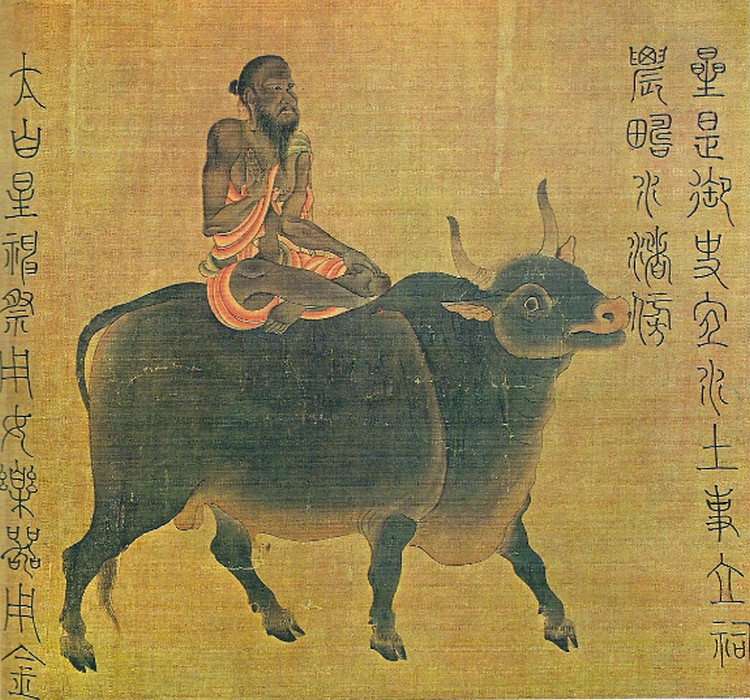
Représentation de la planète Saturne humanisée par Zhang Sengyou, début du VI, musée municipal d'Osaka.

Les textes de la période des dynasties du Nord et du Sud évoquent également la haute estime dans laquelle les lettrés et élites tenaient alors l'art de la peinture. Leurs œuvres ayant été perdues, ou seulement conservées par des copies tardives (l'imitation des peintures de maîtres étant vue comme un moyen de suivre leur voie et donc très pratiquée), peu de choses sont connues sur cette forme d'art durant cette époque.
La postérité a retenu quelques figures marquantes de la peinture méridionale : Gu Kaizhi (345-406) sous les Jin orientaux, considéré comme le père de la peinture sur rouleau ; Zong Bing (375-443), un moine bouddhiste qui s'illustra dans la peinture paysagère avec la volonté de faire du peintre une figure de la sagesse ; Wang Wei (415-443 - à ne pas confondre avec son homonyme de la période de la dynastie Tang) qui passe pour avoir été le premier peintre-lettré ; Lu Tanwei (mort vers 485) sous les Song du Sud ; Zhang Sengyou (début du VIe siècle) sous les Liang du Sud, réputé surtout pour ses représentations de personnages. Il faut peut-être attribuer à certains d'entre eux la composition de certains décors sur briques moulées peintes ornant les tombes des élites méridionales, qui renvoient aux thématiques en vogue dans les milieux intellectuels de l'époque, en particulier la contemplation de la nature, en lien avec les conceptions bouddhistes et taoïstes. Les illustrations de poètes (les Sept Sages de la forêt de bambous) ou de poésies (celles de Cao Zhi et Zhang Hua par Gu Kaizhi, de Tao Yuanming par Lu Tanwei) furent également en vogue. Un autre thème privilégié fut celui des personnages des mythologies de l'époque : Zhang Sengyou fut célébré pour ses peintures de dragons et de Saints ; des tombes ont livré des représentations de phénix associés à des Immortels.

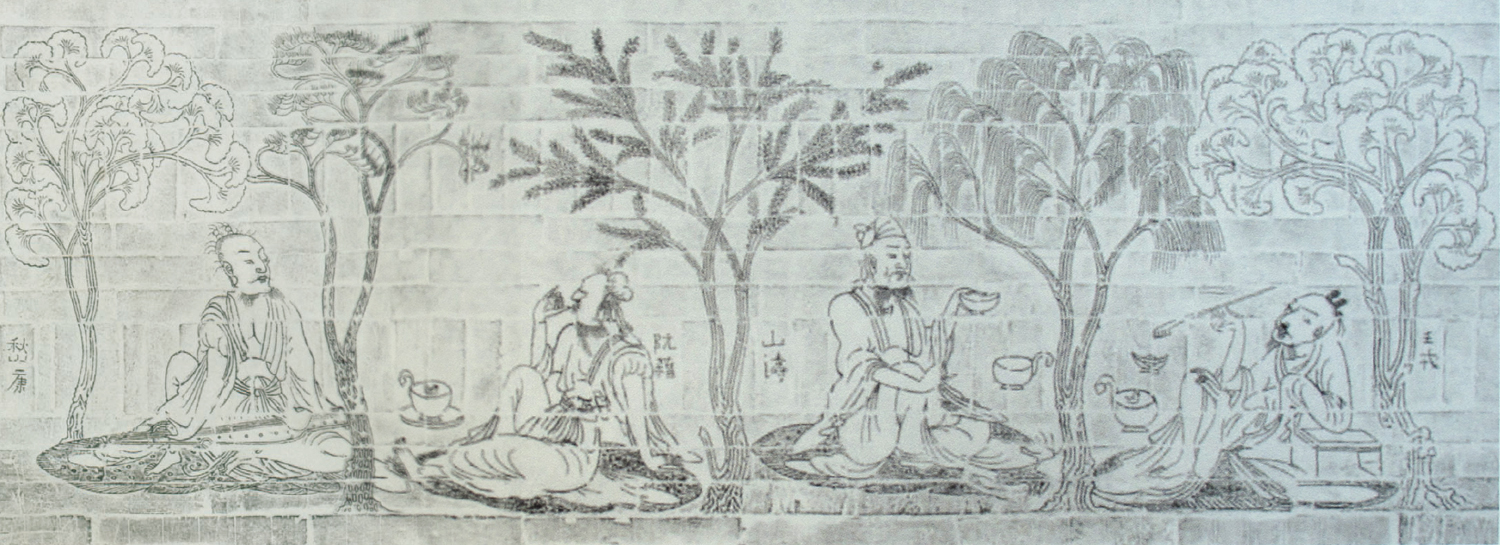
Estampage d'un relief mural, peut-être recomposé d'après une peinture de Lu Tanwei, dans une tombe de la première partie de la période des dynasties du Sud (seconde moitié du Ve siècle), représentant les Sept Sages de la forêt de bambous (des Trois Royaumes) et Rong Qiqi (penseur des Printemps et Automnes) dans une « causerie pure », buvant, fumant et célébrant les arts de la poésie et de la musique. 80 x 240 cm.

Plusieurs écrivains méridionaux se penchèrent sur la théorie de la peinture : Gu Kaizhi, le moine bouddhiste Zong Bing qui considérait la peinture comme moyen de contempler et percevoir l'ordre universel bouddhiste, Wang Wei, déjà évoqué, puis surtout Xie He (479-502) qui rédigea une anthologie critique de la peinture, dans la droite ligne des anthologies littéraires de l'époque, et y exposa les règles d'or de la peinture,.
Le Nord ne fut pas en reste. On y composa de nombreuses peintures bouddhistes d'inspiration occidentale : le peintre sogdien Cao Zhongda fut ainsi réputé pour ses peintures murales dans des monastères à l'époque des Qi du Nord et sous les Sui. Les réalisations de ces écoles de peinture septentrionales du VIe siècle sont connues par les remarquables peintures des monastères rupestres bouddhistes (Yungang, Mogao) et des tombes aristocratiques. Ces peintures sont réalisées sur des murs recouverts d'enduit, permettant d'utiliser une large surface, et font appel à une gamme limitée de couleurs (noir, rouge, ocre). Elles semblent avoir servi de référence pour la peinture officielle des Tang et des périodes postérieures.
La calligraphie était également très en vogue chez les lettrés. Le modèle à suivre était alors Wang Xizhi (321-379), dont la qualité des caractères de la Préface au recueil du pavillon des Orchidées en font un chef-d’œuvre de la calligraphie chinoise, constamment copié et imité par des générations de lettrés voulant s'inspirer de son style. C'est à partir de ses caractères qu'a été composé le Classique des Mille Caractères (Qianzi wen), servant pour l'apprentissage de l'écriture chinoise pour les enfants, dont les textes en prose couvraient une grande variété de sujets (histoire, nature, morale, etc.). Il aurait été compilé dans la première moitié du Ve siècle par Zhou Xingsi à la demande de l'empereur Wu des Liang pour servir à l'éducation de son fils. Le goût des élites de l'époque pour la calligraphie est confirmé par les inscriptions bouddhistes monumentales des sites monastiques du Nord ainsi que la mise au jour d'inscriptions funéraires, témoignant d'une grande recherche esthétique dans le tracé des caractères.